# 海參崴
海參崴（穆麟德轉寫：Haišenwei），俄稱符拉迪沃斯托克（羅馬化：Vladivostok，直译：「征服東方」），是俄罗斯滨海边疆区的首府，也是遠東聯邦管區行政中心所在。该市临近俄、中、朝三国交界之处，三面临海，是俄罗斯在太平洋沿岸最大的港口、該國遠東地區最大的城市，也是遠東聯邦管區人口最多和經濟最發達之處，人口截至2017年達605,049人。
海參崴自新石器時代時起便有人類居住，原為肃慎民族居住地，後歷為渤海國、遼朝、金朝、元朝、明朝和清朝統治，直至1860年被沙俄脅迫簽訂《中俄北京条约》後為其割佔至今。今日，該市已是俄羅斯遠東地區近海運輸中心，同時為俄罗斯太平洋舰队司令部所在地。

## 名称
清朝建政之後，滿族賦名此地滿语名「ᡥᠠᡳᡧᡝᠨᠸᡝᡳ」（穆麟德轉寫：Haišenwei）和漢语音譯名「海參崴」，此一滿漢地名亦被華人沿用至今。1860年沙俄脅迫滿清簽訂《中俄北京条约》，割佔外滿州後將此城市更名爲“符拉迪沃斯托克”（Владивосток），意爲“东方统治者”或“征服东方”，也译「鎭東府」「東方的王后」。
1949年以后，中华人民共和国出版的地图将它标记爲「符拉迪沃斯托克（海参崴）」。自2003年起，根据原国家测绘局《公开地图内容表示若干规定》第十七条规定，包括“符拉迪沃斯托克”等八个俄罗斯地名必须括注中国名称，汉语拼音版地图和外文版地图除外。根据自然资源部2023年2月6日发布的《公开地图内容表示规范》第十四条规定，汉语版地图中“符拉迪沃斯托克”之后必须括注“海参崴”，汉语拼音版地图和外文版地图除外。中国大陆官方媒体对此城的称呼不统一，或译爲“符拉迪沃斯托克”，或译爲“海参崴”。中華民國官方沿用「海參崴」這個傳統地名，台灣出版的地圖也一般如此標註。臺灣媒體對該市稱呼則不統一，或使用「海參崴」，或譯為「符拉迪沃斯托克」。而香港媒體則極少使用俄語譯名，通常使用「海參崴」一名。
日本人自明治時代以後把該地稱爲「浦鹽斯德」（日语：〔〕）或，簡稱、或；借用同音漢字也寫作「浦潮斯德」（日语：〔〕），簡稱「浦潮」；二戰後則大多僅使用假名的。朝鲜语中，旧名，朝鲜翻译为，韓国译名，中國朝鮮族译作。
除此之外，海參崴的别称或美称還有“俄罗斯的太平洋大门”“渔业之都”和“纳申斯基市”等。

## 歷史

### 清朝時期
符拉迪沃斯托克位於绥芬河口海灣東岸。自新石器时代时起，這裡已漸見人类活動，有史料记载以来一直为满-通古斯民族活动区域，唐朝时属于粟末靺鞨人建立的君主制国家—渤海国的率賓府轄地（698年—926年）。遼朝時屬上京道率宾府所管；金朝时属上京路轄下恤品路所管；元朝时称永明城；明朝时属木阳河卫；清朝時該地為吉林寧古塔副都統管轄之下。
自1630年代开始，俄罗斯帝国的探索队进入该地区，尋求在遠東地區開拓不凍港口，俄罗斯和清朝曾有着多次領土上的武装冲突。在1689年清朝和俄罗斯帝国簽訂的《尼布楚條約》中訂明海參崴屬清朝，但是後來清朝国力不振，到了1858年時清黑龙江将军奕山在俄罗斯帝国的军事胁迫下簽訂《瑷珲条约》，规定包括海参崴的乌苏里江以东地区为清俄共管。两年後的1860年，第二次鸦片战争结束后，俄国又与清政府签订《中俄北京條約》將該處割讓俄國。蘇俄政府曾打算歸還，但沒有執行，俄羅斯正式長期佔領了清政府乌苏里江以东约40万平方千米的领土。俄羅斯在海參崴筑寨建港，將其命名為「符拉迪沃斯托克」。後來，符拉迪沃斯托克成為俄國未來在遠東發展政策上最重要的港口。

### 俄国時期
1860年7月2日，西伯利亞艦隊曼朱爾號在阿列克謝·卡爾洛維奇·謝夫涅尔中校指揮下向金角灣運送軍隊，建立了軍事哨所，現在的名稱是符拉迪沃斯托克。
該港口可认为是最好的。他讓很多人想起奧爾加湾，但只是比她小，更舒適、更溫暖、更開朗。然而，周圍都是同样的橡樹，一樣風景如畫的山脈。低地河流潺潺，岸邊有很多泉水。我們前幾天搭建的哨所，有著白色的帳篷，在一群尚未被砍伐、剛剛清理過的橡樹中顯得很漂亮。
——民族志學家謝爾蓋·馬克西莫夫的描述中提到了港口的第一天。
符拉迪沃斯托克成為俄羅斯帝國在遠東地區的一個重要的軍事基地，由於距離俄國歐洲部分核心地帶太遠，該地的發展緩慢。1861年11月12日，第一位非军事人员商人雅科夫·拉扎列維奇·謝苗諾夫與家人抵達符拉迪沃斯托克。1862年3月27日，第一次有人在符拉迪沃斯托克购买土地，买主正是雅科夫·謝苗諾夫，1870年他當選為第一位市领导人。地方自治形成。1871年，西伯利亞艦隊的主要海軍基地、軍事總督的總部和其他海軍部門從阿穆爾河畔尼古拉耶夫斯克遷至符拉迪沃斯托克。將俄羅斯在遠東的主要海軍基地建設轉移到奧爾加灣的嘗試也沒有停止。1879年，戰爭部委員會甚至做出決定，只留下符拉迪沃斯托克商業港口的功能。符拉迪沃斯托克的支持者和無數的抗議活動，甚至組織了一場捍衛符拉迪沃斯托克的新聞運動。1879年春，總參謀部軍官米哈伊爾·帕夫洛維奇·季赫梅涅夫少將被派往遠東，被指示對日本海的俄羅斯海岸進行詳細的軍事戰略研究，包括研究“聲稱具有軍用港口作用”的要點的軍事和經濟意義。季赫梅涅夫果斷地選擇符拉迪沃斯托克作为军港，並惡化了與满清的關係，解決了港口争议。
在19世紀70年代，政府鼓勵在南烏蘇里江地區重新定居，有助於哨所人口的增加：根據1878年的第一次人口普查，符拉迪沃斯托克有4,163名居民。通過了城市法規、城市杜馬和市長的位置，採用市徽章，儘管当时符拉迪沃斯托克沒有被承認作一個城市。英國艦隊不斷的攻擊威脅，符拉迪沃斯托克被積極發展為海軍基地。1880年，符拉迪沃斯托克獲得城市地位。19世紀90年代，西伯利亚铁路和中东铁路的建成使符拉迪沃斯托克人口和经济发展。1897年2月21日俄羅斯的第一次人口普查显示有28,993名居民居住在符拉迪沃斯托克，十年後市人口增加了兩倍。
1890年，俄羅斯作家契訶夫離開库页岛後，從他形容為贫穷的海参崴出發經香港和新加坡，11月到達科伦坡回莫斯科。在1891年，西伯利亞鐵路至此，亦開始有海運路線由其往返日本神戶、長崎及中國上海等地。
二十世紀的第一個十年，政治局勢不稳導致長期危機。政府的注意力轉移到亞瑟港和达里尼，1900-1901年中國北方发生义和团起义，1904-1905年俄日戰爭和第一次俄國革命導致符拉迪沃斯托克經濟活動几乎停滯。1904年至1905年間日俄戰爭中，其曾被日本海軍派遣的分遣艦隊突襲。有俄軍巡洋艦隊坚守，使日本海軍轉移目標。1907年，城市發展开启新的階段，俄国丢失亞瑟港和達爾尼使符拉迪沃斯托克再次成為俄羅斯在太平洋上的主要港口。自由港制度被引入，直到1914年，經歷了快速增長，成為亞太地區的經濟中心之一。符拉迪沃斯托克人口超過10萬，民族多樣性高。當時的俄羅斯人只佔人口的不到一半，大量的中國人、朝鮮人和日本人社區在城市里發展起來。城市的社會生活蓬勃發展，許多公共協會已經成立，從慈善團體到愛好團體都有。在第一次世界大战中，城市沒有遭到战争直接波及，符拉迪沃斯托克港成為俄軍接收美國支援物資（如食物、引擎、武器）的主要地點，其重要性迅速竄升，成為俄羅斯主要商港之一，進入港口的貨物數量和範圍的快速增長，1916年港口的貨物周轉量超過200萬噸，需要緊急擴建和技術的重新裝備。

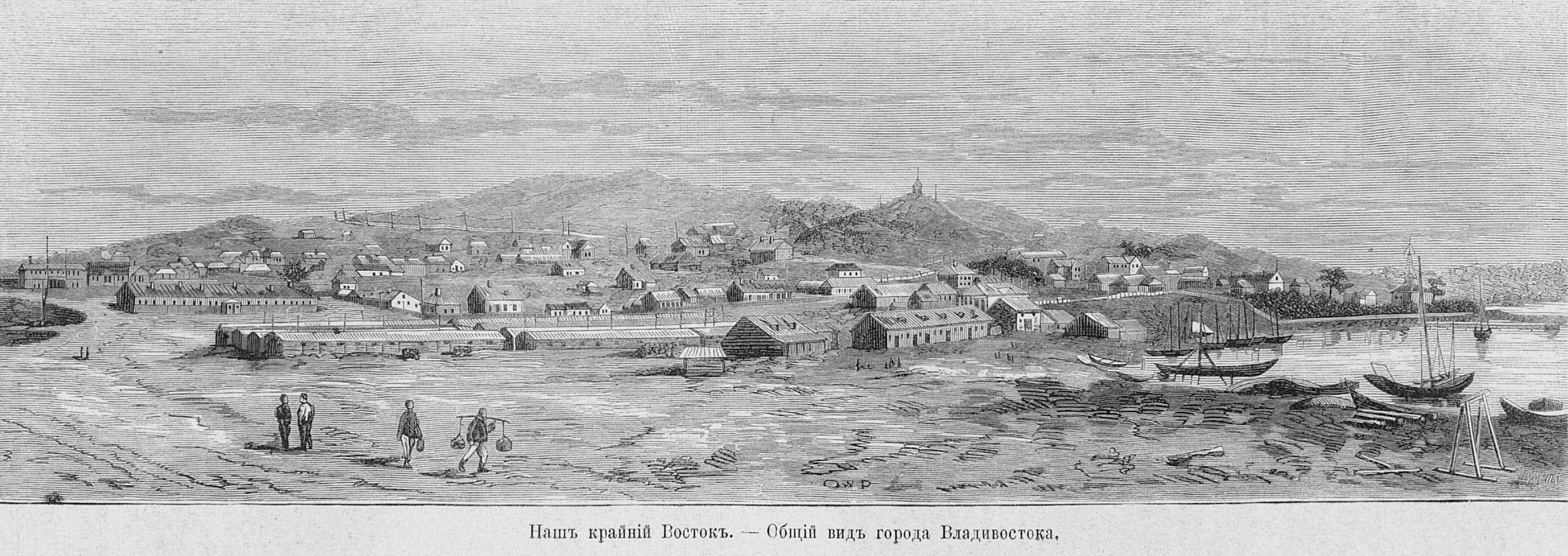
1880年的符拉迪沃斯托克
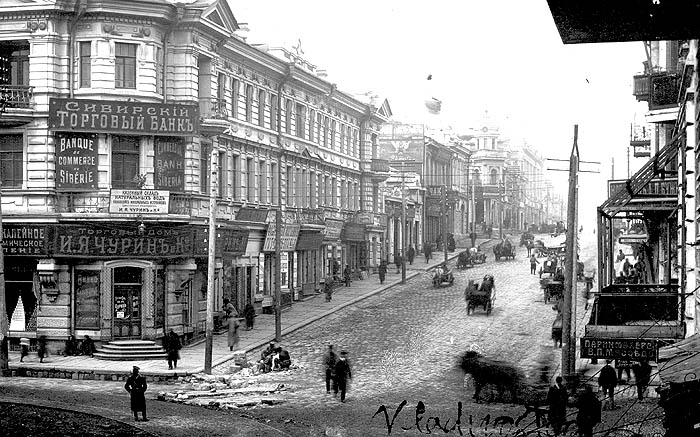
1910年代的符拉迪沃斯托克
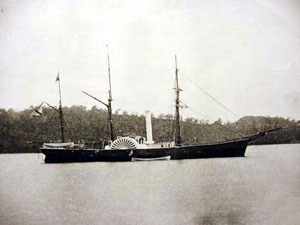
金角湾的美国军舰
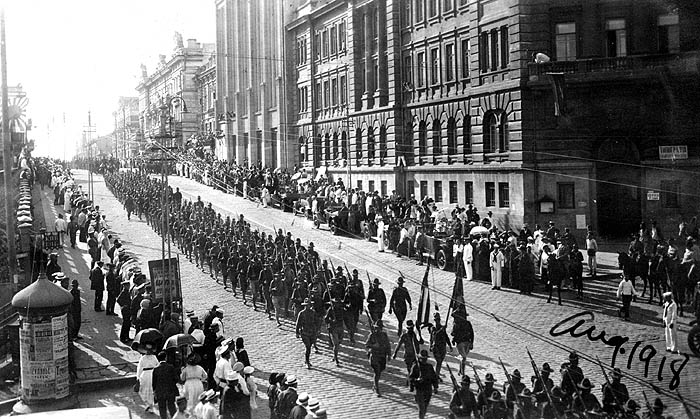
1918年美国军队

#### 内战时期
1917年，布爾什維克宣佈了「和平法令」，苏俄與德國之間締結布列斯特和平條約退出第一次世界大戰。10月30日，西伯利亞艦隊的水手们通电起义，城市權力交予布爾什維克。日英聯軍在1918年4月藉口當地有日資設施被襲，進駐金角灣和符拉迪沃斯托克。1918年6月29日，捷克军团占领符拉迪沃斯托克，8月15日美军抵达。秋季，日本、義大利和加拿大的軍隊相继抵达。1919年全年，地區内忙于游擊戰，1918-1922年内白军、乌军、黑军、绿军等和协约国武装干涉的战争的俄罗斯内战的混亂情況使市经济崩溃。為了避免與日本发生直接戰爭，1920年4月6日新生的蘇俄政权决定成立缓冲国遠東共和國。苏俄在5月承認了新共和國，白军發动了叛乱，阿穆爾河沿岸臨時政府成立。
1922年10月，在伊耶罗尼姆·彼得罗维奇·乌博列维奇的指揮下，遠東共和國人民革命軍佔領符拉迪沃斯托克，將白軍趕走。11月，遠東共和國结束，成為苏俄的一部分。

#### 苏联时期
连年战争使苏联成立时符拉迪沃斯托克异常衰落。日本軍撤退时劫掠了所有的有价值的物品。生活癱瘓，銀行裡沒有錢，企業的設備被抢走。1923-1925年，政府通過了“三年重建計劃”，恢復了商業港口正常运转，在1924-1925年成為該國最賺錢的時期。城市沒有趕上戰時共產主義，新經濟政策使经济恢复。
1925年，苏联決定加速國家工業化。五年計劃改變了滨海边疆区的面貌，成為一個工業區，部分原因是該地區建立了許多集中營。1930年代開始，此城成為蘇聯流放政治犯的主要地點。在1930年代和1940年代，符拉迪沃斯托克是达里斯特罗伊塞沃斯特拉格運送囚犯和貨物的中轉站。此外，在1930年代末和1940年代初，符拉迪沃斯托克矯正勞改營符拉德拉格位於第二條河站附近。
尽管日本有入侵的威胁，符拉迪沃斯托克在太平洋戰爭期間没有受到战火直接波及。作為交換，蘇聯也不干涉日本在亞洲的軍事行動，甚至允許日本人在蘇聯境內開採石油等資源，並拒絕了中美軍機利用遠東機場較近的優勢轟炸日本城市的企圖。不過，符拉迪沃斯托克是第一个成立國防基金的城市。战争中先後囚禁在這裡的有蘇聯和日本的戰俘。城市成爲租借法案中「太平洋航綫」的主要落貨港口。1941年蘇德戰爭蘇聯在波罗的海、黑海的主要港口被納粹德國海軍封鎖，高達1000萬噸的美援物資在符拉迪沃斯托克上岸後，經西伯利亞鐵路運往歐洲戰線。這也是符拉迪沃斯托克大幅擴張的年代，港口處理的租借法案租借的貨物幾乎是摩爾曼斯克的4倍，阿爾漢格爾斯克港口的5倍。在1945年戰爭結束時，不受戰火波及的符拉迪沃斯托克吞吐量為戰前的7倍。
1951年8月11日蘇聯部長會議「第五海軍問題」法令，市从1952年1月1日開始禁止外国人进入。計劃不僅從符拉迪沃斯托克要求撤出外國領事館，还撤走商人和捕鱼船，轉移到伏羅希洛夫（現在的烏蘇裡斯克）。計劃並沒有實施。同年符拉迪沃斯托克成為蘇聯海軍蘇聯太平洋艦隊司令部所在地，並禁止外國船艦進出。

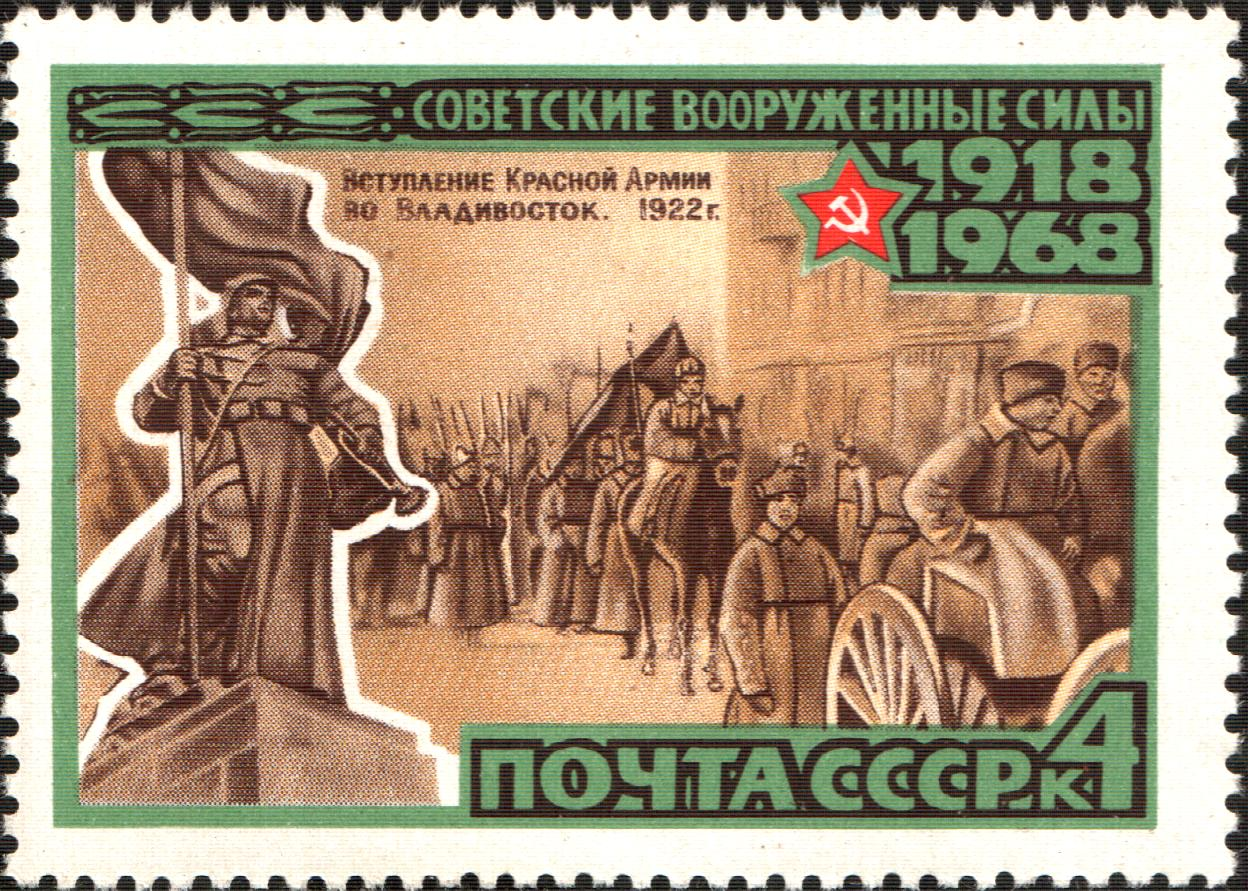
1968年的苏联邮票
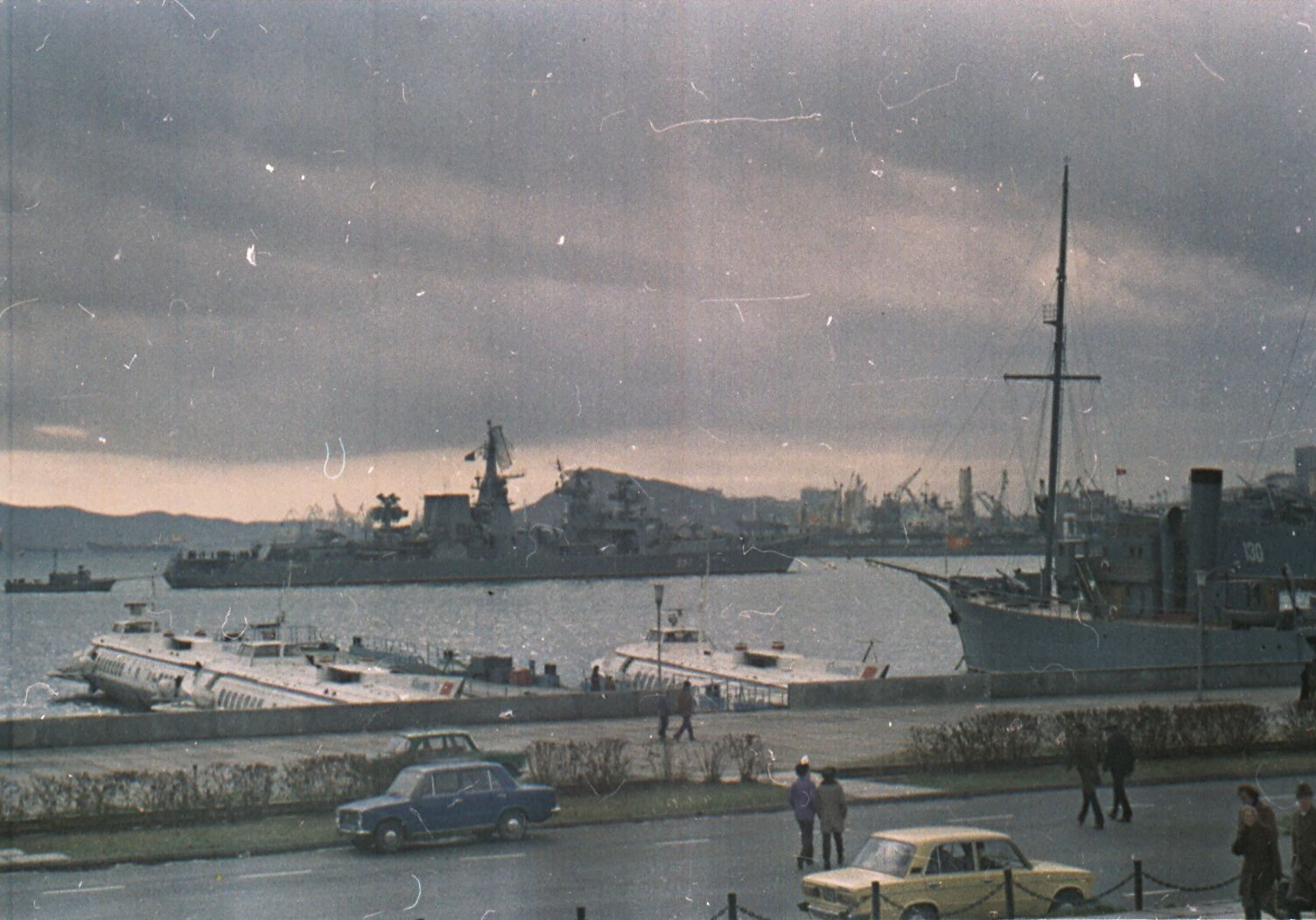
1982年城市风光
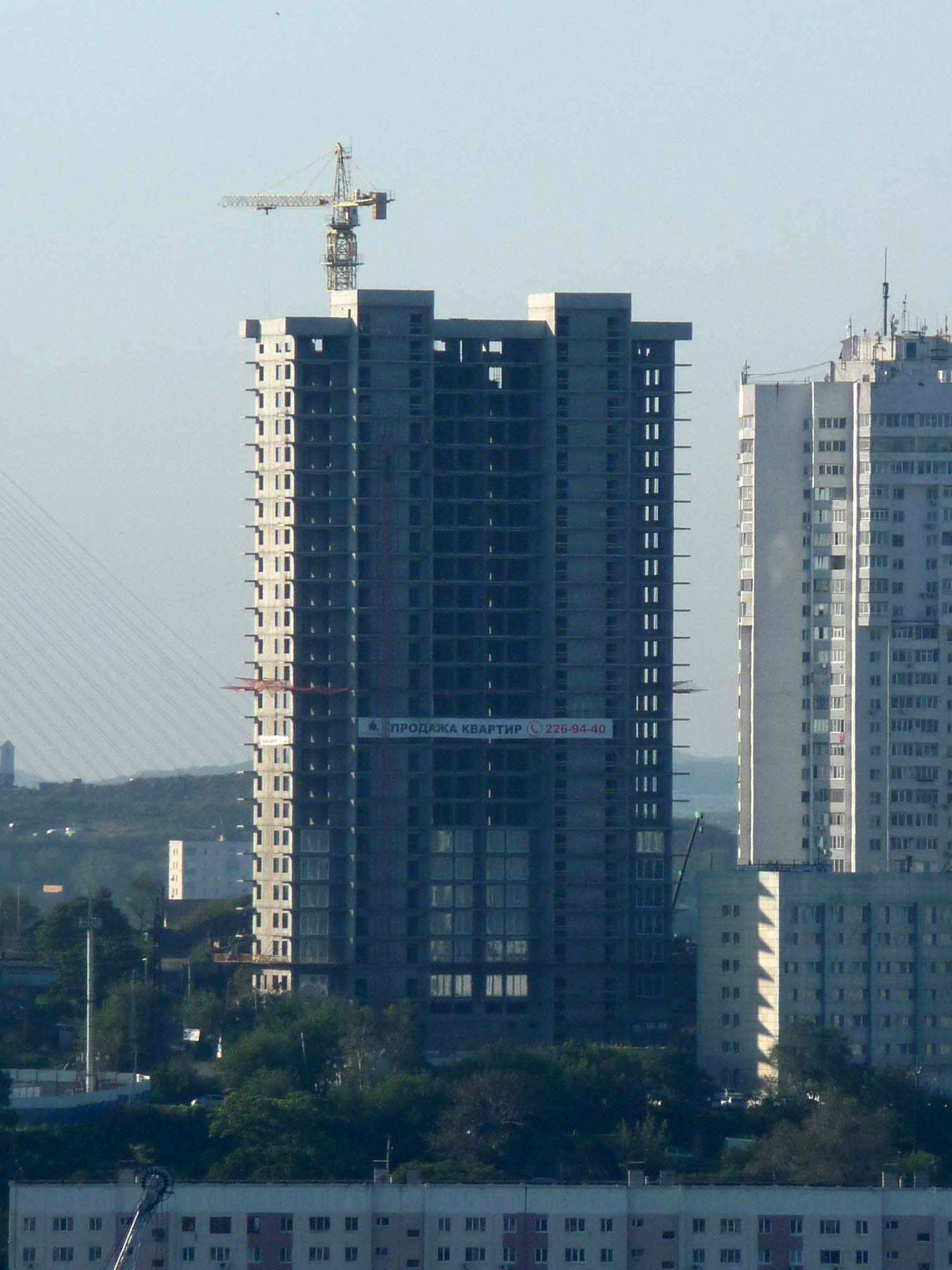
建设高楼

在「赫魯曉夫解凍」期間，符拉迪沃斯托克受到國家當局的特別關注。1954年，尼基塔·謝爾蓋耶維奇·赫魯曉夫首次訪問了城市，最終決定是否將其分配為封閉的海軍基地。有人指出，當時城市基礎設施處於可悲的狀態。1959年，赫魯曉夫再次訪問該市，表示可以跟美國的舊金山相比，亦奠定了其作為蘇聯遠東地區最重點的發展城市之地位，并作出加速城市發展的決定，決定由1960年1月18日蘇聯部長會議決議“關於符拉迪沃斯托克市的發展”作出。60年代，建造了一條新的有軌電車線路，無軌電車出现，城市建築业热火朝天，在郊區建立了住宅微型區，並在中心建造了新的公共和民用建築。1974年，美國第38任總統傑拉爾德·福特訪問符拉迪沃斯托克，並会见蘇共中央委員會總書記列昂尼德·伊里奇·勃列日涅夫。在會議上，簽署了《限制彈射系統條約》和《限制地下核試驗條約》的協議，遏制軍備競賽。
1991年5月16日《中华人民共和国和苏维埃社会主义共和国联盟关于中苏国界东段的协定》，时任中共中央总书记江泽民与苏共中央总书记兼苏联总统戈尔巴乔夫达成一致地段的中苏国界东段边界线走向，明确和确定符拉迪沃斯托克屬俄罗斯境內。1991年9月20日，俄羅斯聯邦蘇維埃社會主義共和國總統鮑裡斯·葉利欽簽署了第123號法令，向外國公民開放符拉迪沃斯托克市，該法令自1992年1月1日起生效。符拉迪沃斯托克不再是一個封閉的城市。2001年7月16日，中共中央总书记、中国国家主席江泽民与俄罗斯联邦总统普京，在莫斯科克里姆林宫签署《中俄睦邻友好合作条约》，締約雙方根據一九九一年五月十六日《中華人民共和國和蘇維埃社會主義共和國聯盟關於中蘇國界東段的協定》。

#### 现代
蘇聯解體極大影響市經濟。國營國防企業没有了訂單，使工資拖欠和失業。倖存的漁業企業主要轉向向日本出口魚類和海鮮。在20世紀90年代，符拉迪沃斯托克成為非法捕魚、木材走私和日本汽車轉售的中心。生活水平下降，出生率下降，向俄罗斯中部地區的移民增加。当时估计，1992年該城市的人口為64.8萬人，而到2010年会降低到57.8萬人。在二十一世紀初，社會和經濟狀況有所改善。2010年11月4日，符拉迪沃斯托克被授予「軍事榮耀之城」稱號，2012年安裝了一塊石碑。2012年9月，APEC 峰會在俄羅斯島舉行。為了準備峰會，州投資了約200億美元用於開發市的基礎設施。主要建築物件是有橫跨金角灣的橋樑、通往俄羅斯島的橋樑和新的綜合体育場科涅维奇。2012年，在符拉迪沃斯托克舉行的 APEC 峰會上，遠東聯邦大學最現代化的校園和堤防在俄羅斯島上。遠東聯邦大學是遠東地區最大的教育、研究和創新中心，吸引了來自俄羅斯和國外的科學環境、高科技企業。俄羅斯和亞洲國家的學生在那裡學習。2013年，濱海邊疆區歌劇芭蕾舞劇院開業。劇院建築的技術設備及其音響系統是全俄最好的。該結構的建築特色是玻璃幕牆，根據立方體的原則製成。
2023年5月15日，中国海关总署日前宣布，同意增加俄罗斯符拉迪沃斯托克港为内贸货物跨境运输中转口岸。有观点认为这是因为2022年俄乌战争爆发后，因俄罗斯遭受多数欧美国家的各方面制裁，使得俄罗斯在各方面越来越依赖中国的情况下，而对中国被迫做出让步的一部分。
2025年4月，波兰外交部长拉多斯瓦夫·西科尔斯基指责俄罗斯侵略活动，并要求俄罗斯“最好问问自己，你们是否还能守住海参崴”。

## 地理

### 地理特征
其位于穆拉维约夫-阿穆尔斯基半岛最南端，大約30公里長，12公里寬。海参崴三面环海，由金角湾、阿穆尔湾、乌苏里湾环绕，南临彼得大帝湾，另由俄羅斯島大橋與俄羅斯島相連接。自东北向西南绵延30公里，呈斗圆型，面積為約331.2平方公里，是俄罗斯滨海边疆区的首府，俄罗斯远东太平洋沿岸最大的港口，俄西伯利亚和远东地区仅次于新西伯利亚的第二大城市。
符拉迪沃斯托克市轄區包括特魯多沃耶、佩斯恰内半島和彼得大帝灣内約50個島嶼，其中6個島嶼俄羅斯岛、波波夫島、列伊涅克島、里科爾德岛、什科特島和叶连娜岛面積超過一平方公里。2005年1月1日國家土地地籍的數據显示符拉迪沃斯托克市區範圍內的土地總面積為56,154公頃。位於穆拉維約夫-阿穆爾斯基半島的部分地區，包括特魯多沃耶村，面積35,044公頃，位於佩夏尼半島和邻近的土地面积7,525公頃。
河網發展速度低，監管严格，以小河和溪為主。较大的河有奧布亞斯涅尼亞河、第一溪、第二溪、謝丹卡河和良子河，從東向西流，后四者流入阿穆爾灣。謝丹卡河和良子河上有水庫。
老城区最高點是鷹巢丘，海拔199米（一说214米）。市區最高點沙山，俗名藍山，海拔474米，是滨海山脈的一部分，位於穆拉維約夫-阿穆爾斯基半島北部，靠近阿尔乔姆界。行政区内较大的山峰还有霍洛季利尼克山（257米）、俄罗斯山（291米）和瓦爾吉納山（458米）。

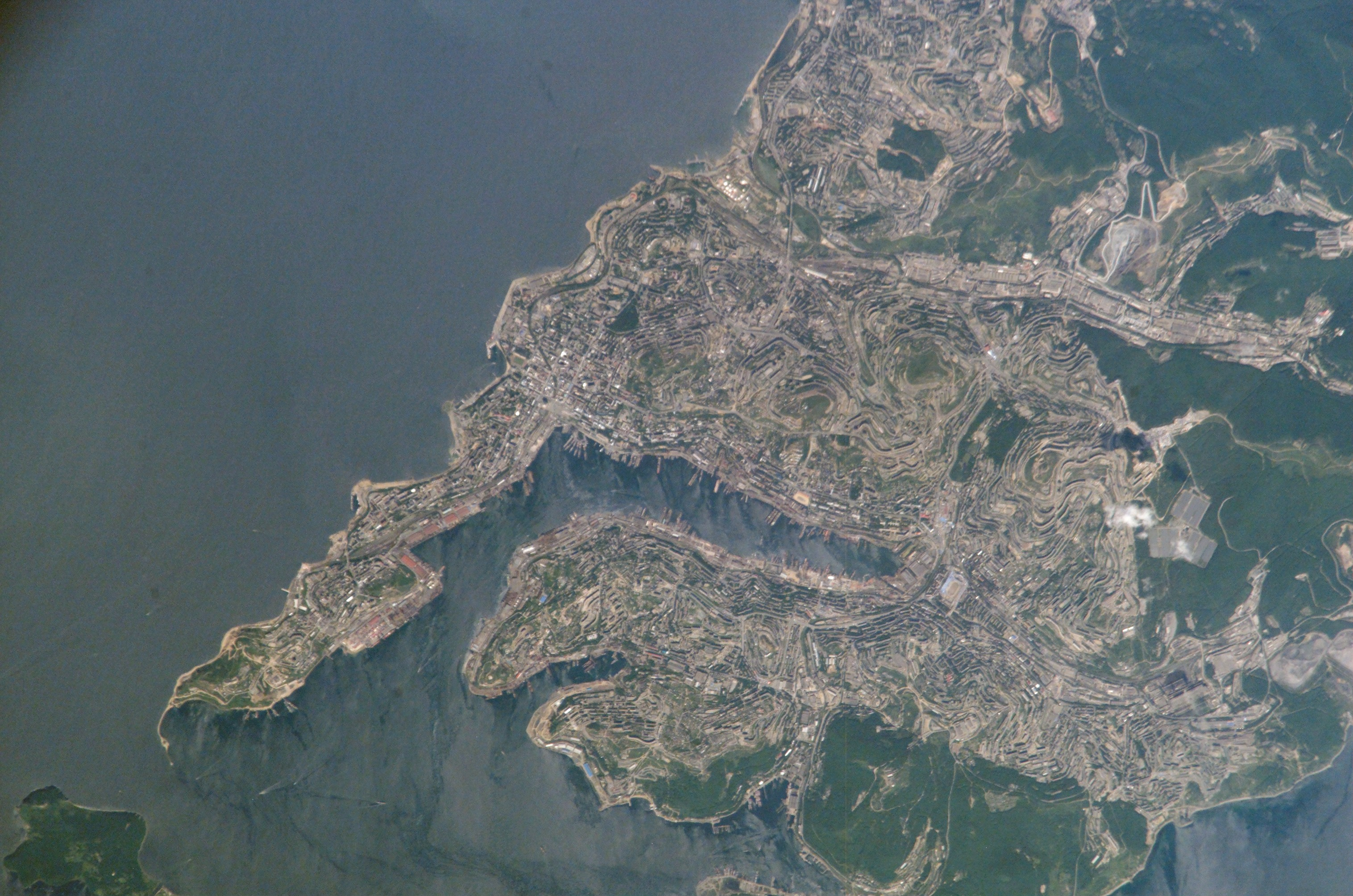
符拉迪沃斯托克航照圖
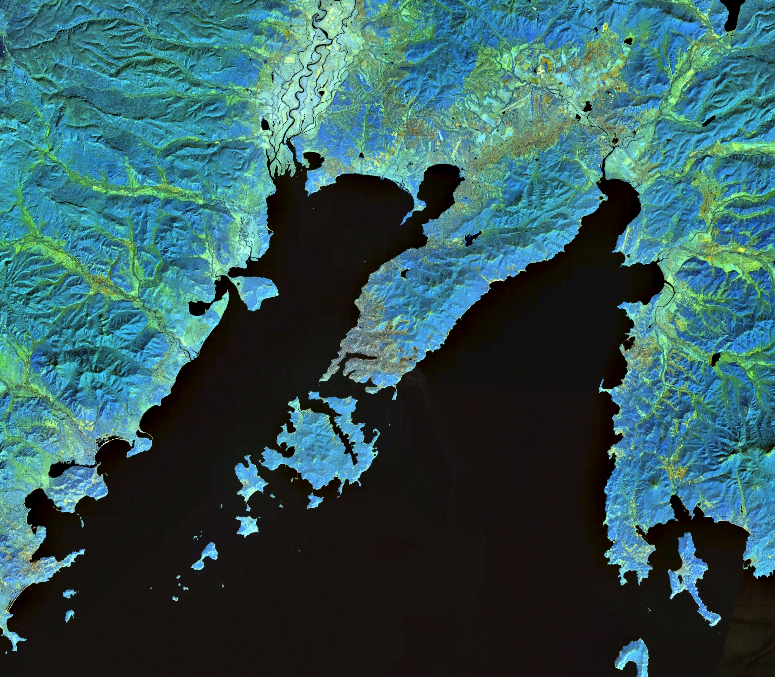
彼得大帝湾地形遥感图

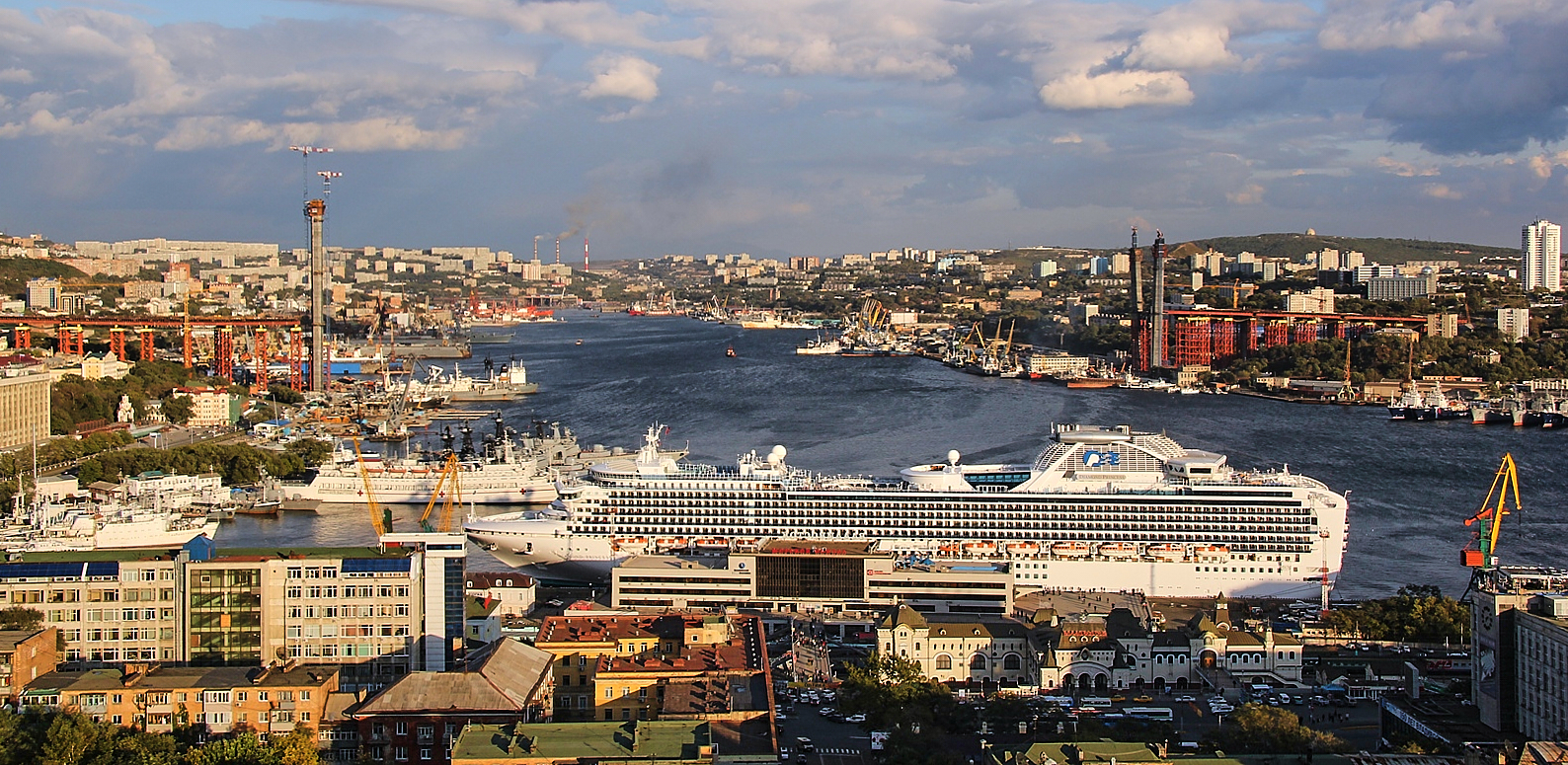
金角灣和正在建設中的新橋樑
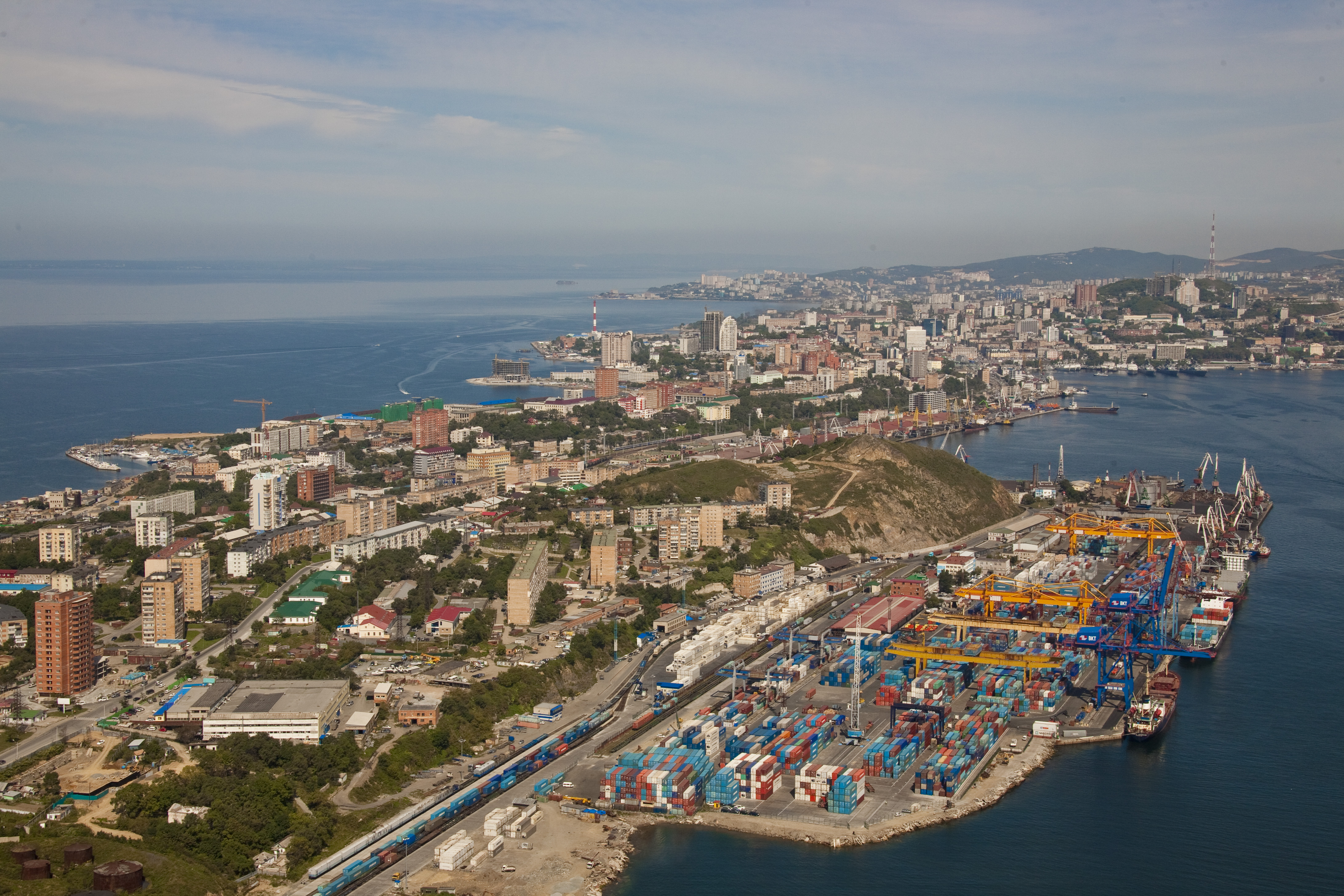
艾格舍利特半島和符拉迪沃斯托克貨櫃碼頭
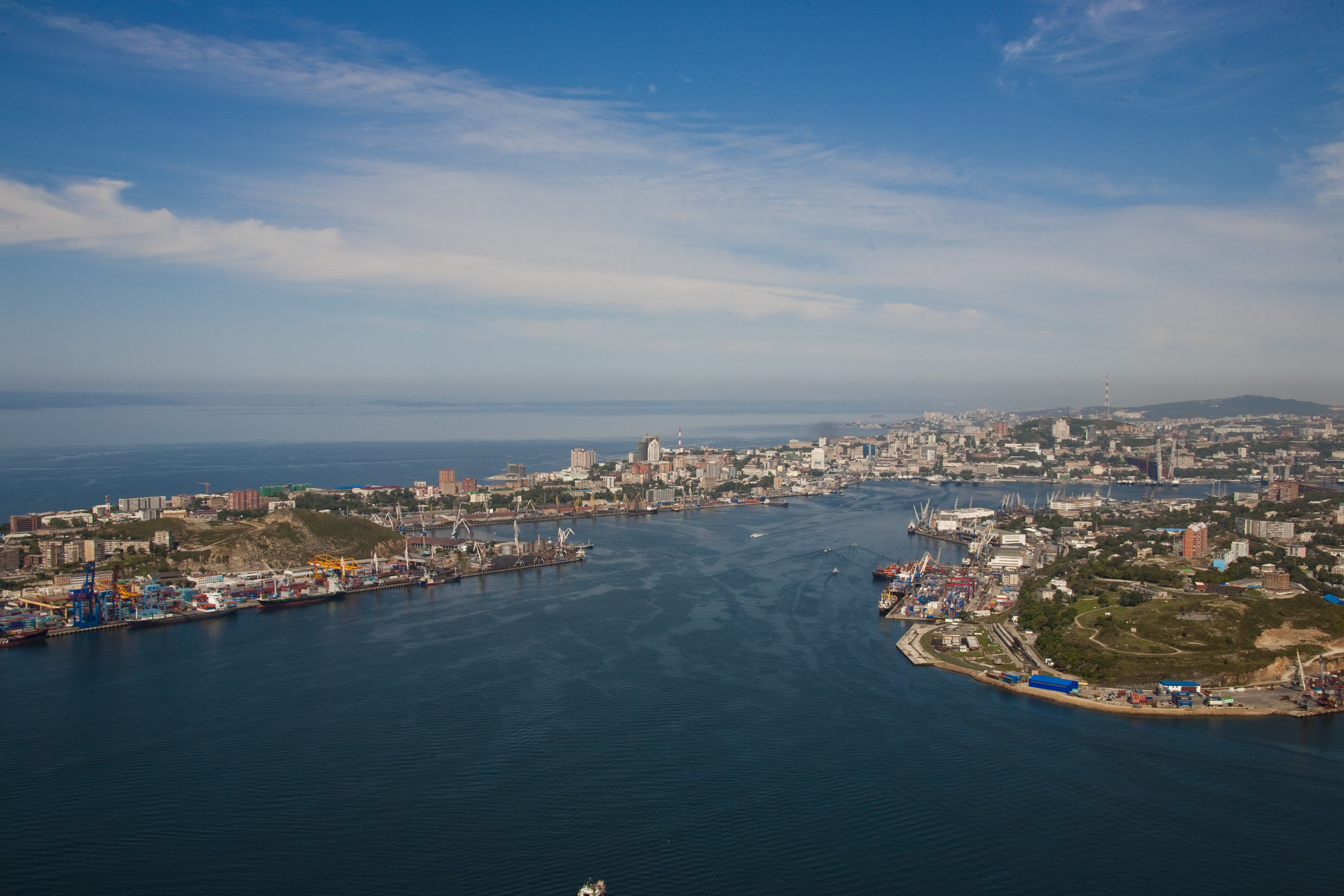
金角灣、艾格舍利特半島和东面的高尔多宾那半岛

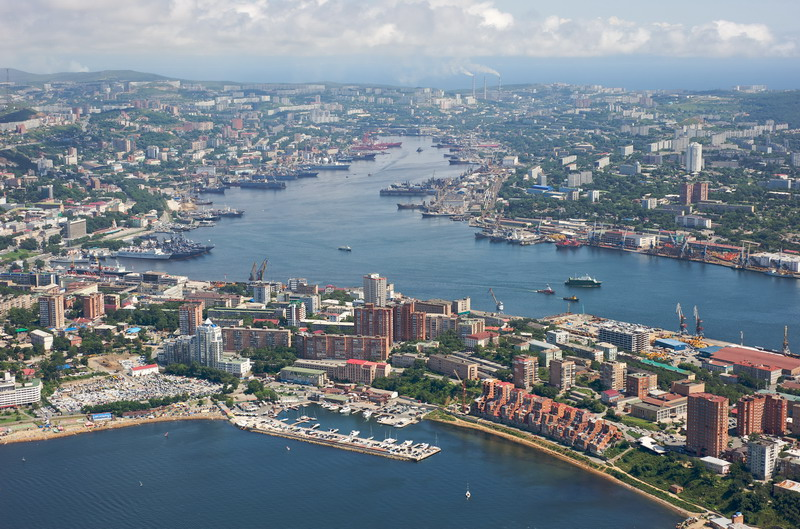
符拉迪沃斯托克中心區和金角灣
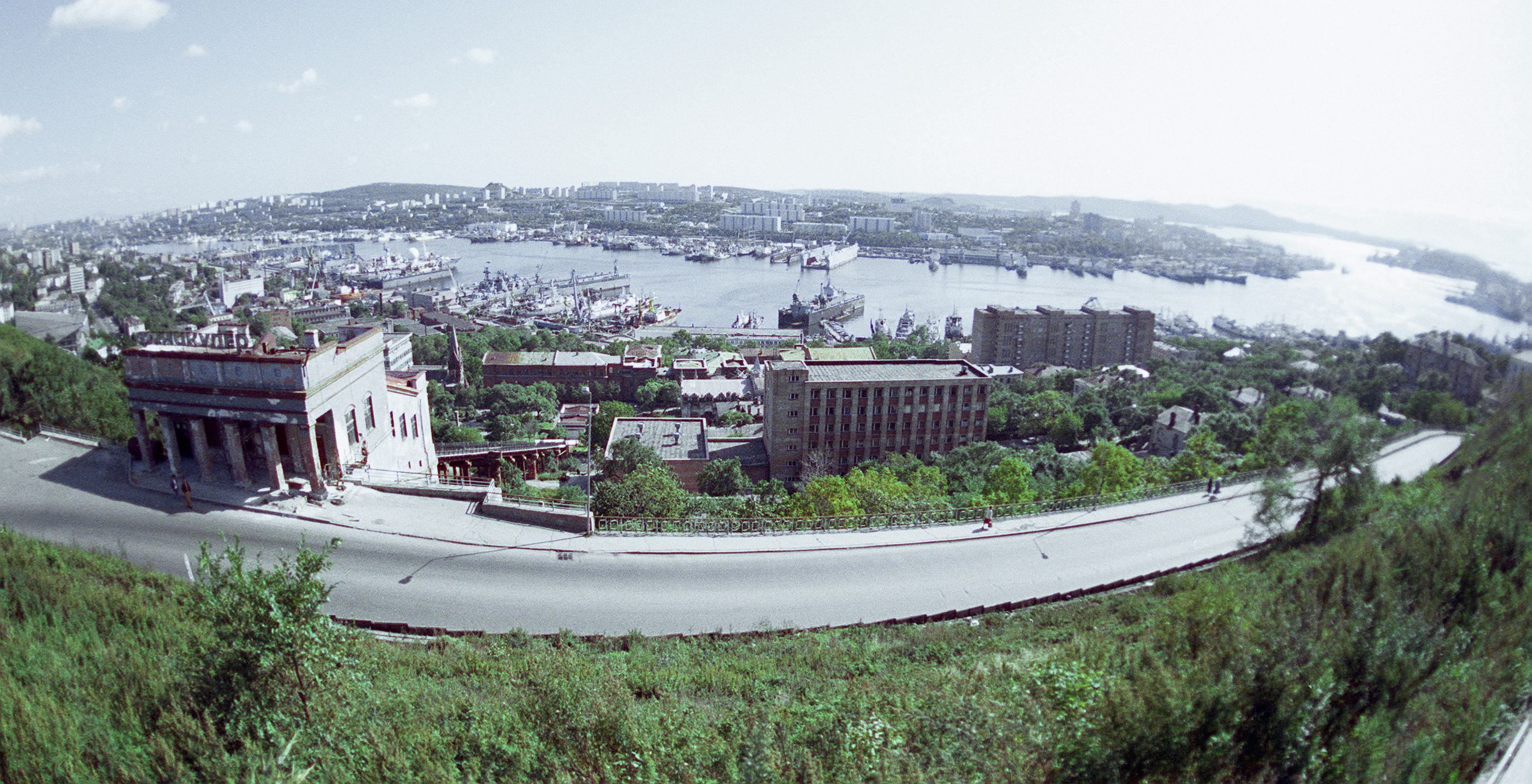
金角灣總覽

### 氣候
符拉迪沃斯托克虽然是俄罗斯远东地区最温暖的城市之一，但气温仍比北纬43度线上的大多数地区低。氣候特色是季節性氣團的明顯對比變化，表现为湿暖的夏季和干冷的冬季，冬夏季降水量差距可达十倍以上，因此属于温带大陆性季风气候。即使海洋調節气温，該地在一月的月均溫只有−12 °C（10 °F）；而在夏季，受利曼寒流影响，符拉迪沃斯托克的气温也比同纬度的中国东北的内陆城市低得多。冬季降水主要表现为下雪，積雪量一般不超過5（2.0英寸）。
11月至次年3月是冬季，冬季季風的北和西北風對乾燥冷空氣的運動使天气寒冷、乾燥而晴朗。平均風速6-9米/秒，降雪形式的降水量小，约14-24毫米，空氣濕度59-60%。在初冬，大雪和雨夾雪经常降下，常常折斷樹木。
春季，東南風以平均速度6.4米/秒盛行，濕度高，涼爽。晚春有毛毛雨和霧，降水量在7-26毫米左右。
從6月底到9月底是夏季，分為兩個明顯迥异的時期。上半期涼爽多雲，有毛毛雨和霧。下半期天氣溫暖，盛行的東南風平均速度為5.3-5.8米/秒。有台风和大雨，風速增加5-8倍時，高達20-35米/秒。空氣濕度最高達87-91%。
秋季的前半部分，溫暖、乾燥和陽光明媚的天氣佔上風。9月多東南風，10月至11月東南風和北風交替。降水量逐漸減少。初霜通常在11月初。
市年平均氣溫為4.9 °C。最熱的月份是8月，平均溫19.8 °C，最冷的是1月，平均温-12.3 °C，全年记录最高溫度為+33.6 °C，1939年7月16日和1958年7月17日記錄最低溫度-31.4 °C。地勢複雜使城市地區空氣溫度年總和從2200 °C到2800 °C不等。
1989年7月13日颱風“朱迪”創最大降水量紀錄243.5毫米。2019年8月記錄到該月的絕對最大降水量521毫米。年平均氣壓為763毫米汞柱。
| 海参崴（1991-2020年平均数据，1872年至今极端数据） | 海参崴（1991-2020年平均数据，1872年至今极端数据） | 海参崴（1991-2020年平均数据，1872年至今极端数据） | 海参崴（1991-2020年平均数据，1872年至今极端数据） | 海参崴（1991-2020年平均数据，1872年至今极端数据） | 海参崴（1991-2020年平均数据，1872年至今极端数据） | 海参崴（1991-2020年平均数据，1872年至今极端数据） | 海参崴（1991-2020年平均数据，1872年至今极端数据） | 海参崴（1991-2020年平均数据，1872年至今极端数据） | 海参崴（1991-2020年平均数据，1872年至今极端数据） | 海参崴（1991-2020年平均数据，1872年至今极端数据） | 海参崴（1991-2020年平均数据，1872年至今极端数据） | 海参崴（1991-2020年平均数据，1872年至今极端数据） | 海参崴（1991-2020年平均数据，1872年至今极端数据） |
| 月份                                              | 1月                                               | 2月                                               | 3月                                               | 4月                                               | 5月                                               | 6月                                               | 7月                                               | 8月                                               | 9月                                               | 10月                                              | 11月                                              | 12月                                              | 全年                                              |
| ------------------------------------------------- | ------------------------------------------------- | ------------------------------------------------- | ------------------------------------------------- | ------------------------------------------------- | ------------------------------------------------- | ------------------------------------------------- | ------------------------------------------------- | ------------------------------------------------- | ------------------------------------------------- | ------------------------------------------------- | ------------------------------------------------- | ------------------------------------------------- | ------------------------------------------------- |
| 历史最高温 °C（°F）                               | 5.0 (41.0)                                        | 9.9 (49.8)                                        | 19.4 (66.9)                                       | 27.7 (81.9)                                       | 29.5 (85.1)                                       | 31.8 (89.2)                                       | 33.6 (92.5)                                       | 32.6 (90.7)                                       | 30.0 (86.0)                                       | 23.4 (74.1)                                       | 17.5 (63.5)                                       | 9.4 (48.9)                                        | 33.6 (92.5)                                       |
| 平均高温 °C（°F）                                 | −7.8 (18.0)                                       | −3.8 (25.2)                                       | 2.7 (36.9)                                        | 10.1 (50.2)                                       | 14.9 (58.8)                                       | 17.9 (64.2)                                       | 21.6 (70.9)                                       | 23.3 (73.9)                                       | 20.1 (68.2)                                       | 13.2 (55.8)                                       | 3.3 (37.9)                                        | −5.4 (22.3)                                       | 9.2 (48.6)                                        |
| 日均气温 °C（°F）                                 | −11.9 (10.6)                                      | −8.1 (17.4)                                       | −1.5 (29.3)                                       | 5.3 (41.5)                                        | 10.0 (50.0)                                       | 13.8 (56.8)                                       | 18.1 (64.6)                                       | 20.0 (68.0)                                       | 16.3 (61.3)                                       | 9.2 (48.6)                                        | −0.7 (30.7)                                       | −9.2 (15.4)                                       | 5.1 (41.2)                                        |
| 平均低温 °C（°F）                                 | −15.0 (5.0)                                       | −11.3 (11.7)                                      | −4.5 (23.9)                                       | 2.1 (35.8)                                        | 7.0 (44.6)                                        | 11.3 (52.3)                                       | 16.1 (61.0)                                       | 17.9 (64.2)                                       | 13.5 (56.3)                                       | 6.2 (43.2)                                        | −3.5 (25.7)                                       | −12.0 (10.4)                                      | 2.3 (36.1)                                        |
| 历史最低温 °C（°F）                               | −31.4 (−24.5)                                     | −28.9 (−20.0)                                     | −21.3 (−6.3)                                      | −7.8 (18.0)                                       | −0.8 (30.6)                                       | 3.7 (38.7)                                        | 8.7 (47.7)                                        | 10.1 (50.2)                                       | 1.3 (34.3)                                        | −9.7 (14.5)                                       | −20.0 (−4.0)                                      | −28.1 (−18.6)                                     | −31.4 (−24.5)                                     |
| 平均降水量 mm（）                                 | 12 (0.5)                                          | 16 (0.6)                                          | 27 (1.1)                                          | 43 (1.7)                                          | 97 (3.8)                                          | 105 (4.1)                                         | 159 (6.3)                                         | 176 (6.9)                                         | 103 (4.1)                                         | 67 (2.6)                                          | 36 (1.4)                                          | 19 (0.7)                                          | 860 (33.9)                                        |
| 平均最大雪深 cm（）                               | 5 (2.0)                                           | 4 (1.6)                                           | 3 (1.2)                                           | 0 (0)                                             | 0 (0)                                             | 0 (0)                                             | 0 (0)                                             | 0 (0)                                             | 0 (0)                                             | 0 (0)                                             | 1 (0.4)                                           | 3 (1.2)                                           | 5 (2.0)                                           |
| 平均降雨天数                                      | 0.3                                               | 0.3                                               | 4                                                 | 13                                                | 20                                                | 22                                                | 22                                                | 19                                                | 14                                                | 12                                                | 5                                                 | 1                                                 | 133                                               |
| 平均降雪天数                                      | 7                                                 | 8                                                 | 11                                                | 4                                                 | 0.3                                               | 0                                                 | 0                                                 | 0                                                 | 0                                                 | 1                                                 | 7                                                 | 9                                                 | 47                                                |
| 平均相對濕度（％）                                | 58                                                | 57                                                | 60                                                | 67                                                | 76                                                | 87                                                | 92                                                | 87                                                | 77                                                | 65                                                | 60                                                | 60                                                | 71                                                |
| 月均日照時數                                      | 178                                               | 184                                               | 216                                               | 192                                               | 199                                               | 130                                               | 122                                               | 149                                               | 197                                               | 205                                               | 168                                               | 156                                               | 2,096                                             |
| 来源1：Погода и Климат                            |                                                   |                                                   |                                                   |                                                   |                                                   |                                                   |                                                   |                                                   |                                                   |                                                   |                                                   |                                                   |                                                   |
| 来源2：NOAA (sun, 1961–1990)                      |                                                   |                                                   |                                                   |                                                   |                                                   |                                                   |                                                   |                                                   |                                                   |                                                   |                                                   |                                                   |                                                   |

| 海参崴附近海域的水温数据 | 海参崴附近海域的水温数据 | 海参崴附近海域的水温数据 | 海参崴附近海域的水温数据 | 海参崴附近海域的水温数据 | 海参崴附近海域的水温数据 | 海参崴附近海域的水温数据 | 海参崴附近海域的水温数据 | 海参崴附近海域的水温数据 | 海参崴附近海域的水温数据 | 海参崴附近海域的水温数据 | 海参崴附近海域的水温数据 | 海参崴附近海域的水温数据 | 海参崴附近海域的水温数据 |
| 月份                     | 1月                      | 2月                      | 3月                      | 4月                      | 5月                      | 6月                      | 7月                      | 8月                      | 9月                      | 10月                     | 11月                     | 12月                     | 全年                     |
| ------------------------ | ------------------------ | ------------------------ | ------------------------ | ------------------------ | ------------------------ | ------------------------ | ------------------------ | ------------------------ | ------------------------ | ------------------------ | ------------------------ | ------------------------ | ------------------------ |
| 平均海水溫度 °C（°F）    | -1.2 (29.8)              | -1.6 (29.1)              | -0.9 (30.4)              | 2.6 (36.7)               | 8.8 (47.8)               | 14.2 (57.6)              | 19.4 (66.9)              | 22.4 (72.3)              | 19.4 (66.9)              | 13.7 (56.7)              | 6.2 (43.2)               | 0.7 (33.3)               | 8.64 (47.6)              |
| 來源：                   |                          |                          |                          |                          |                          |                          |                          |                          |                          |                          |                          |                          |                          |

### 動植物
市植物區位在針葉-落葉混交林的南部，包括1,000多種維管束植物。當地植物群中亞熱帶植物佔總數的3%，落叶林佔70%，針葉林占13%，當地的弧藻占1%。其中最常見的是水曲柳、春榆、白樺、花曲柳、刺槐和 无毛风箱果。有的地方原生的黑杉林被保存下來，目前次生林佔主導地位。島上主要是橡樹、楓樹和樺樹，在河谷有柳樹、春榆和梣树。郊區的森林裡有松子、榛子、莓果、蘑菇、蕨類植物、熊蔥和藥用植物生长。城市有稀有物種被列入俄羅斯紅皮書和濱海邊疆區紅皮書。刺楸、水榆花楸、秋子梨和东北杏较著名。刺楸在地雷公園自然植物以及俄罗斯路和基洛夫路的大洋大道也有主要分布。在米内公園裡保存了由700棵小果樹組成的獨特樹林。在公園和花園的綠地上，有樱亚属和沙樱桃。
城市的鳥類中至少有50種常居物種，有鸽属、雀科、鷗属、俄罗斯雨燕、歐亞喜鵲、鶺鴒屬和山雀属等。森林中的真盲缺目有東北刺蝟、壯鼴和鼩鼱屬。蝙蝠有鼠耳蝠屬、普通長耳蝠、萨氏伏翼、普通蝙蝠和管鼻蝠屬。兔形目动物有東北兔。啮齒動物包括鼯鼠、歐亞紅松鼠、花鼠、田野鼠、森林鼠、家鼠、灰黑大鼠屬、麝鼠和红色远东田鼠。捕食者有貉、狐、欧洲狗獾、伶鼬、黄鼬和对马山猫。符拉迪沃斯托克沿海水域擁有豐富的海洋動物，包含鲱属、美洲胡瓜魚、细身宽突鳕、鲽形目、六線魚科、紅眼魚、鮻、貽貝屬、海参、扇贝和八腕目。

### 生态
在俄羅斯自然資源部編製的「2014年俄羅斯城市環境發展評級」中，符拉迪沃斯托克在94個參與城市中排名第69位。2013年，符拉迪沃斯托克在評級的85個參與城市中排名第45位。2014年空氣污染增加，二氧化氮的含量約是最大允許濃度的兩倍。大量的车辆导致空气污染。在道路上停放汽車會導致空氣的氣體污染，會產生交通擁堵。生產设施排放，如斯佩茨扎沃德1号垃圾焚燒廠、第1火电厂和第2火电厂等影響較小。
符拉迪沃斯托克三面环海，海水质极端恶劣。阿穆爾灣、烏蘇里灣和东博斯普鲁斯海峡污染较重，金角灣周圍水域污染尤为严重，2013年12月，俄罗斯水文气象（Росгидромет）宣佈金角灣是俄羅斯最髒的水域。根據2014年濱海邊疆區環境狀況報告，金角灣表面被漂浮的垃圾和油膜覆蓋了91-100%，水中石油烴的濃度有所下降，現在比最大允许浓度（MPC）高出1.5-2倍。生活在海灣的浮遊生物有毒，食用在这里被捕獲的魚是危險的。2015年，金角灣的水質改善為中度污染，石油碳氫化合物年均濃度降至1MPC。2018年塔斯社报道，每年有1420萬立方米的廢水排放到海灣中，其中940萬立方米未經處理。附近海水的主要污染源是城市和其他定居點的工業和污水排放物，以及流入附近海洋的被污染的河水。符拉迪沃斯托克曾是一個沒有污水處理廠的城市，幾乎所有的污水都直接排入大海。在1990年代和2000年代，該市只有2%的廢水得到處理。符拉迪沃斯托克為2012年 APEC 峰会準備期間建造了三個污水处理厂，並重建了另一个厂。全市處理設施的設計容量增加到每天38萬立方米，北部每天5萬立方米，中部每天16萬立方米，南部每天16萬立方米，俄羅斯島每天1万立方米。
2012年，濱海邊疆區州長弗拉基米爾·弗拉基米罗维奇·米克卢舍夫斯基宣佈完全停止將未經處理的污水排入海中。事實上，南方最大的污水處理站没有配套的管道，長期达不到設計处理能力。2013年，市只有30%的污水得到處理，2016年，這一比例已經達到85%，釋放到金角灣的污水的75%得到了處理，每天只有12.6萬立方米污水得到處理，七個污水排放口中只有三個被改建為污水處理廠。流入金角灣的奥布亚斯涅尼亚河充滿泥濘及充滿臭味；生物學家在2017年從金角海灣底部最髒的地方——奧布亞斯涅尼亞河口的區域採集了幾個樣本，沒有發現任何一种底棲生物。

## 經濟
符拉迪沃斯托克是遠東的主要經濟中心，也是濱海邊疆區城市的领头羊，特點是人力、金融和生產資源集中。市經濟多元化，以製造業（機械工程、造船、船舶修理和食品生產等）、批發和零售貿易、服務以及運輸和通信為代表。建築、農業、能源、煤氣和供水发展状况不佳。超過46,000家企業和組織在符拉迪沃斯托克註冊，其中92.9%是民营企业。
符拉迪沃斯托克在2015年的城市俄羅斯各地區的首府經濟評級中排名第18位。城市GDP约3930億盧布；人均GDP達到62.35万盧布，排名第17位。2015年符拉迪沃斯托克的聚集地區在經濟規模方面排名第15位，年度總收入達228億美元，人均2.44万國際美元。2013年，《福布斯》排行榜將符拉迪沃斯托克列為俄羅斯最佳商業城市排名第30位。市經濟的優勢包括對固定資產的大規模投資和連接到網路的低比較成本。2014年，《企业秘密》雜誌將符拉迪沃斯托克列為俄羅斯最佳城市評級的第32位，評級是根據人力資本和企業家精神指數製的。符拉迪沃斯托克是DNS的總部，據《福布斯》雜誌報導，DNS被列入俄羅斯兩百家最大私營公司的評級中。

### 航运业

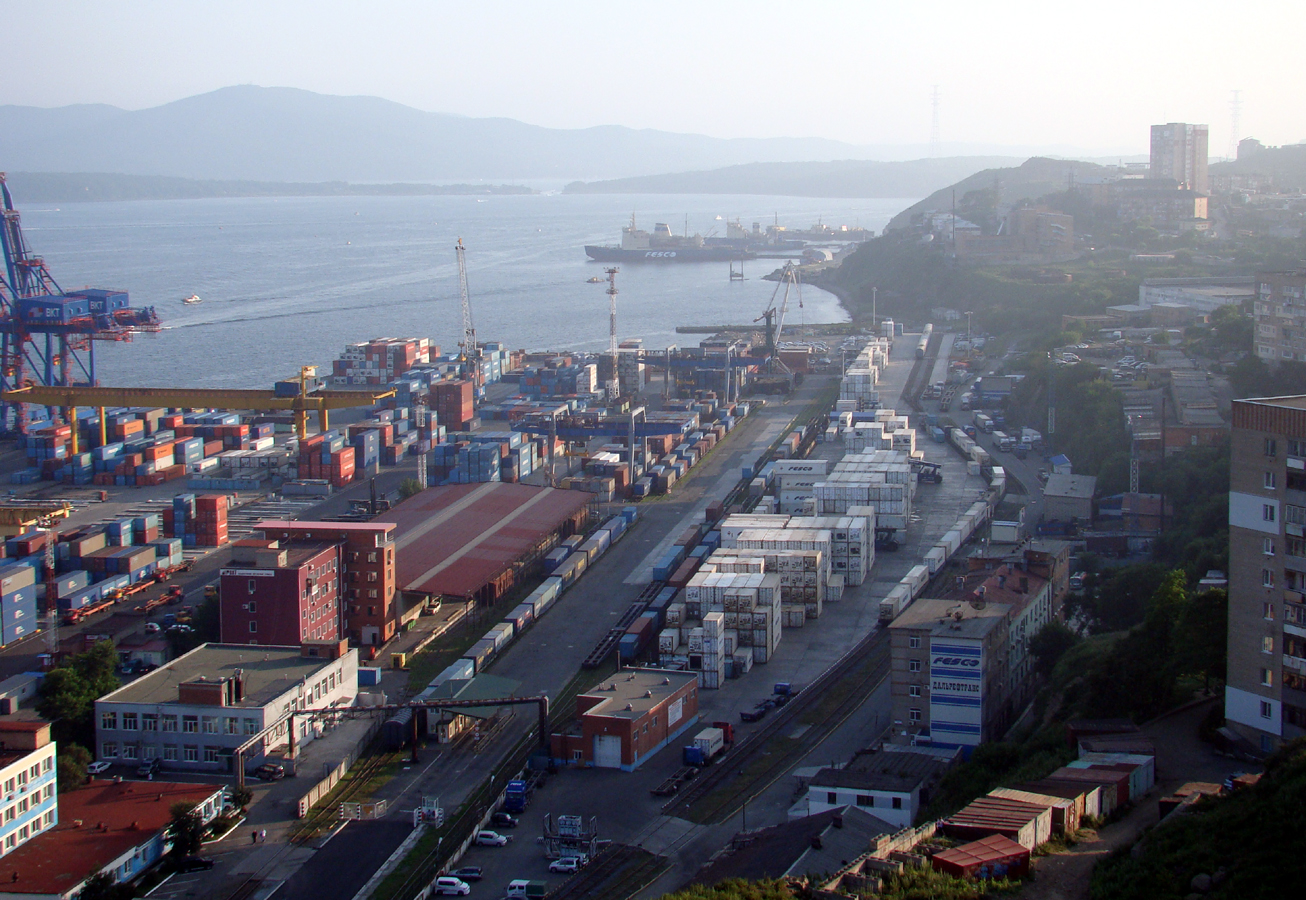
港口

符拉迪沃斯托克是西伯利亞大鐵路和太平洋海上航線之間的紐帶，重要的貨運和客運港口，處理各種近海運輸和進出口普通貨物，有散裝、冷藏、石油產品、魚產品、木材、集裝箱、汽車和建築設備。港口有20家裝卸公司。截至2018年底，符拉迪沃斯托克港的貨物周轉量達2120萬噸。2015年，海港的對外貿易總額超過118億美元。和104個國家和地區有对外经贸往来，最多的是中國大陸、韩国、日本、美國、德國和臺灣。主要出口产品是魚、海鮮、木材、黑色金屬、有色金屬和船舶。主要進口产品有食品、藥品、服裝、鞋類、家用電器和船舶。

### 工业
工业以造船、木材和鱼类加工为主。全市發展有船舶修理、木工、建築、化工、能源、食品、印刷、醫療等行業，工業企業數量約為兩千家。2013年，符拉迪沃斯托克在俄羅斯工業城市排名中排名第106位，產值為489億盧布。工業工程主要包括造船业和船舶修理，以及漁業設備儀器製造、儀器儀錶和無線電設備的生產。较大的公司有達爾扎沃德修船中心、东方船厂、祖母绿珠宝、远方设备家具、瓦良格工厂、符拉迪沃斯托克公司和电子无线电自动装置厂。以生產馬自達和豐田汽車的 Sollers JSC 工廠為代表的汽車行業，暫停生產双龙汽车 SUV。2015年工廠生產了31.8萬輛汽車。
食品工業发达。魚類加工企業主要有远方海产品、渔业集体农场、东方-1、远方面包、太平洋渔业情报局和研究舰队、跨俄罗斯、罗利兹4和符拉迪沃斯托克鱼厂，肉類加工廠以拉季米尔和 ВИК 贸易公司为大，符拉迪面包和它的子公司面包屋生产面包，一家乳品廠符拉迪沃斯托克乳品廠，一家糖果廠滨海糖果店，酒精和非酒精飲料工廠分别是莫斯科艾菲斯啤酒厂和可口可乐欧亚 HBC。

### 服务业

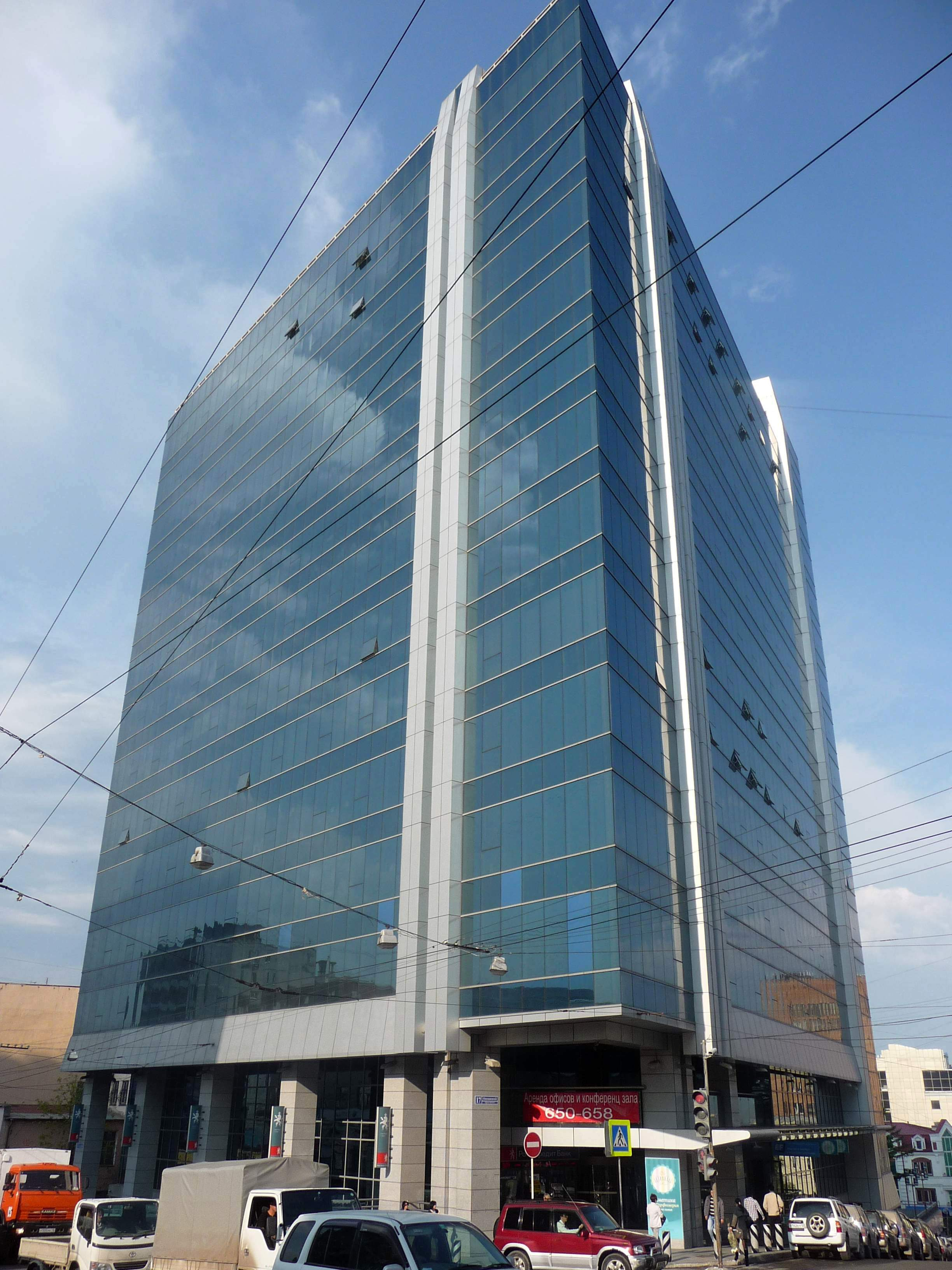
商务中心

符拉迪沃斯托克約40%的公司從事貿易和服務业。2015年，零售業營業額1810億盧布，公共餐飲業營業額79億盧布，有償服務營業額757億盧布。在符拉迪沃斯托克，有1892家零售貿易網路企業和2108家小型零售貿易公司、5個零售市場，以及14個組織農業博覽會的地點，其中有955家雜貨店、873家工業品商店和64家購物中心。該市擁有俄羅斯最大的汽車市場绿色角落。總部位於符拉迪沃斯托克的DNS是該國收入第十大零售商。
符拉迪沃斯托克是遠東地區的金融中心。自2015年初以來，俄羅斯銀行遠東總局一直設在該市。濱海邊疆區的金融市場是遠東聯邦區最繁忙的，30%的銀行業主體，35%的股份公司和非信貸金融機構都集中在這裡。該市是普里姆索茨银行、远东银行、滨海边疆区银行和中央商业银行等大型俄羅斯銀行的總部所在地。符拉迪沃斯托克國際金融中心的專案正在開發中。城市正在創建企業，魚類和鑽石交易所。
2014年，符拉迪沃斯托克的能源市场高达240億盧布。電能和熱能由第1和第2火电厂供应。在高峰負荷期間部分電力來自位於盧切戈爾斯克的滨海边疆区国家标准区域发电厂。截至2018年，該站還沒有开始产電，熱产量350Gcal/h。在薩哈林-哈巴羅夫斯克-符拉迪沃斯托克天然氣管道建成后，產生城市一半以上電力的第2火电厂开始煤改气，2015年初，14台鍋爐中有10台被轉換為燃氣，4台燃煤鍋爐年久失修，在2017年完成转化。2018年，产量為139.5兆瓦的东火力发电厂投入運營，能夠提供該市約20%的電力需求。
符拉迪沃斯托克是遠東最大的電信運營商現為俄罗斯电信公众股份公司的大遠東區域分支機構遠東電信公司的總部所在地。2011年3月31日，远方联系公司宣佈符拉迪沃斯托克電話網路完全數位化。2011年7月9日至10日晚，符拉迪沃斯托克改用七位數的電話號碼，數位2添加到現有數位中。符拉迪沃斯托克成為俄羅斯第15個，也是遠東第1個擁有七位數電話號碼的城市。目前有GSM、3G和4G標準的五家移動運營商移动电信、梅加风、直线电信公司、Tele2 和 Yota。符拉迪沃斯托克成為遠東第一個推出3G網路的城市。2008年11月25日，直线电信公司以商業運營模式在符拉迪沃斯托克推出了3G網路。移动电信3G網路自2009年2月1日起以商業運營模式運營。2012年7月17日，Yota 在符拉迪沃斯托克建立了 4G LTE 網络。电话区号为+7 4232，从滨海边疆区其他地区拨出则为+7 822。
符拉迪沃斯托克是距離亞太地區國家最近的歐洲文化城市，對遊客很有吸引力。該市被列入遠東旅遊东环發展專案。作為該專案的一部分，马林斯基剧院滨海场開放，並計劃開設艾米塔吉博物館、俄羅斯博物館、特列季亚科夫画廊和東方艺术馆的分支機構。根據福布斯的數據，符拉迪沃斯托克進入了俄羅斯十大休閒和旅遊城市，並在國家旅遊評級中排名第14位。阿穆爾灣的海岸是符拉迪沃斯托克度假區，有11個療養院。「滨海边疆区」賭博區也吸引人们，靠近中国是较大的优势。第一家水晶虎賭場由澳門的大型連鎖店型經營，不到一年內就吸引了80,000人訪問。2017年，約有300萬遊客訪問了這座城市，其中包括64萬外國人，其中90%以上來自中国、韓國和日本。國內旅遊基礎是商務旅行，佔入城人流量的70%。外交上18個外國領事館。全市共有酒店46家，總基金為2561間客房。濱海邊疆區的86%旅遊公司集中在符拉迪沃斯托克，2011年有233家。

## 人口
| 1860     | 1868     | 1878     | 1879     | 1884     | 1885     | 1890     | 1897     | 1902     | 1907     | 1915     |
| -------- | -------- | -------- | -------- | -------- | -------- | -------- | -------- | -------- | -------- | -------- |
| 41       | ↗2,453   | ↗8,393   | ↗8,837   | ↘7,617   | ↗13,050  | ↗14,446  | ↗28,933  | ↗31,200  | ↗118,000 | ↘65,728  |
| 1923     | 1925     | 1926     | 1928     | 1929     | 1930     | 1931     | 1933     | 1937     | 1939     | 1940     |
| ↗106,689 | ↗107,385 | ↗107,980 | ↗110,800 | ↗114,408 | ↗120,000 | ↗140,000 | ↗190,000 | ↗206,974 | ↘206,432 | ↗215,000 |
| 1943     | 1944     | 1956     | 1959     | 1962     | 1963     | 1964     | 1965     | 1966     | 1967     | 1968     |
| ↘197,600 | ↗202,300 | ↗265,000 | ↗290,608 | ↗325,000 | ↗338,000 | ↗353,000 | ↗367,000 | ↗379,000 | ↗397,000 | ↗410,000 |
| 1970     | 1971     | 1972     | 1973     | 1974     | 1975     | 1976     | 1979     | 1982     | 1983     | 1984     |
| ↗440,889 | ↗456,000 | ↗472,000 | ↗481,000 | ↗495,000 | ↗521,000 | →521,000 | ↗549,789 | ↗576,000 | ↗584,000 | ↗590,000 |
| 1985     | 1986     | 1987     | 1989     | 1990     | 1991     | 1992     | 1993     | 1994     | 1995     | 1996     |
| ↗600,000 | ↗608,000 | ↗615,000 | ↗633,838 | ↗640,000 | ↗648,000 | →648,000 | ↘643,000 | ↘637,000 | ↘629,000 | ↘624,000 |
| 1997     | 1998     | 1999     | 2000     | 2001     | 2002     | 2003     | 2004     | 2005     | 2006     | 2007     |
| ↘623,000 | ↘616,000 | ↘613,100 | ↘606,200 | ↘598,600 | ↘594,701 | ↘594,700 | ↘590,300 | ↘586,800 | ↘583,700 | ↘580,800 |
| 2008     | 2009     | 2010     | 2011     | 2012     | 2013     | 2014     | 2015     | 2016     | 2017     | 2018     |
| ↘578,800 | ↘578,619 | ↗592,034 | ↗592,100 | ↗597,476 | ↗600,378 | ↗603,244 | ↗604,602 | ↗606,653 | ↘606,589 | ↘604,901 |
| 2019     | 2020     | 2021     | 2023     |          |          |          |          |          |          |          |
| ↗605,049 | ↗606,561 | ↘603,519 | ↘597,237 |          |          |          |          |          |          |          |

### 特征
根据2002年的人口普查资料，约有591,800人。根據2010年全俄人口普查，常住人口是59.2萬人，市區有61.68萬人。濱海邊疆區國家統計局2016年显示，市區的常住人口為633,167人。自城市成立以來，其人口幾乎一直在正增長。20世紀70年代，人口超過50萬，1992年達到歷史最高64.8萬人。平均人口密度為每平方公里1831.9人。近年來，由於移徙過程和出生率的提高，出現了人口逐漸增加的積極趨勢。2013-2018年，人口增加了3萬人；自2013年以來，人口自然增長出現了積極的動態。人口老龄化使很大一部分的人口是退休人士。未成年人占12.7%，成年人占66.3%，老年人占21%，符拉迪沃斯托克和整个俄罗斯一样，女多男少。截至2022年1月1日，市人口在俄羅斯聯邦1117個城市中排名第26位。

### 民族
1938年城内的汉族和满族全被强制迁移或驱逐，朝鲜族人也被全部迁走。2010年全俄人口普查显示有七十多族人居住在符拉迪沃斯托克，人们普遍认为符拉迪沃斯托克是多民族城市。其中超過一千人的有俄羅斯人47.52万人、烏克蘭人10,474人、烏茲別克人7,109人、朝鮮人4,192人、华人2,446人、韃靼人2,295人、白俄羅斯人1,642人、亞美尼亞人1,635人和阿塞拜疆人1,252人。自2002年以來，由於移民過程，市民族構成發生了變化。烏茲別克人的比例增加了14.4倍，中國人和塔吉克人的比例增加了5.4倍，吉爾吉斯人的比例增加了8.5倍，朝鮮人增加了1.6倍。自1991年蘇聯解體後，城市開始解封，地理因素再次令當地的中國人「重現」，已有達至約28萬中國人在符拉迪沃斯托克長期或短期性居住，在俄國經濟開放後，此地位於日中貨物運輸的路徑上，來此作貿易中轉潛力相當大，位於亞洲卻有豐富的歐洲文化特色吸引眾多觀光客，也是本地中國商人蓬勃成長的要素之一。
濱海邊疆區超過一半的朝鮮人聚集符拉迪沃斯托克和烏蘇裡斯克。超過80%的居住在濱海邊疆區的烏茲別克人居住在符拉迪沃斯托克。烏克蘭人、白俄羅斯人、俄羅斯人和韃靼人的比例下降。今天符拉迪沃斯托克沒有從十九世紀到偉大的衛國戰爭時期那樣的民族多樣性，當時整個國家的民族都存在在这里。中國人居住区百万街，朝鮮人定居點，日本人聚集區日本町。歷史上德國、法國、愛沙尼亞、美國僑民的聚集区，以至于二十一世紀初的中亞人区都很少被研究。

### 宗教
最大的宗教教派是東正教，有不同的教会，俄罗斯正教会莫斯科主教區、阿克法勒教会遠東教區、旧礼仪派、亚美尼亚使徒教会。
俄罗斯正教会组有符拉迪沃斯托克教區作為濱海邊疆区大都市的一部分。符拉迪沃斯托克教區的中心位於符拉迪沃斯托克，根據1945年1月25日神聖主教會議的法令創建，一直存在到1949年，1988年恢復為符拉迪沃斯托克和濱海邊疆區教区。有一個主日學網絡、有一所神學校和一所東正教體育館，並出版月報《滨海边疆区布拉戈维斯特》。
在遠東地区，旧礼仪派在東正教徒中佔很大比例。他們在沙皇時期積極迁居在該地區，在蘇聯時期鎮壓和移民使他們的人數急劇減少。旧礼仪派社區在1980年代開始恢復。有一個相對較大的旧礼仪派社區，其中很大一部分是年輕信徒。
1990年代，天主教和信義宗社區得以復興。他們的教區居民人數不多。五個浸信會是基督复临安息日会、循道宗和五旬節運動派、長老宗、靈恩運動和其他基督教社區。新教信众相當普遍，有深厚的歷史根源。特別是福音派基督徒浸信會和基督復臨安息日會的城市社區，自革命前就有歷史，他們成功地在蘇聯政府最严厉的反宗教運動中倖存下來。1990年，宗教自由法令使長老會的得以恢復。1991年，第一座教堂在納霍德卡开放，1995年成立了一所神學院，1998年搬到了符拉迪沃斯托克的一座新建築，稱為符拉迪沃斯托克長老會神學院。1998年至2015年間，有105名學生從神學院畢業，其中17人成為牧師，19人成為傳教士。符拉迪沃斯托克是新教教會協會的中心，福音派基督徒教會協會，濱海邊疆區浸信會和濱海邊疆區福音派基督教傳教士教會協會。在新教運動的協助下，俄羅斯聖經協會的符拉迪沃斯托克分會成立。耶和華見證人和摩門教徒——都很活躍。符拉迪沃斯托克是耶穌基督後期聖徒摩門教會的宗教生活中心：1999年摩門教符拉迪沃斯托克傳道會開放。
猶太社區有猶太宗教和文化中心。1995年，佛教恢復活動，设有噶玛噶举派，每年丹麥宗教人物欧雷·尼达尔在城市舉辦講座。2013年，俄羅斯亞洲部分穆斯林精神管理局的遠東穆夫提阿卜杜拉·达米尔·伊什穆哈梅多夫估計，居住在符拉迪沃斯托克的穆斯林有60,000人。还有国际奎师那知觉协会、山達基、巴哈伊信仰、新異教主義、鸣响雪松和新興宗教活动。

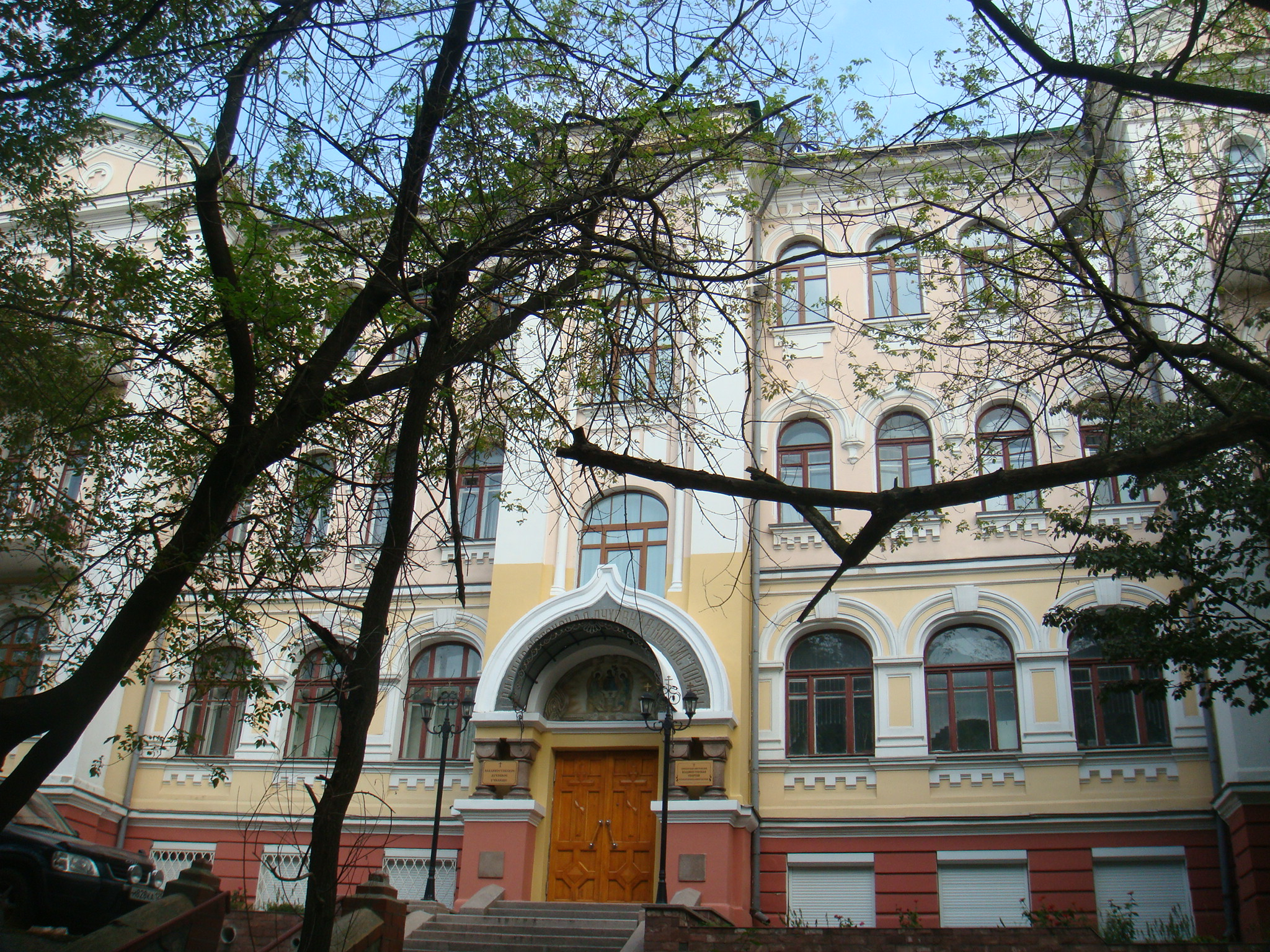
符拉迪沃斯托克教區
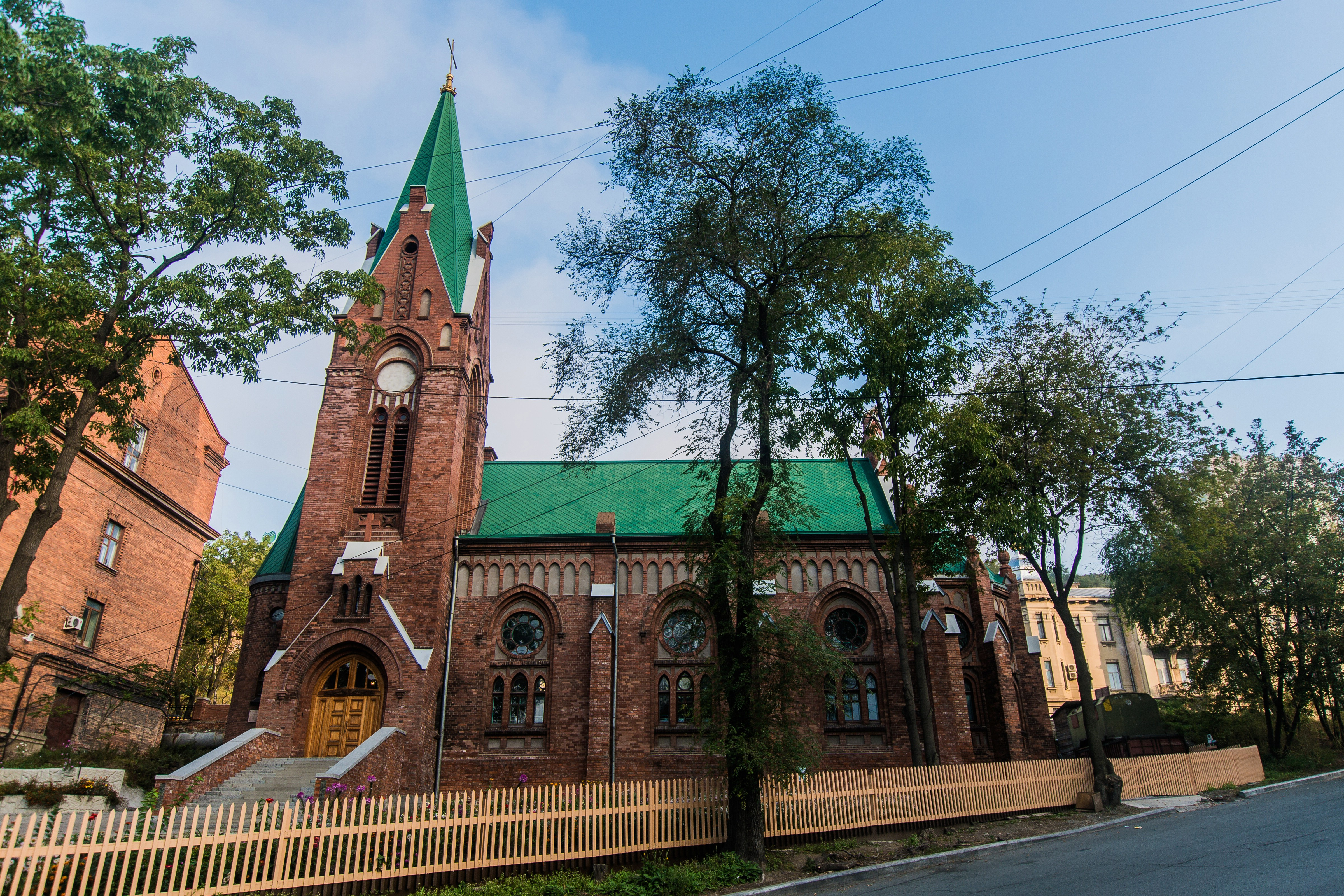
聖保羅路德教會
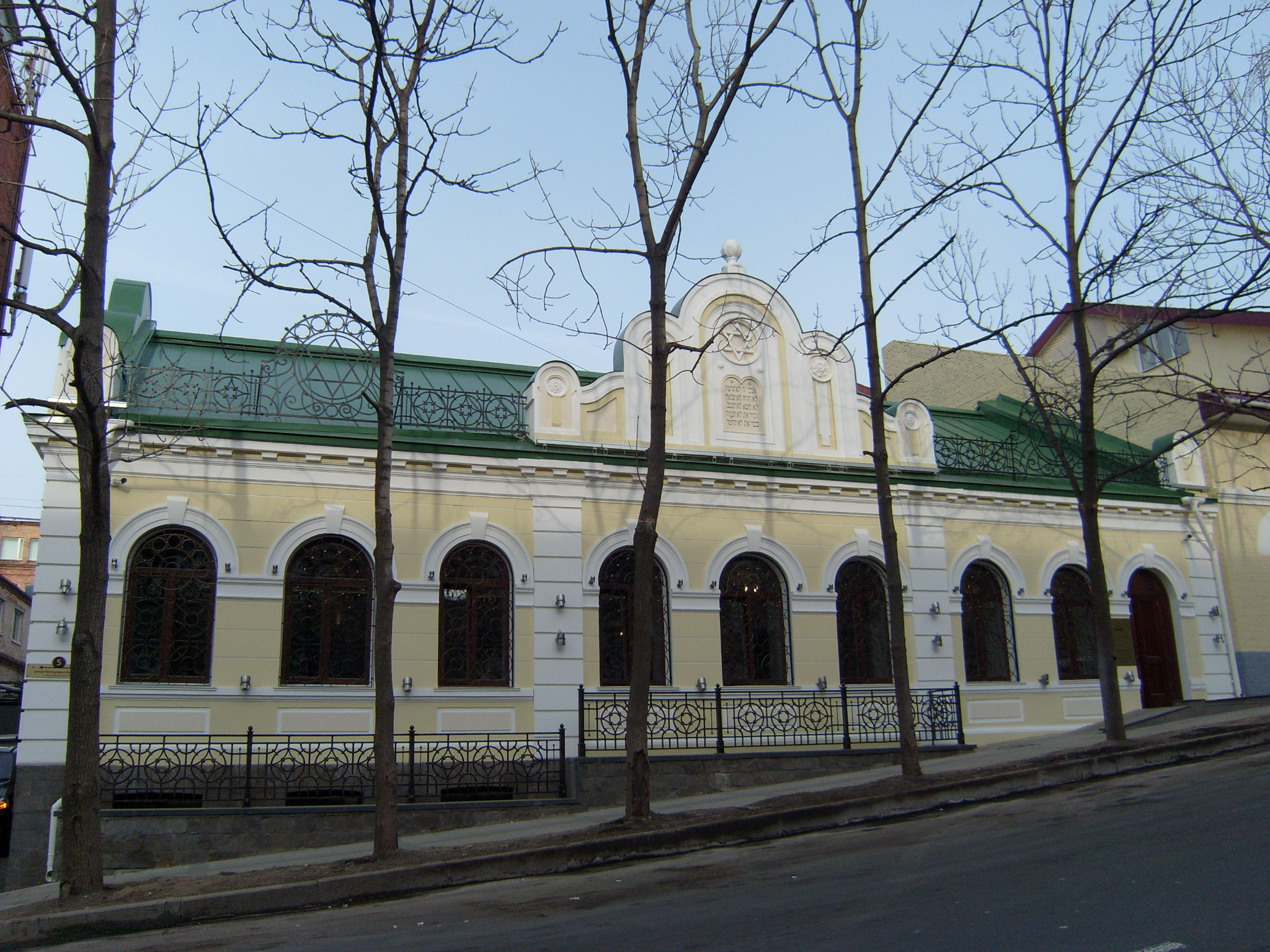
Бейт Сима 猶太教堂

### 大符拉迪沃斯托克城市群

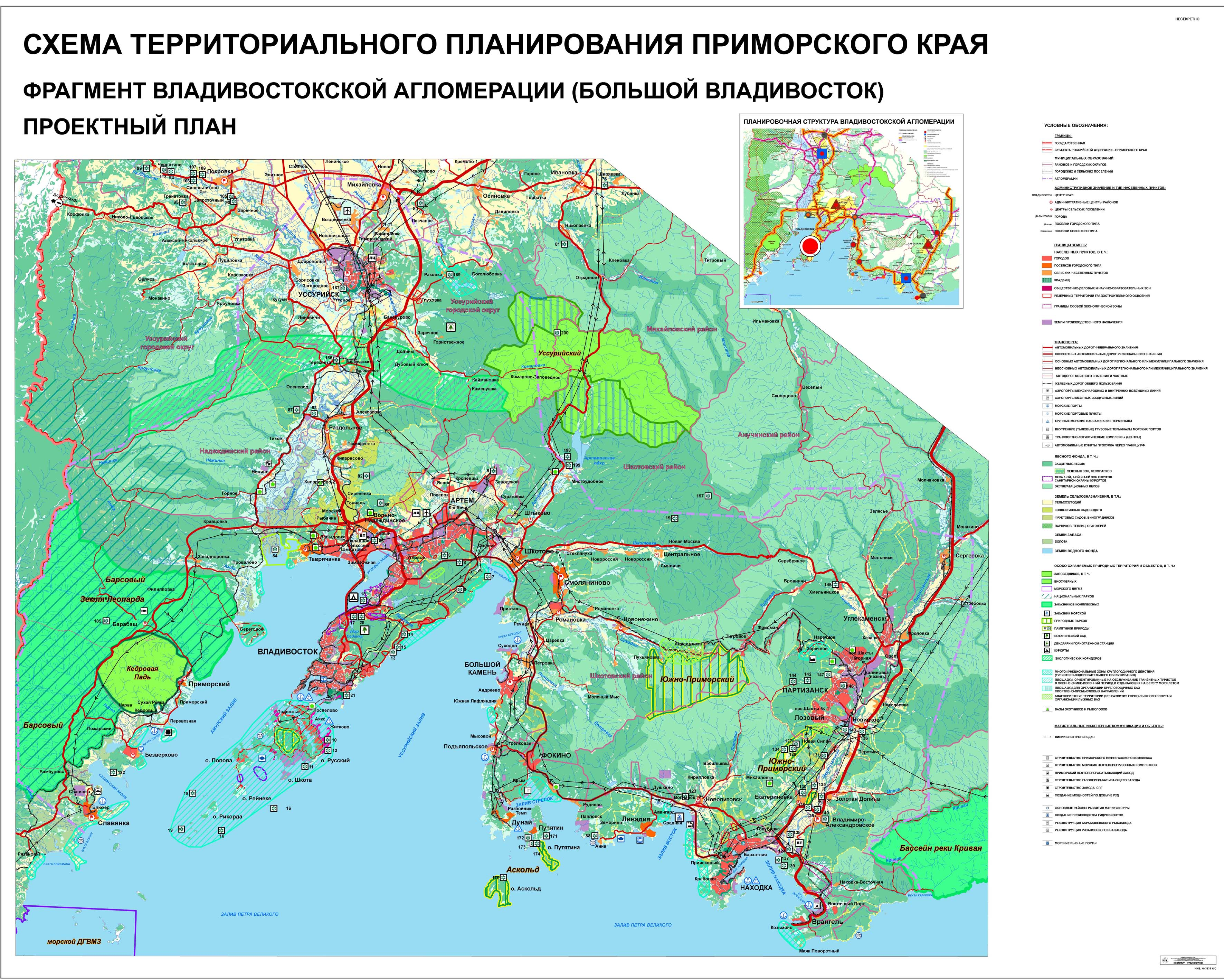

符拉迪沃斯托克是濱海邊疆區南部人口的吸引中心，圍繞着有已形成而尚未發展的城市群大符拉迪沃斯托克。在符拉迪沃斯托克和納霍德卡之間，有俄羅斯為數不多的都市圈（集聚区）。截至2010年1月1日都市圈區的總人口為1,199,063人。2014年10月28日，四個市鎮就創建行政專案“符拉迪沃斯托克集聚区”簽署了一項協定，其中包括符拉迪沃斯托克市區、阿爾喬姆市區、納傑日金斯科耶區市区和什科托沃區市區。共面積5308平方公里，人口80.7萬（2015年）。集聚區持續城市發展區邊界內的人口70萬人。密集擺錘遷移區邊界內人口100萬。今天，集聚區拥有統一的鐵路網路、國際機場、工業住房建設、單一電力工業、一個水庫和一條80公里長的輸水管道、統一的物流系統、工業生產、農業、符拉迪沃斯托克和鄰近地區的旅遊業、日常通勤客流。

## 政治

### 行政区域

符拉迪沃斯托克行政区划图
1.列寧区
2.五一区
3.别尔沃列琴斯基区
4.蘇維埃区
5.费伦多斯基区
(2)波波夫岛北部和列伊涅克岛的定居點隸屬於五一区
(4)劳动村从属于苏维埃区
(5)俄羅斯岛南部和別列戈沃耶西北部隸屬於费伦多斯基区

符拉迪沃斯托克是區域從屬城市，5個農村定居點從屬於地區。市政結構具有城市地區的地位，包括6個定居點，其中1个城市定居点和5個農村定居點，市區是符拉迪沃斯托克市，农村定居点有特魯多沃耶，俄羅斯島、波波夫島和列伊涅克岛以及佩夏尼半島上的別列戈沃耶。。行政区划上有5个区，分别是列宁区、五一区、别尔沃列琴斯基区、苏维埃区和费伦多斯基区。

### 地方政府
市憲章决定地方自治的结构。代表機構是市杜馬，最高官員是市长，还有行政机构和监察机构。市杜馬的歷史可以追溯到1875年11月21日，當時選出了30個代表。十月革命后舉行了第一次大選，第一次允許婦女投票。市杜馬的最後一次會議於1922年10月19日关闭，並於10月27日被正式廢除。在蘇聯時期，職能由市議會履行。根據總統令，在1993年蘇聯的机构被解散，直到2001年所有選舉新杜馬的嘗試都沒有成功。市杜馬第5屆會議自2017年秋開始工作，由35名代表組成。市首脑根據統一指揮的原則領導符拉迪沃斯托克市的行政管理，他根據聯邦法律，濱海邊疆區法律和市憲章組建了符拉迪沃斯托克市政府。市政府的結構由市杜馬根據首腦的提議批准。行政結構包括市行政管理的職能部門和領土機構。

### 城市象徵

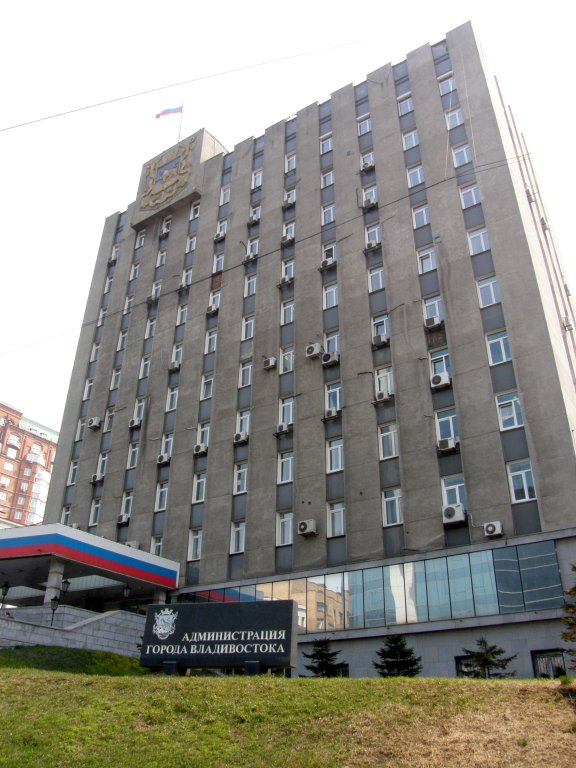
Townhall

市徽的新版本在2014年采用，2015年在俄羅斯聯邦國家紋章登記冊第984號注册。市徽的描述是「在盾牌的綠色區域是一隻金色的老虎，有猩紅色的眼睛和舌頭，沿著右邊的岩石銀色斜坡行走，抬起右前爪」。
市旗在2012年更新，矩形紅布帶有兩條藍色的對角線條紋，形成一個傾斜的十字架，對角線藍色條紋由白色邊框構成。在旗幟的中央有一幅符拉迪沃斯托克的徽章圖像，上面有地位和城市象徵的附加元素。
市花是金达莱。

## 社会

### 教育
城市共有114所普通教育機構，2015年學生總數50.7萬人。市政教育系統由许多种学校組成。技术学院、第1文理中学和第23中学被列入“俄羅斯聯邦500強學校”評級。市级学校实行市级竞赛制度，设立市级优秀学生奖学金。2016年，俄羅斯芭蕾舞學院和納希莫夫海軍學校分校開始招生。
符拉迪沃斯托克的職業教育有几十所學院和大學。高等教育的開端是在東方學院奠定的。目前符拉迪沃斯托克最大的大學是遠東聯邦大學。現有學生4.1萬餘人，員工5,000人，其中教師1,598人。它在遠東的大學中佔科學出版物的64%。较著名的大学有海参崴国立经济服务大学、遠東联邦大學、国立海洋大学、国立远东艺术学院、国立远东渔业技术大学、根納季·伊萬諾維奇·涅韋爾斯科伊州立海事大学、太平洋高等海軍學校、太平洋州立大學醫學院、俄羅斯海關學院、俄羅斯內政部國際經濟與法律研究所和遠東法律研究所現代人道主義學院和俄羅斯緊急情況部聖彼德堡國立邊境服務大學分校。

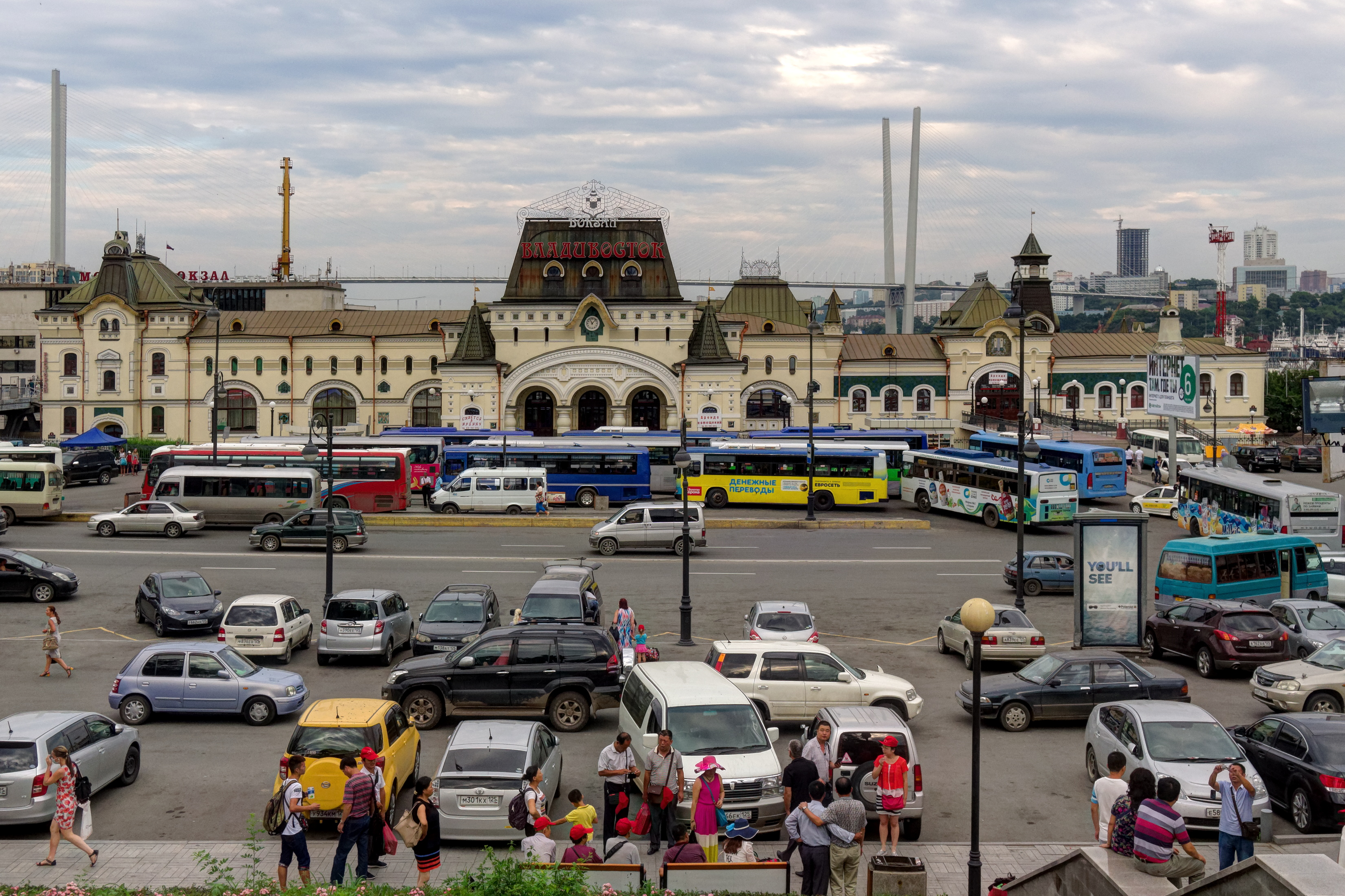
遠東大學校園
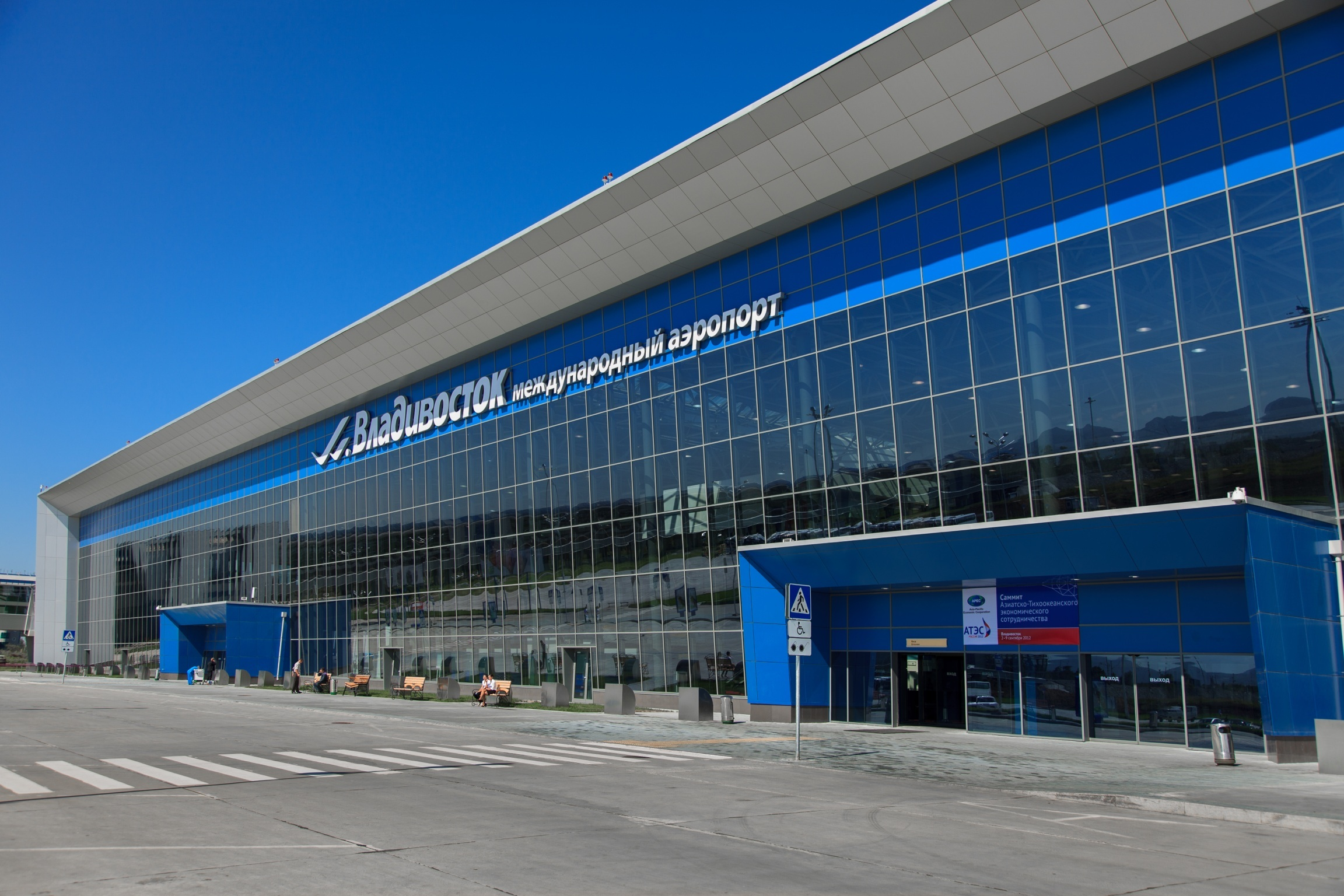
Тихоокеанское высшее военно-морское училище имени С. О. Макарова
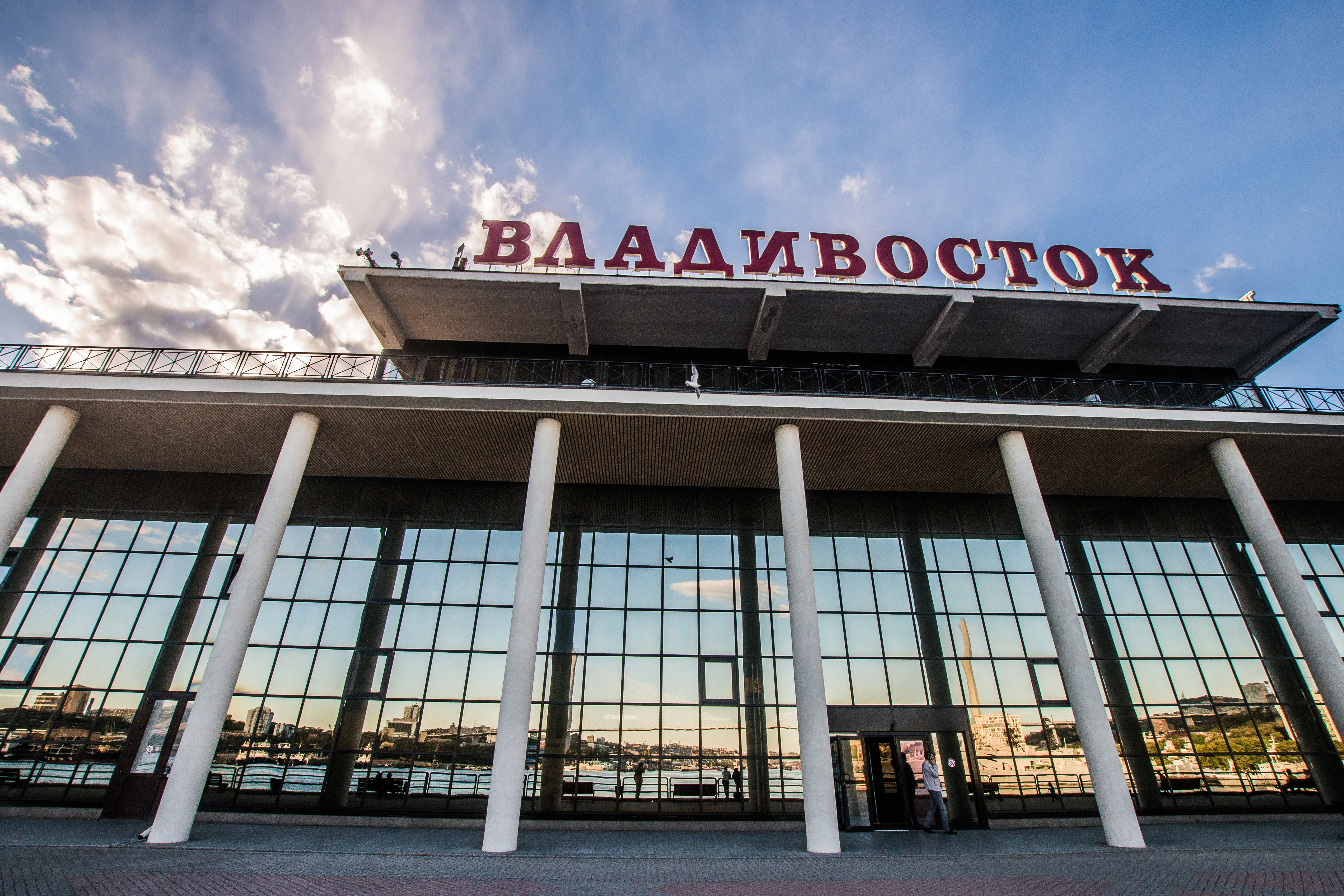
生物和土壤研究所 feb ras

### 科學发展
2014年，市有32個科學組織，其中有4949名員工，最大的科學組織是俄羅斯科學院遠東分院。俄羅斯科學院遠東分院在城市设有自動化和控制過程研究所、應用數學研究所、海洋技術研究所、化學研究所、叶利亚科夫太平洋生物有機化學研究所、生物和土壤研究所、海洋生物學研究所、植物研究所、遠東地質研究所、维克多·伊万诺维奇·伊利切夫太平洋海洋研究所、太平洋地理研究所以及遠東人民歷史、考古學和民族志研究所。另一较大的科學組織是太平洋漁業研究中心，还有遠東區域研究水文氣象研究所和俄罗斯水文气象。索莫夫流行病學和微生物學研究所在市醫學界出类拔萃。技術科學有遠東建築研究、設計和技術研究所，是俄羅斯建築科學學院的一部分。
阿穆爾地區研究學會是遠東最古老的科學組織，現在是俄羅斯地理學會的濱海邊疆區分會。1899年，該協會設立了布谢獎。
在符拉迪沃斯托克舉行过數十次國際和區域科學會議和研討會，参与者来自韓國的首爾大學，仁济大学和江南大學以及中國科學院。俄羅斯科學院遠東分院的研究所每年舉辦遠東科學節“科學之窗”。

### 医疗

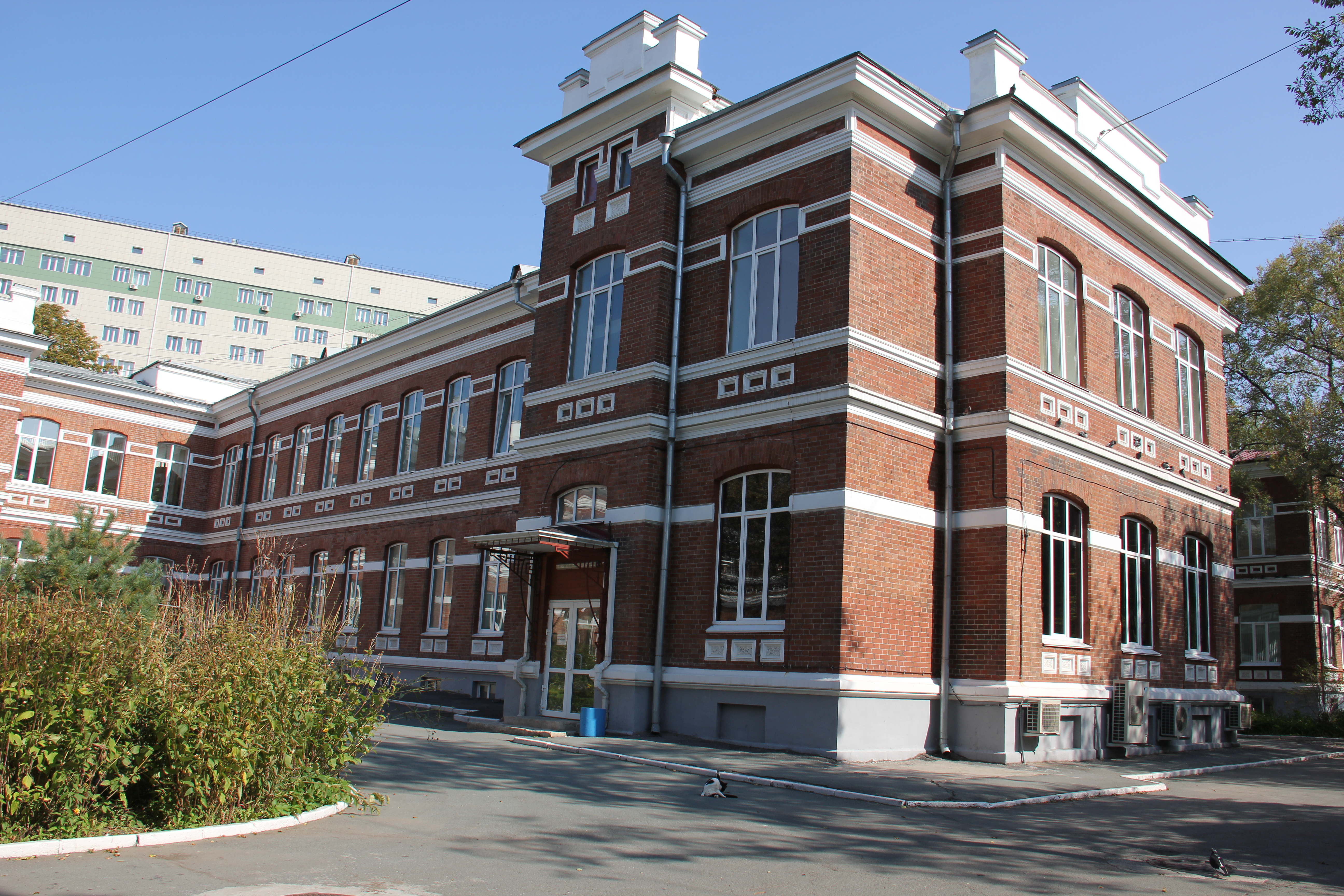
地区第一临床医院

符拉迪沃斯托克的第一家醫院濱海邊疆區第一臨床醫院在1893年8月15日開業，今天它是濱海邊疆區最大的多學科醫療機構之一，擁有700張住院病床。該醫院每年接收超過17,000名患者，做超過6,000次手術。第二城市臨床醫院是濱海邊疆區最大的醫院綜合體，有923張病床，每年為38,000名病人提供服務。符拉迪沃斯托克共有38家醫院和104家綜合診所，擁有9455張床位，2014年有5963名醫生工作。在新的醫療保健機構中：位於俄羅斯島的遠東聯邦大學醫療中心，按照外國診所和診斷中心的標準工作。
最常見的是呼吸系統疾病、受傷、中毒和泌尿生殖系統疾病。腫瘤疾病、艾滋病和吸毒成癮的數量正在增加。內分泌系統最不常見的疾病和先天性異常，有減少酗酒，藥物濫用的傾向。總體而言，該市人口的總體發病率從2011年的573.3萬人下降到2014年的521.1萬人。城市面临缺乏診斷設備，婦女診所大幅減少，人員短缺的问题。

### 治安
市內政部負責保護公共秩序和打擊該市的犯罪，有2905名員工，其中1987名員警、844名普通員工和74名实习員工。
在過去三年中，犯罪率趨於下降。2013年記录17581起犯罪，2015年有15147起。謀殺、盜竊、盜竊車輛和搶劫等重罪的數目有所減少，故意伤害、入室盜竊、诈骗、非法武器販運和強姦等较轻罪名有所增加。強姦案數量在2015年翻了一番，有很多对未成年人的强奸。2015年记录到101起有組織團體和犯罪團夥犯下的罪行，73起破案。今天最有影响力的团伙是普霍夫斯基、车臣帮、三福尼亚塔-尤里尼、阿列克谢和佩特拉基。
腐敗也是较大的问题。2015-2016年幾十起案件涉嫌腐敗。被告既有官員，從市政當局的首腦到濱海邊疆區州長團隊的成員，也有與政府有業務往來的企業家。市长伊戈尔·普什卡列夫也被捕了。值得注意的是，近代历史上沒有一位符拉迪沃斯托克的市长逃脫刑事起訴。

## 城建

### 住房
符拉迪沃斯托克占濱海邊疆區31.7%的住房存量，多达1350萬平方米。多住宅公寓建築的份額占89.3%，一户建占7.5%，專業住房（包括宿舍）占3.2%，破舊和危房有12.39萬平方米，占0.9%。40.1萬平方米在应急基金上。全市有448棟破舊和危公寓樓，其中94棟是危公寓樓，215棟破舊獨栋。
市政府住房維護部負責监管符拉迪沃斯托克的住宅區，物业公司有97个，並組織有城市住房和社區服務公共委員會。还開設了一所住房和社區服務學校，這是一個關於住房問題的年度系列研討會的市政專案。經過4年的工作，超過1.1萬名市民通過了這所學校。
2015年，只有32%的居民對城市住房和社區服務的工作感到滿意。大多數公共機構的服務品質很差。

### 供水和供暖
城市有3个水库承担供水职能，由滨海边疆区水道管理。城内有先锋水库和博加廷水库，什科托沃區阿乔莫夫卡河上的阿尔乔莫夫斯科水库。在先锋水庫建造了日处理5萬立方米水的處理設施，另两个水库的水也使用处理。自2012年以來次氯酸鈉代替氯用於凈化，用紫外線輻射消毒。
供水網路分为下部（海拔5-30米），中部（海拔30-60米）和上部（海拔60-130米）三个区域。城市的地形極大影響供水系統，向位於一般供水系統基準面以上的高層建築供水的增压站耗费大量资金和能源，往往在停電期間引起供水系統故障。目前还沒有有保證的供水系統。
該市的熱水供應和供暖由第1火电厂、第2火电厂以及鍋爐房集中供应，市有八十多個鍋爐房。大多數鍋爐房都使用燃油。符拉迪沃斯托克是薩哈林-哈巴羅夫斯克-符拉迪沃斯托克天然氣管道的最終目的地，只有少數供暖改气，分别是第1火电厂、第2火电厂的一部分和俄羅斯島上的燃氣鍋爐房。

### 綠化

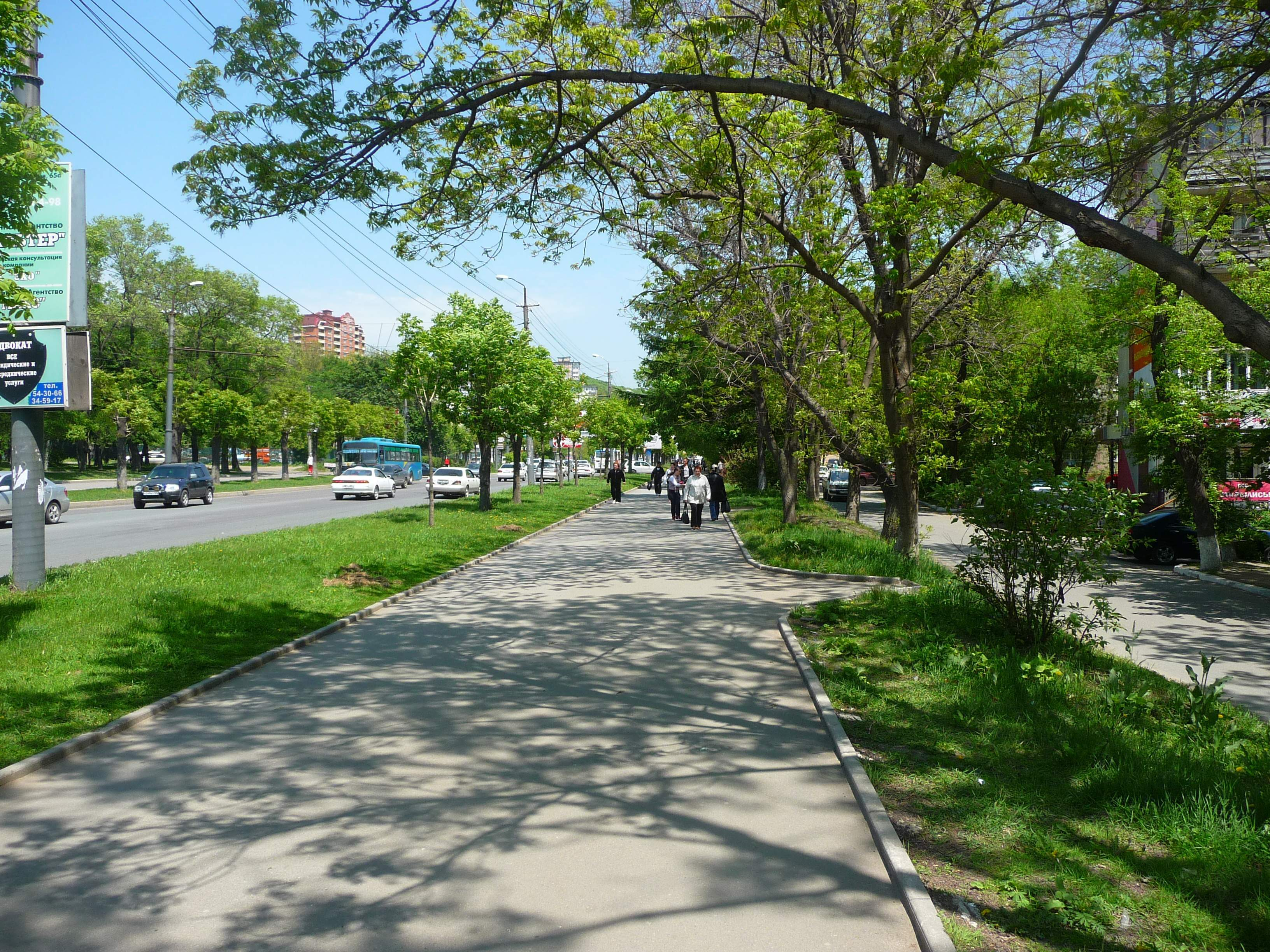
俄罗斯街

2010年公共綠地面積591公頃，平均每位居民9.8平方米。計劃到2015年增加到882公頃。種植園面積比1980年減少了1.3倍。2015年，該市每個居民的種植園面積不到1平方米，比正常水準低5倍。早在2006年，不包括外区的市区為公民提供綠色空間的實際規模並未超過常規的10%。
在符拉迪沃斯托克境內，有三個城市公園，總面積約46公頃，9個花園，总面積15公頃，60多個廣場，总面積約100公頃。最大的是矿山镇公園，面積約36公頃，有獨特的果樹林，各種類型的裝飾性海邊楓樹，刺楸，紫羅蘭和城市植物群的其他一些代表树种。還有三個人工水庫，面積為4公頃，公園狀態不佳，政府计划重建。波克罗夫斯基公園佔地8公頃，位於老城区的鷹巢丘上。位置靠近市中心而受到市民的歡迎。近年來，作為「清洁城市」的一部分，公園內設置了長凳、燈、裝飾匯墊，並鋪設了新的小巷。2016年，朱列布公園重建，擴大了該市佩尔沃列琴區的綠化面积。

## 交通

### 公路运输
符拉迪沃斯托克是俄羅斯機動化程度最高的城市。汽車是市民的主要交通工具。截至2015年，共有422,600輛汽車註冊。符拉迪沃斯托克在俄羅斯聯邦城市中排名第五，僅次於莫斯科、聖彼德堡、新西伯利亞和葉卡捷琳堡。如此大量的汽車會導致嚴重的問題：持續的交通擁堵，環境狀況的惡化。
街道和公路網密度低，总长902公里，其中16公里是哈巴羅夫斯克-符拉迪沃斯托克 M-60 聯邦公路，54公里是具有區域意義的道路，700公里是城市街道、道路和通道。在2012年 APEC 峰會前修建了幾個公路運輸設施，包括一座橫跨海峽到俄羅斯島的斜拉橋以及一座橫跨金角灣的斜拉橋，大大緩解了市中心的交通压力。自2011年以來，道路長度增加了6.2倍。道路網路發展計劃包括符拉迪沃斯托克環城公路的建設，該項目規定沿著阿穆爾灣建造一條路線，修建橋樑從埃格尔谢尔德角到埃琳內島與俄罗斯島的運輸網相連。

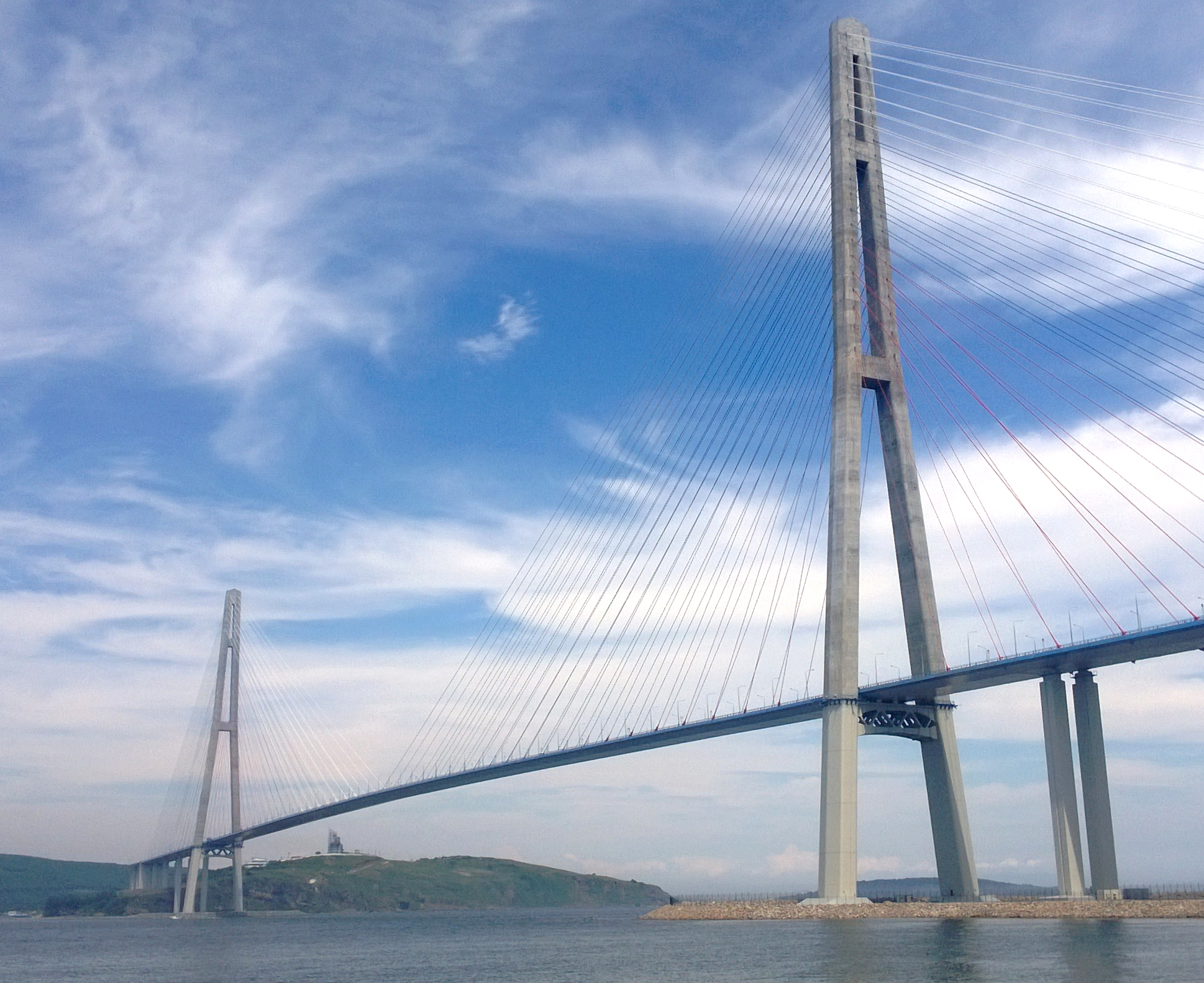
俄罗斯岛桥
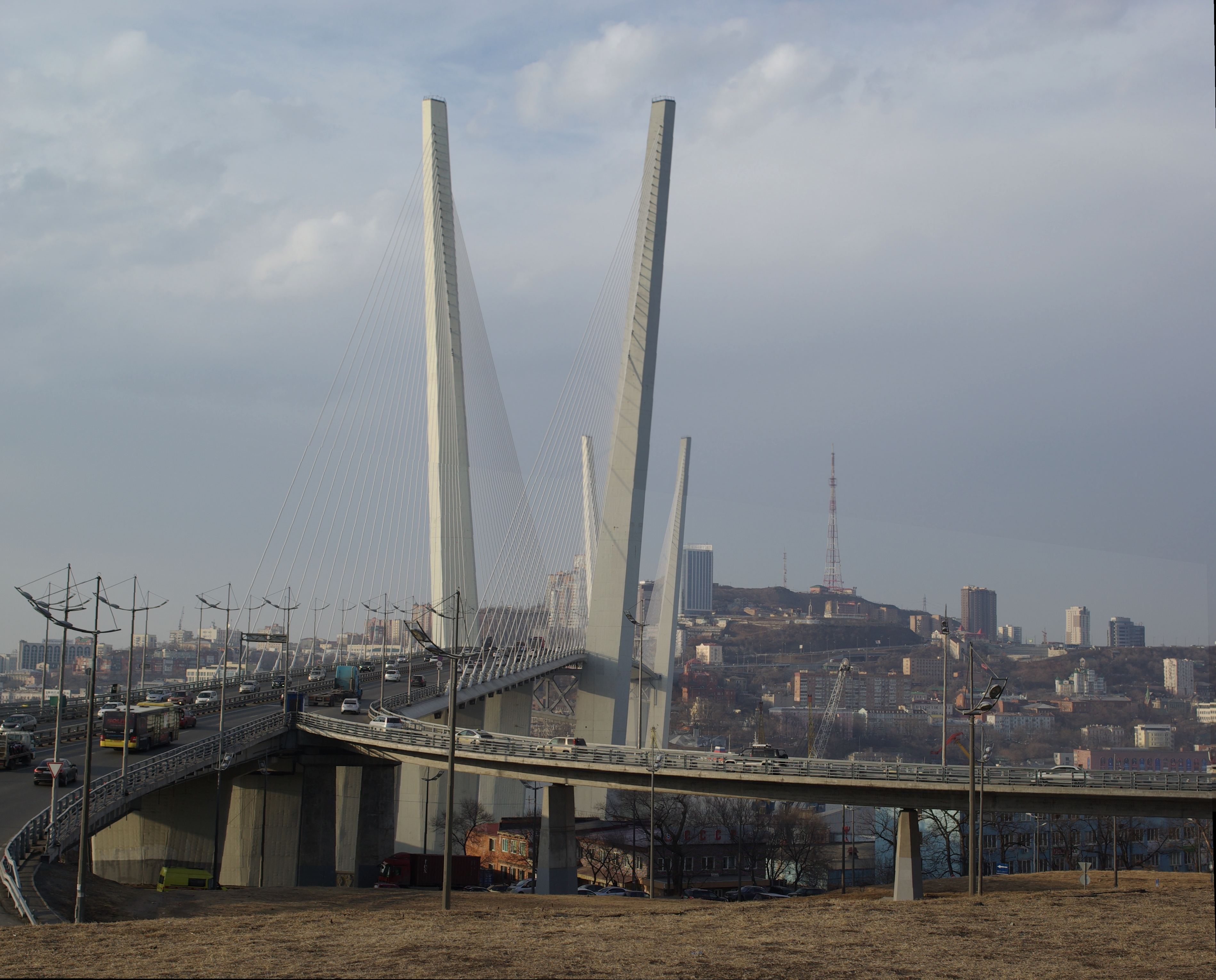
金角湾桥
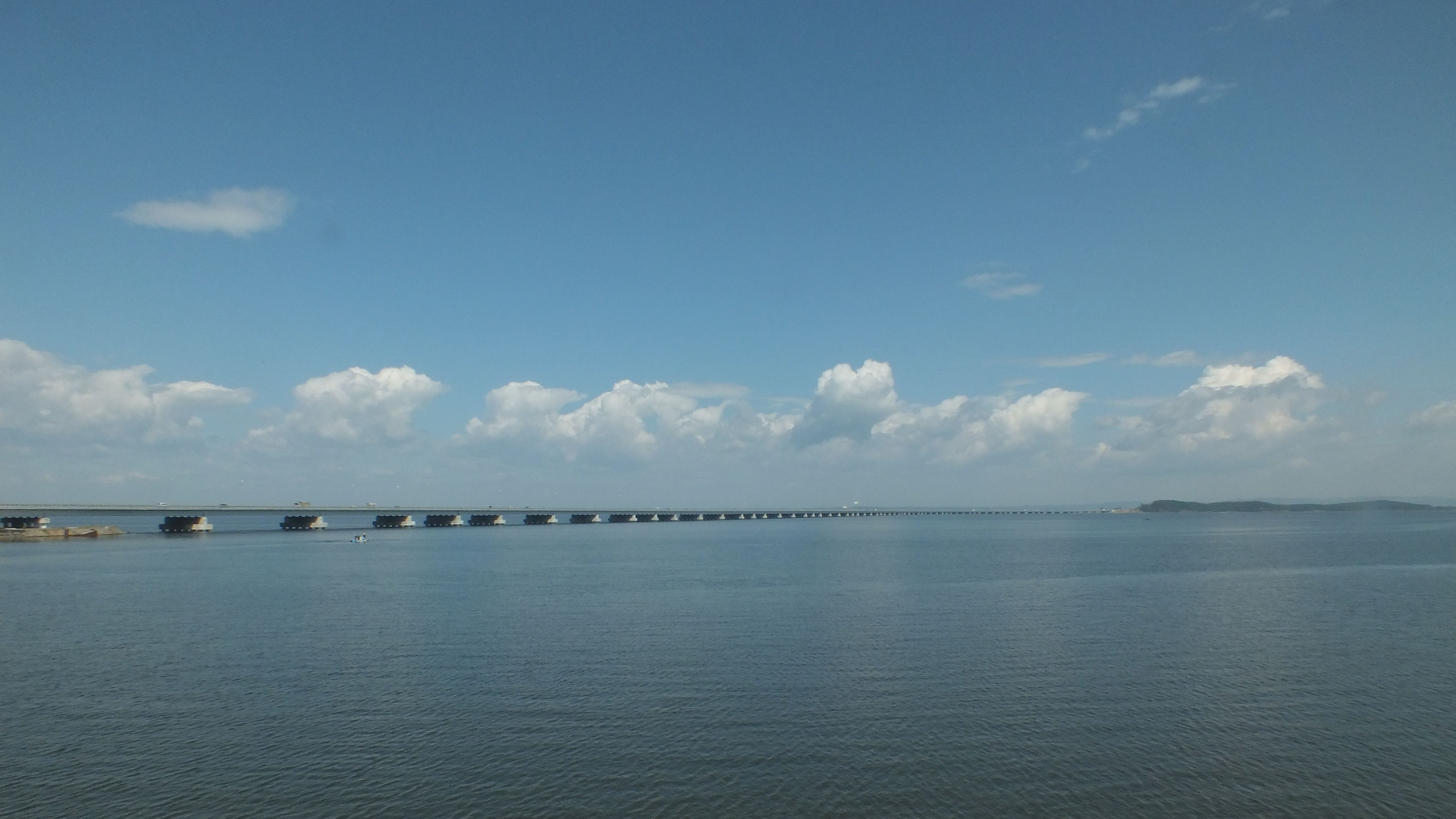
阿穆尔湾桥
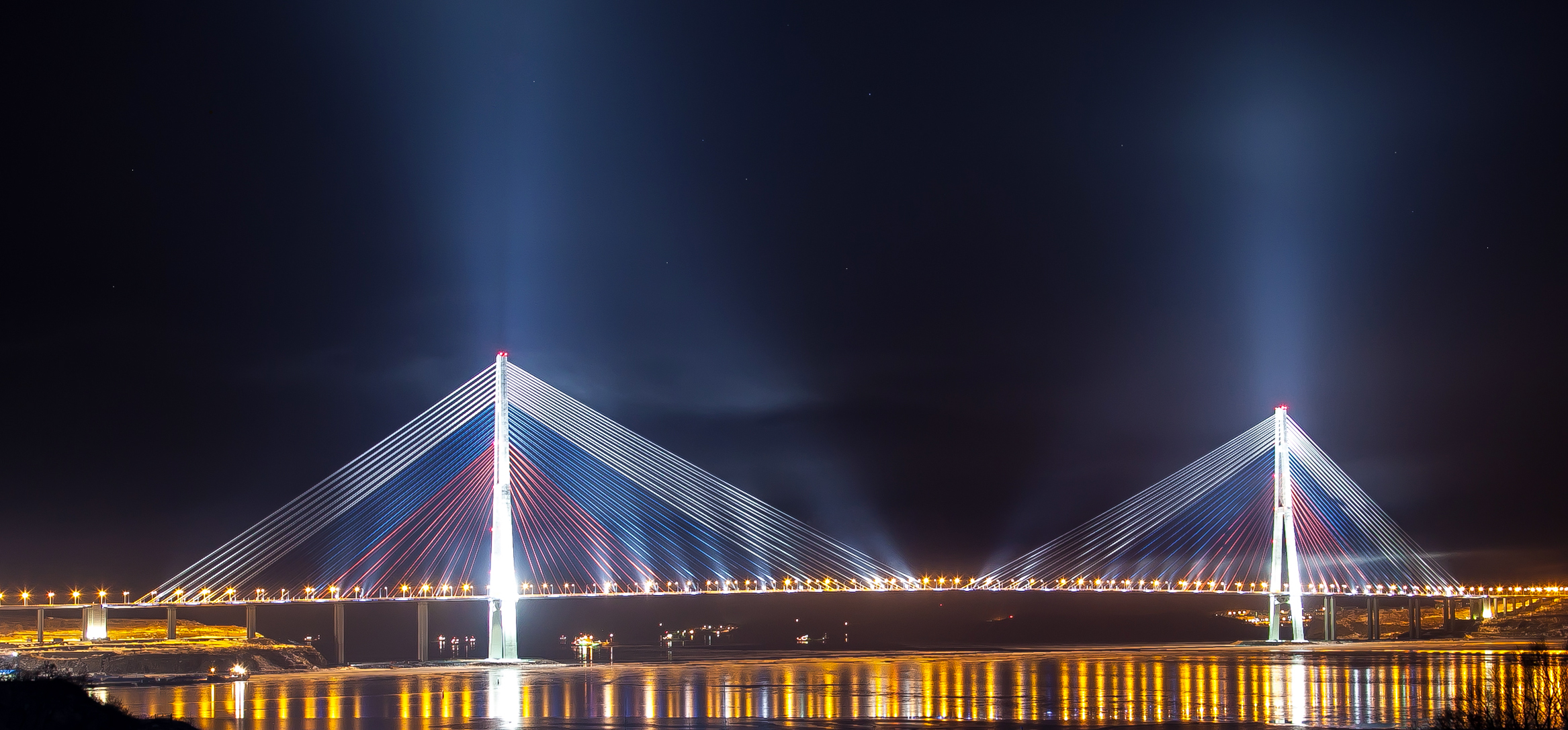
俄羅斯島大橋
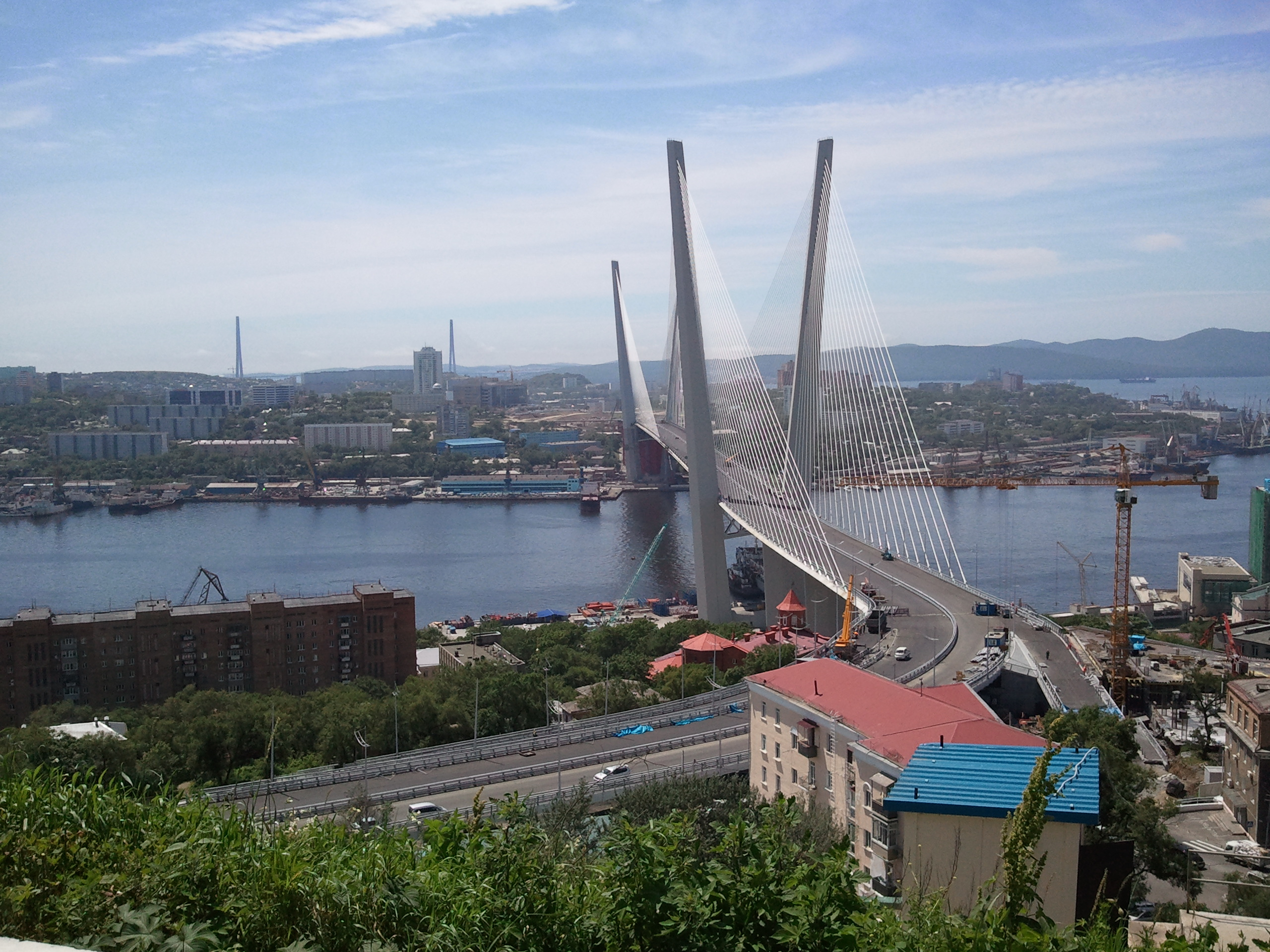
金角灣大橋

为了缓解交通堵塞压力，近年来市政厅考虑在市中心引入收费停车制度。

### 公共交通
主要公共交通工具是公共汽車，其他的還有無軌電車、電車、纜車、海船和渡輪。市擁有發達的城市和郊區公交線路網路。95%的運輸是由商業巴士進行的。2014年巴士車隊總數563輛，其中157輛属于市政。兩家市政巴士運營商第1符拉迪沃斯托克客运汽车生产协会和第3符拉迪沃斯托克客运汽车生产协会运营公共汽车。2014年，共有3160萬乘客乘坐公共巴士。
電车運輸状况不佳，已几乎完全不能使用。為籌備2012年 APEC 峰會而修建的有軌電車軌道長度從18.4公里減少到当今的5公里，無軌電車網的長度從45公里減少到4.5公里。平均每天有22,883人次，每年約850萬人次乘電车。該市成立了一個倡議小組，為保護電车交通而戰。2017年，斯维特兰街的最後一段電車線路被拆除。
缆车线路在1962年修建。渡轮连接海上的岛屿。近年來，水運乘客人數急劇下降，2014年下降至2011年的1/900。2014年船隻和渡輪僅載客1,200人次。
路網的長度長且發展困難和崎嶇的地形使城市內的通勤列車，到煤炭站，被用作城市交通工具。每年的客運量約為670萬人次。
符拉迪沃斯托克的居民在週末乘坐公共交通工具46.2萬人次，工作日高達78.2萬人次，有289個站點和換乘點；運輸由21家私人汽車運輸公司运行，电动运输开放式股份公司負責纜車，電車和無軌電車，莫特兰斯公司為乘客提供海船和渡輪。

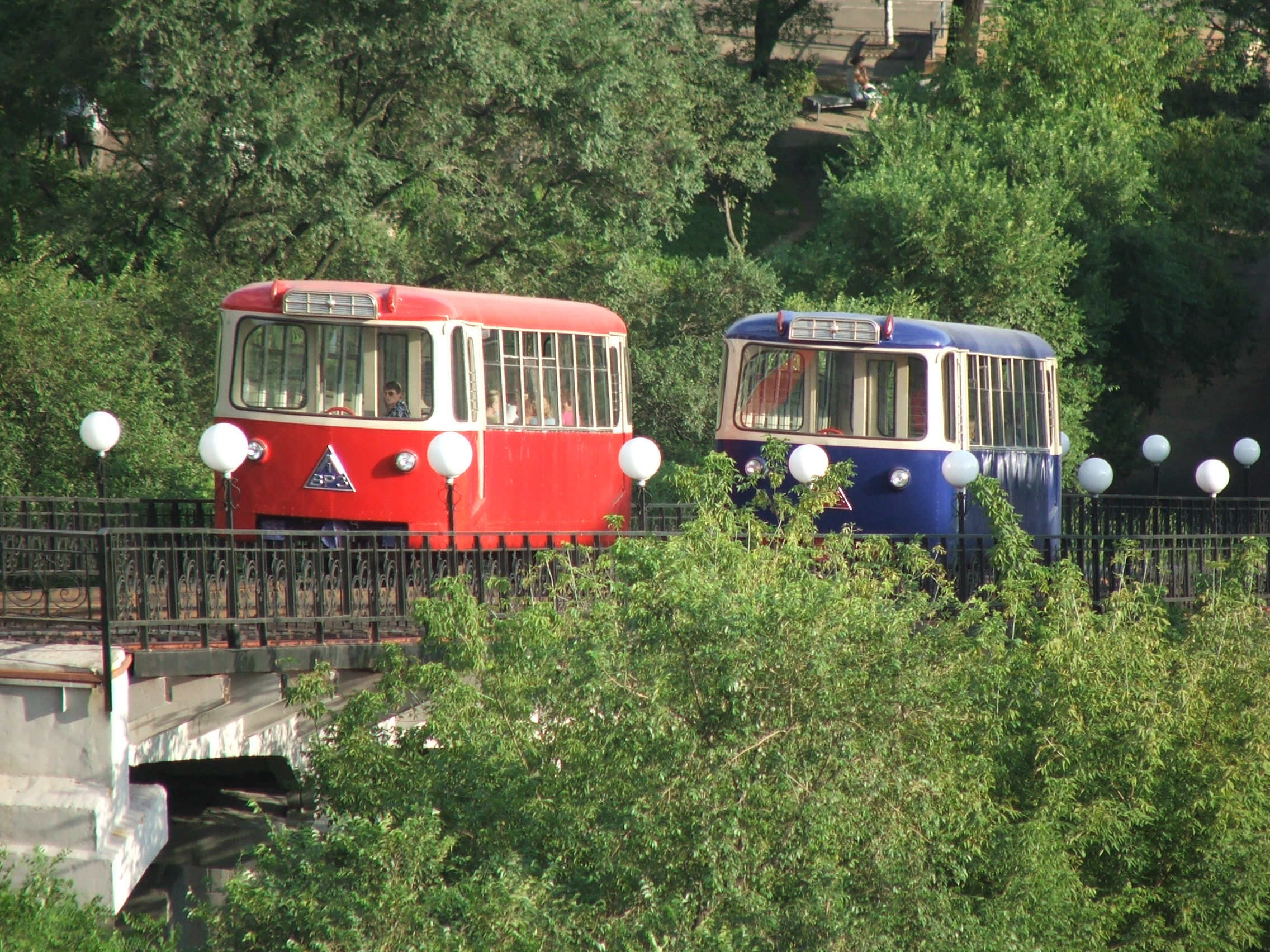
缆车
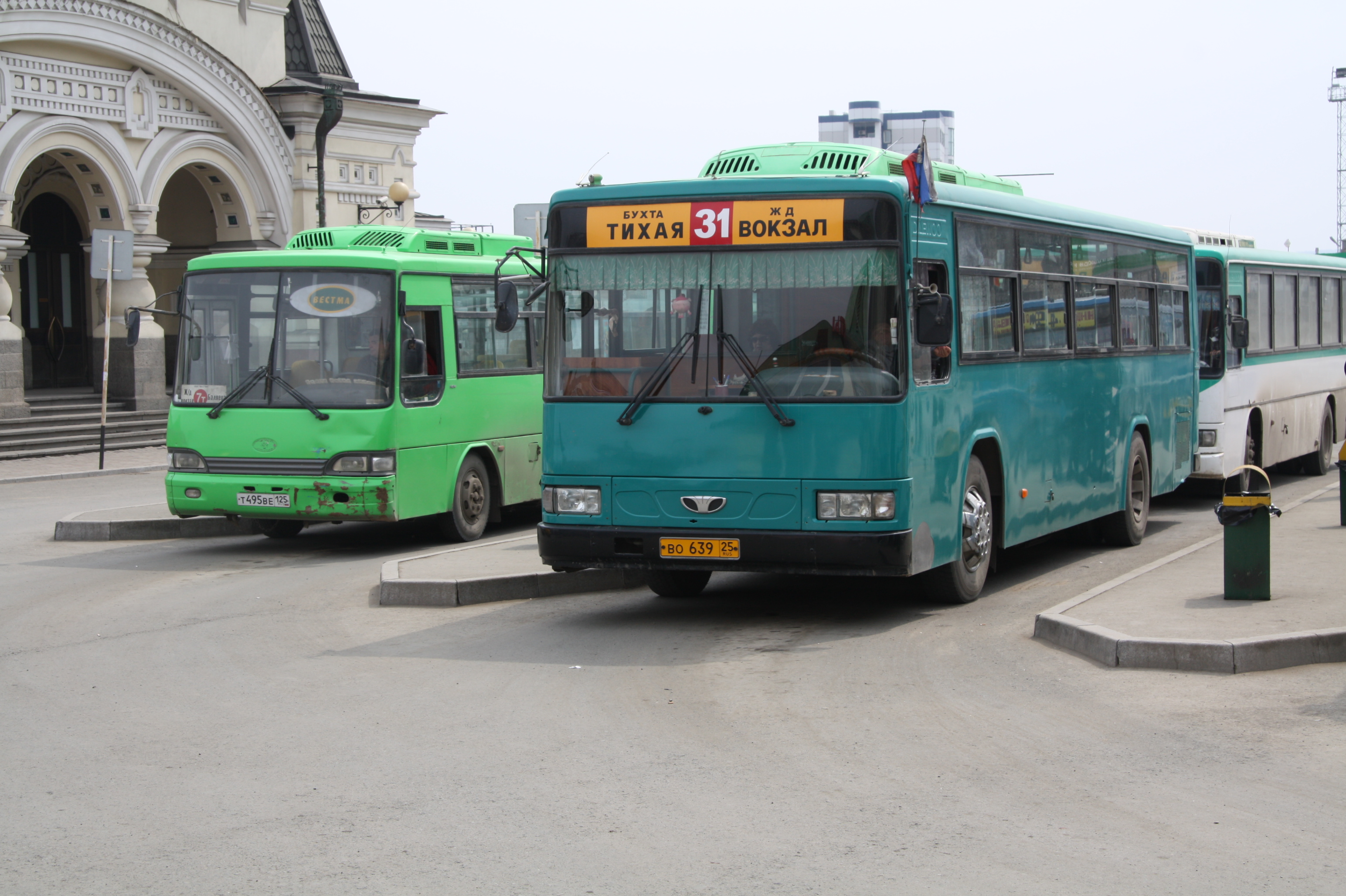
巴士

### 城際交通
西伯利亞鐵路的終點坐落在符拉迪沃斯托克。在市内有海參崴站、第二条河站和乌戈利纳亚站。港区结冰期约4个月，借助破冰船可全年通航北冰洋航线；北冰洋航线的终点，这里也是远东地區近海运输中心及重要渔港。
聯邦高速公路 A370 公路“乌苏里”將符市與哈巴羅夫斯克（即伯力）連接起來，A188 公路連接納霍德卡和東部港口，使符拉迪沃斯托克成為連接東南亞，俄羅斯和西歐國家的主要交通樞紐。該市的鐵路網適用於重達8000多噸的重型列車。每年有超過2000萬人次抵达符拉迪沃斯托克火車站。
濱海邊疆區國際運輸走廊穿過符拉迪沃斯托克，走廊用於中國北部省份與亞太地區國家之間的集裝箱運輸。路線通過鐵路和公路连接符市与中國的哈爾濱和綏芬河。2015年運輸的貨物總重量為835.5噸。
符拉迪沃斯托克港是遠東的主要貨物轉運港之一。港口有3個客運泊位用於海上航線，并有客運渡輪和船隻的泊位。2023年5月，符拉迪沃斯托克港成為中國内贸货物中转口岸，黑龙江省、吉林省的内贸货物可以运至符拉迪沃斯托克港，再转运到中国东南沿海港口。
符拉迪沃斯托克國際機場是遠東最大的機場之一，可常年性直航中國大陸、香港、日本、韓國、朝鮮、越南、泰國及台灣。2012年 APEC 峰會使机场現代化，現在可以接收所有類型的飛機。航線網路有30多個目的地，航班由俄羅斯航空公司、S7 航空公司、奧羅拉航空公司、雅庫特航空公司、烏拉爾航空公司、克拉斯诺亚尔斯克航空、伊尔库航空、佩加斯航空、韓亞航空公司、大韓航空公司、高麗航空公司和中國南方航空公司等航空公司運營。2016年，該機場為182.9萬人次乘客提供服務，成為俄羅斯第14大最繁忙的機場。

## 文化艺术
符拉迪沃斯托克是濱海邊疆區的文化中心。該市開設了數十個文化機構、博物館、劇院、藝術畫廊、電影院和愛樂樂團。符拉迪沃斯托克是藝術領域的教育中心，有許多藝術和音樂學校；遠東國立藝術學院在市内。符拉迪沃斯托克圖書館系統包含27個圖書館，總圖書161.63萬冊。公共圖書館的用戶數量約為12萬人。大量的文化遺產存在市中，700多個歷史文化古跡，佔濱海邊疆區古跡的51.7%。15件是聯邦性的，583件是地區性的，17件具有歷史和文化價值。城市还具有很高的城市規劃和歷史價值，保留了歷史佈局、建築和歷史建築群，許多歷史、建築、考古紀念碑和防禦工事。
已故瑞士演员尤尔·伯连纳出生于此，他的童年故居得到保留，并改为博物馆。台湾創作歌手周杰伦也与当地乐队合作，曾在此拍摄歌曲《藉口》和《止战之殇》的音乐录影带。日本女子偶像組合NGT48單曲《獻給世人》的音樂錄影帶也在此拍攝。香港歌手馮允謙於2019年也曾到當地拍攝歌曲《尋找白金漢》的音樂錄影帶，由樂隊 RubberBand 的主音6號擔任導演。《創造營2021》裡的学员利路修的故乡。

### 博物馆
1884年，阿穆爾地區的第一個博物館阿穆爾地區研究協會博物館在符拉迪沃斯托克成立。1891年第一个展覽開幕。在蘇聯時期，出現了太平洋漁業研究中心海洋館、古姆歷史博物館、紅旗太平洋艦隊軍事歷史博物館、濱海邊疆區美術館、遠東國立大學科學和動物學博物館、邊防部隊博物館、俄羅斯科學院遠東分院博物館以及濱海邊疆海洋水族館等。
历史上城市有兩次「博物館熱潮」，在1970年代和1990年代後半期。九十年代見證了私人博物館的鼎盛時期，被封存的博物館，例如远方重工厂博物館，活動恢復。现今市内有六個國家博物館。2014年，有55.86萬人參觀。最著名的博物館是阿尔谢尼耶夫远东历史博物馆，可以追溯到阿穆爾地區研究學會的第一個在符拉迪沃斯托克的博物館。2015年，俄羅斯藝術報將其評為俄羅斯参观量最大的地區博物館。参观人數超過42.1萬人次。
2019年，在符拉迪沃斯托克要塞的基礎上創建了濱海邊疆區的第一個聯邦博物館保護區，堡壘由符拉迪沃斯托克、郊區和俄羅斯島的主要高地上的超過800件物品組成，直到最近，這些物品還有各種形式的擁有權處於不同的保存状况。2019年9月5日，在東方經濟論壇的框架內，符拉迪沃斯托克博物館保護區的首次博覽會開幕。堡壘總面積250平方米。

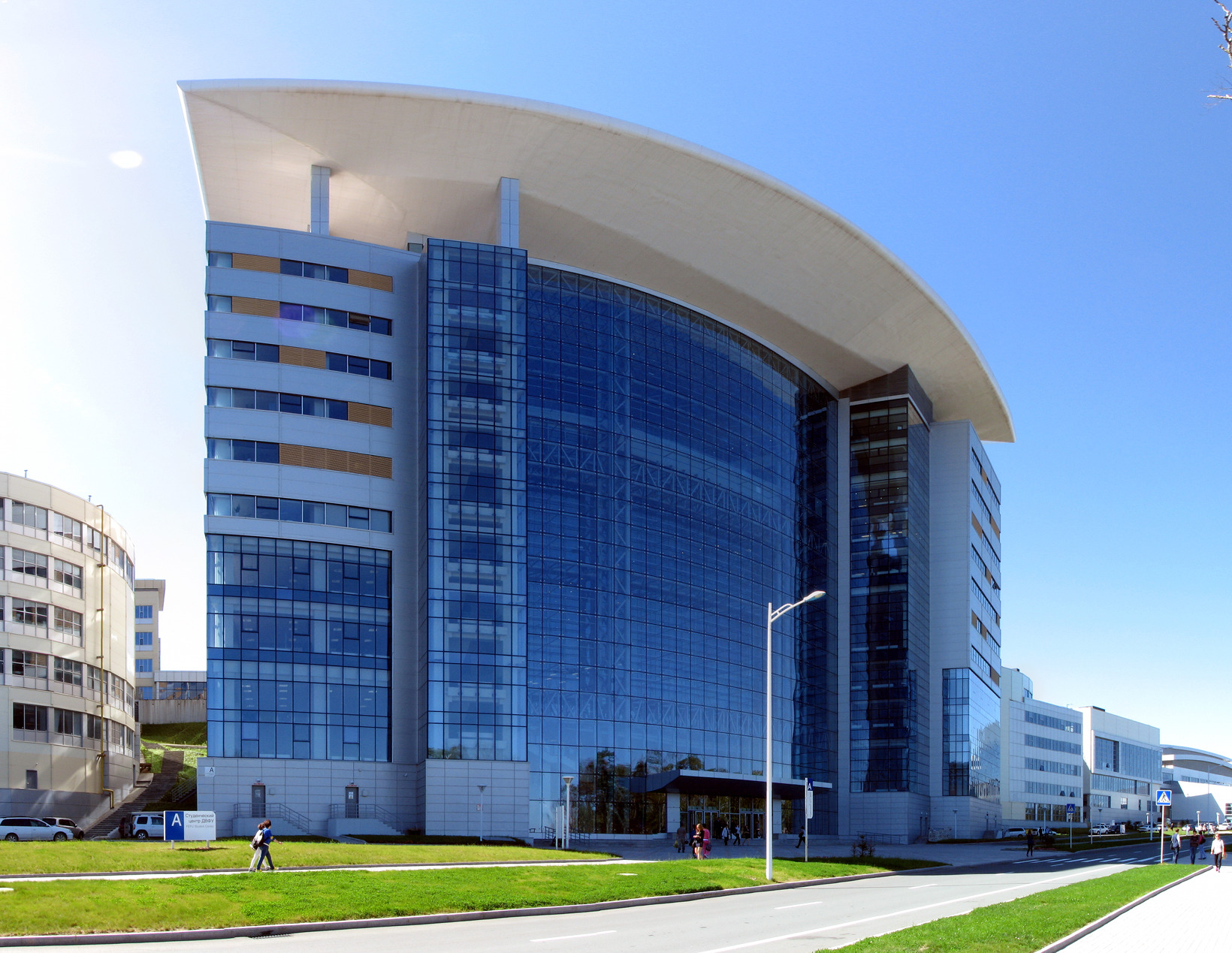
蘇哈諾夫故居博物館
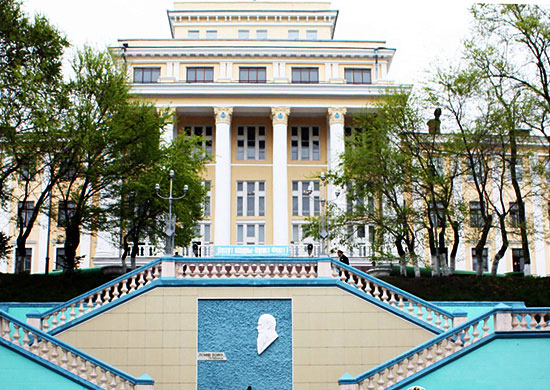
展覽项目“Элеонора Прей. 來自符拉迪沃斯托克的信”
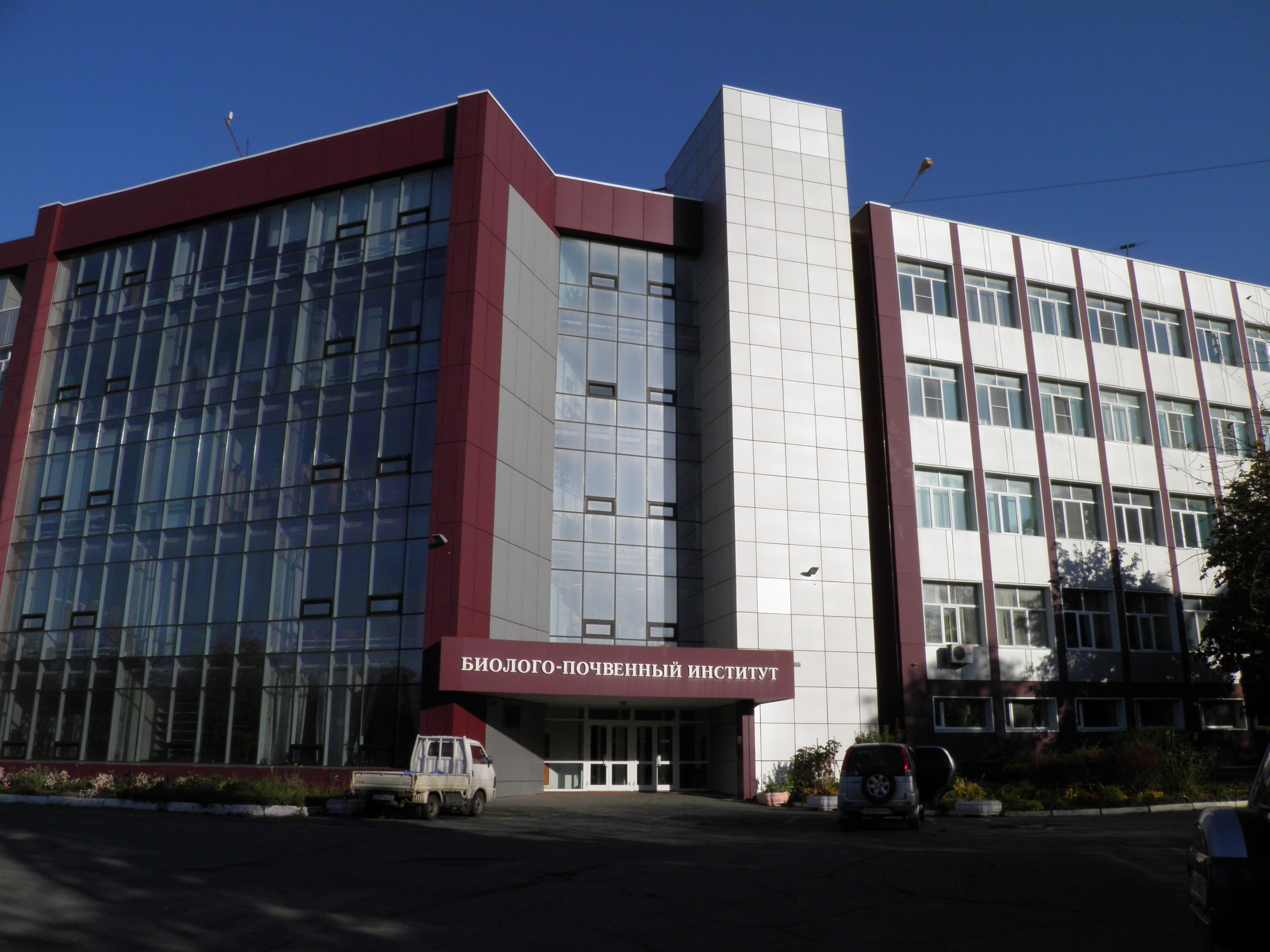
符拉迪沃斯托克要塞內部展覽

### 畫廊和展廳
藝術博物館的積極發展始於20世紀50年代。1960年，建造了藝術家之家，其中有展覽廳。1965年，濱海邊疆區國家美術館分离出来，後來創建了兒童美術館。蘇聯時期最大的展覽場所之一是苏俄藝術家聯盟濱海邊疆分部的展廳。1989年，阿尔特塔日藝術畫廊开放。1995年，阿尔卡當代藝術畫廊建成，第一批收藏由收藏家亚历山大·戴维多维奇·格列泽尔捐贈100幅畫作。畫廊參加國際展覽和交易會。2005年，非營利私人畫廊罗伊陶出現。近年來，在遠東聯邦大學美術館的基礎上創建的當代藝術中心“盐”和“黎明”活躍起來。

### 劇院

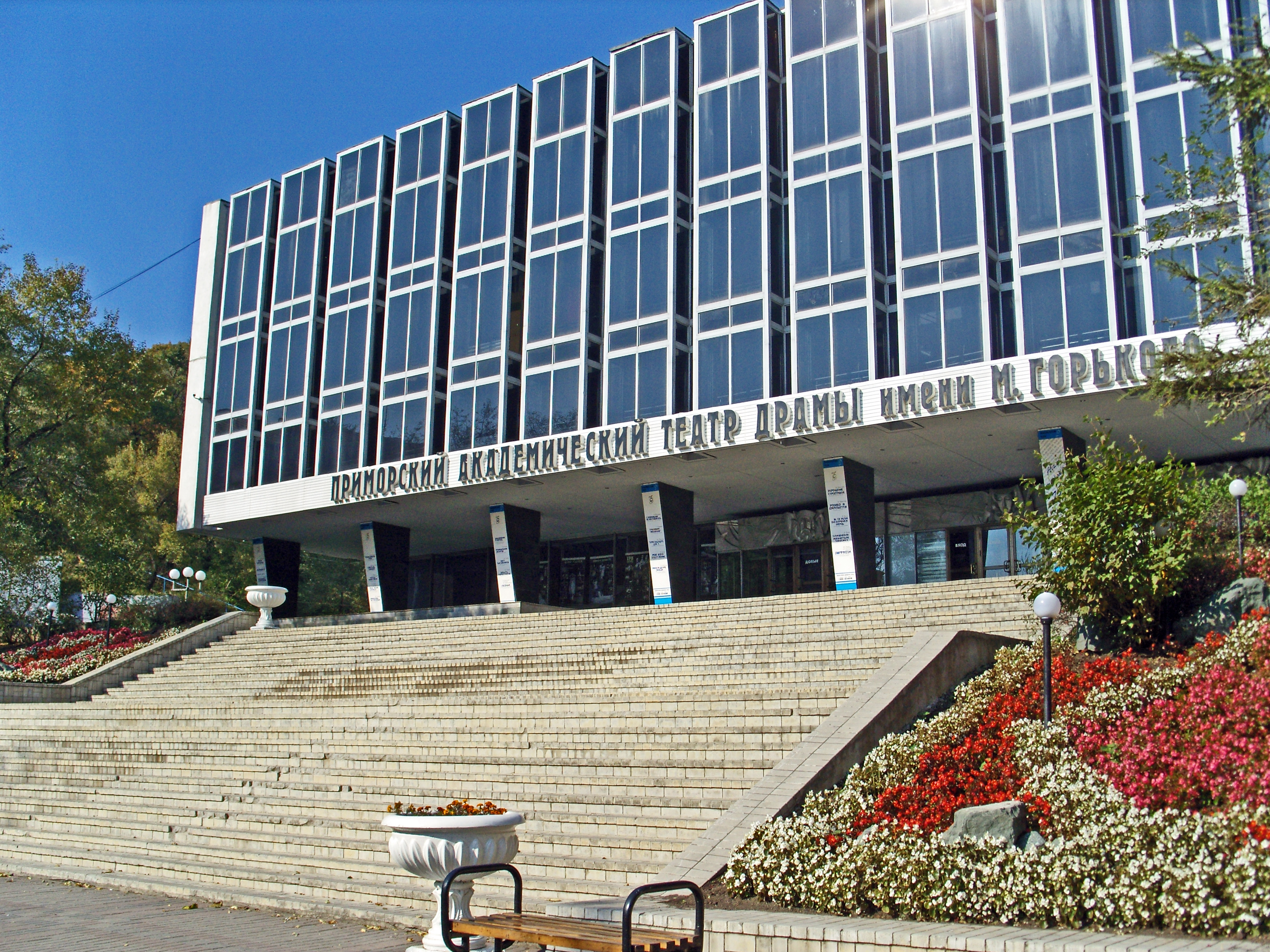
高尔基剧院

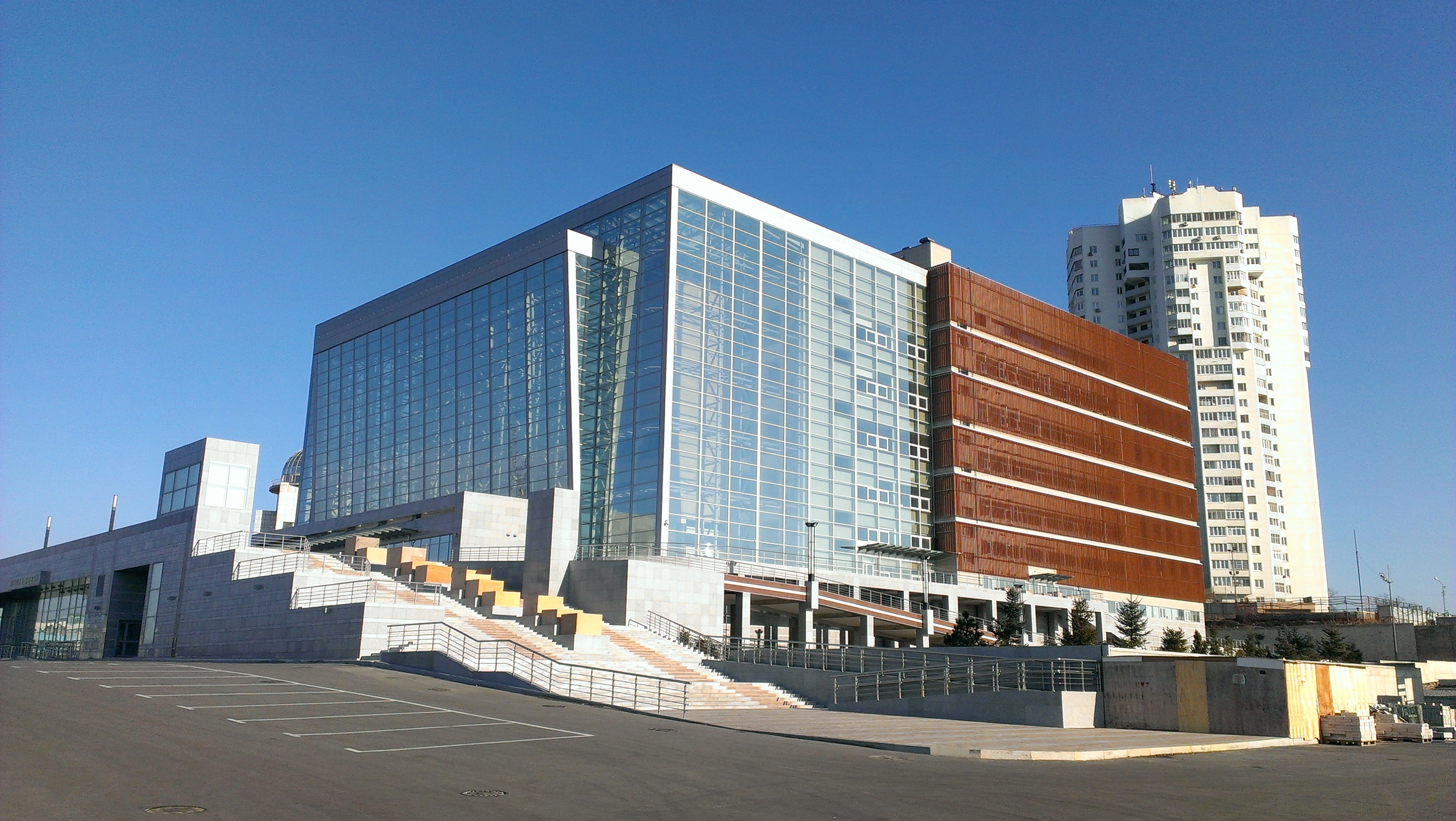
歌劇和芭蕾舞劇院

該市共有五個專業劇院。2014年，有36.98萬人次参观。高爾基濱海邊疆區學術戲劇劇院是最早的國家劇院，於1932年11月3日開放。劇院员工202人，其中41名演員，其中包括三名俄羅斯的演員和九名榮譽藝術家.。
濱海邊疆區普希金劇院是在符拉迪沃斯托克市党代会的倡議下建造的，現在是主要文化中心之一。在1930-40年代，太平洋艦隊劇場、濱海地區時代木偶劇院和濱海時代青年區劇院一直開放。2015年，地區木偶劇院演出484場，觀眾超過5.2萬人次。劇院有500個木偶，15個藝術家在其中工作。劇團定期巡演波蘭、日本、韓國和遠東其他地区。
濱海邊疆區愛樂樂团在音樂劇方面较为知名，乐团是濱海邊疆區最大的音樂會組織。在愛樂樂團中有太平洋交響樂團和總督銅管樂隊。2013年，濱海邊疆區歌劇芭蕾舞劇院開演。2016年1月1日，它被改造成馬林斯基劇院的一個分院濱海邊疆区舞臺。

### 馬戲團

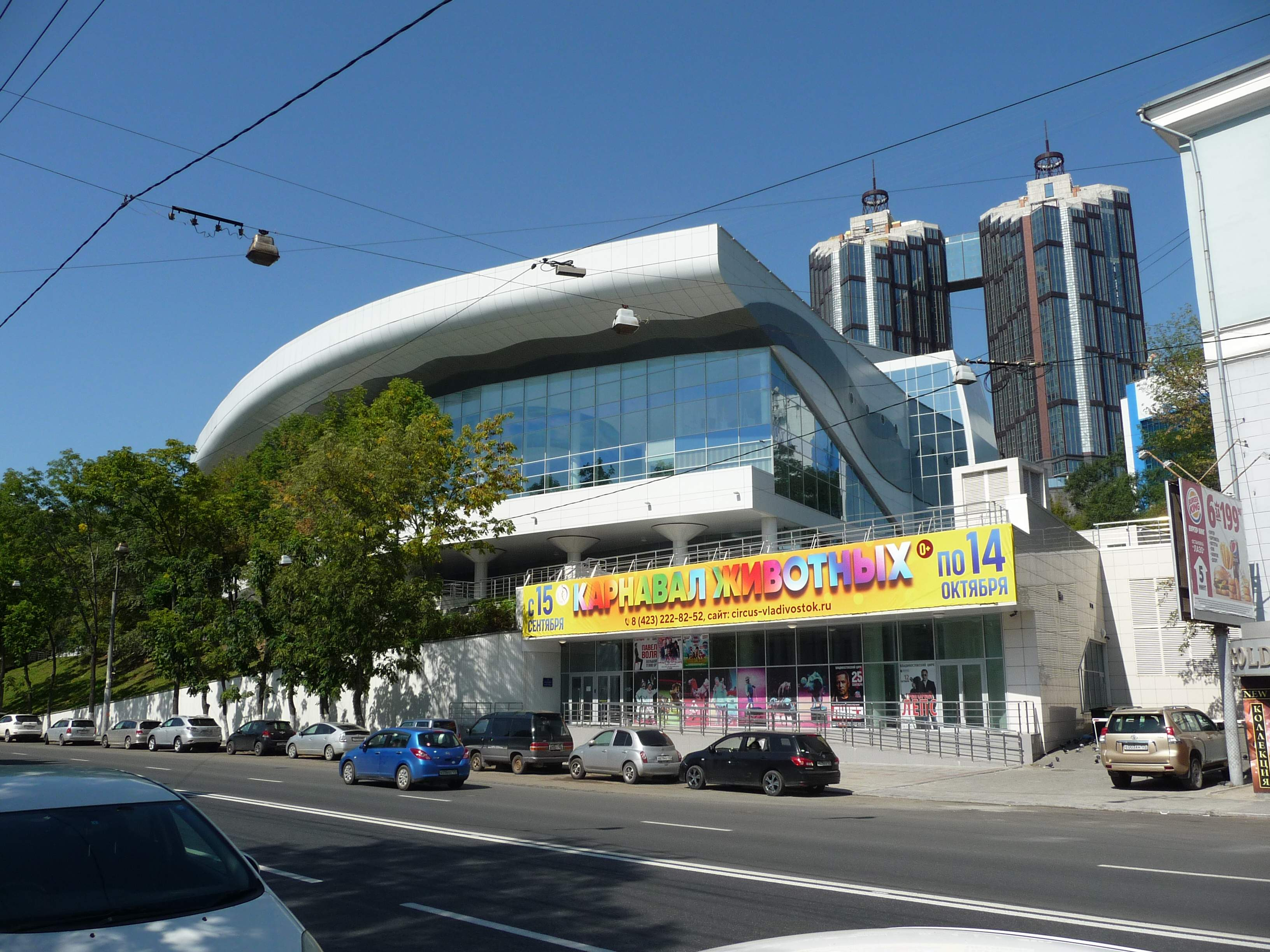

第一次馬戲團表演在1885年符拉迪沃斯托克的兰伯格馬戲團舉行。城市開設有十多個不同方向的馬戲團，直到1973年，斯维特兰斯科街上的符拉迪沃斯托克馬戲團現代建築開放。設計師是索·盖尔弗和乔·纳普连科，首席設計師是弗·谢米亚金。2017年12月，馬戲團重建完成，12月16日，首場演出在翻新的大樓內舉行，邀请孤兒、資優兒和建築商家庭观看，正常演出从12月23日開始。馬戲團的嘉賓們被贈送观看“母狮皇帝”節目。專案計劃為馬戲團建造一家酒店、一個停車場和一座高架橋。

### 影院
2014年，符拉迪沃斯托克共有21家電影院，電影放映150.1萬人次。海洋電影院、星系電影院、莫斯科電影院、海王星3D影院、魔术影院和符拉迪沃斯托克影院是蘇聯時期建造的。其中最著名的是海洋電影院，有遠東地區最大的22x10m螢幕，位於體育港地區的市中心。它與烏蘇里電影院一同是一年一度的太平洋纬线國際電影節自2002年起的舉辦地。自2014年12月10日起，IMAX 3D影廳在海洋影院投入使用。

### 文化节日
符拉迪沃斯托克是活動和節日文化的中心，每年舉辦數十個節日、論壇、公共假期和活動。其中最著名的是亞太地區太平洋纬线國際電影節。除此之外還舉辦重大活動有國家民俗節、符拉迪沃斯托克冰跑冰上半程馬拉松、「远东之春」古典音樂節、節日「博物馆之夜」、太平洋旅遊論壇、太平洋时尚周、绿色马拉松、俄语的夏天、色彩灑紅節、V-Rox 音樂節、海参崴要塞城市節、東方經濟論壇、「旅行者的一天」國際藝術節、「海参崴的桥梁」國際半程馬拉松、雙城俄羅斯語言和文化國際節「符拉迪沃斯托克团结 АТР」、國際爵士音樂節和國際漁民大會。

## 旅遊
- 涅維爾斯基將軍紀念碑——建於1897年，為設於該市的第一座紀念碑。
- 尤尔·伯连纳博物館——是尤尔·伯连纳兒童時期的故居。
- 远东苏维埃政权战士纪念碑——位于市中心的革命战士广场，为纪念1917年二月革命和十月革命而建造。竣工于1961年4月29日，是远东地区最大的纪念碑。
- 尼古拉二世凯旋门——纪念1891年末代沙皇尼古拉二世任皇太子时访问海参崴，1917年十月革命之际被毁，2003年恢复。

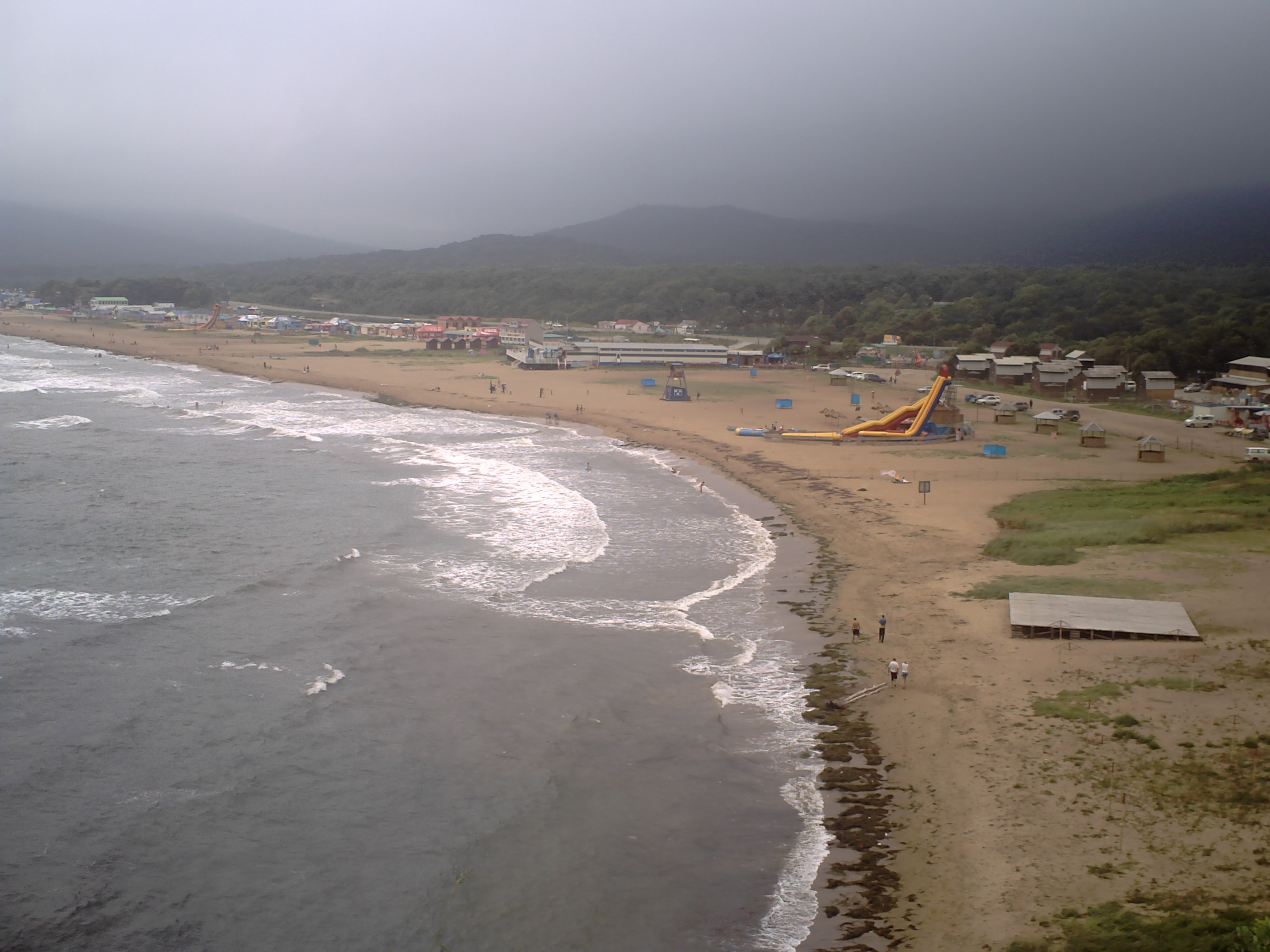
拉祖爾納亞灣的沙滩
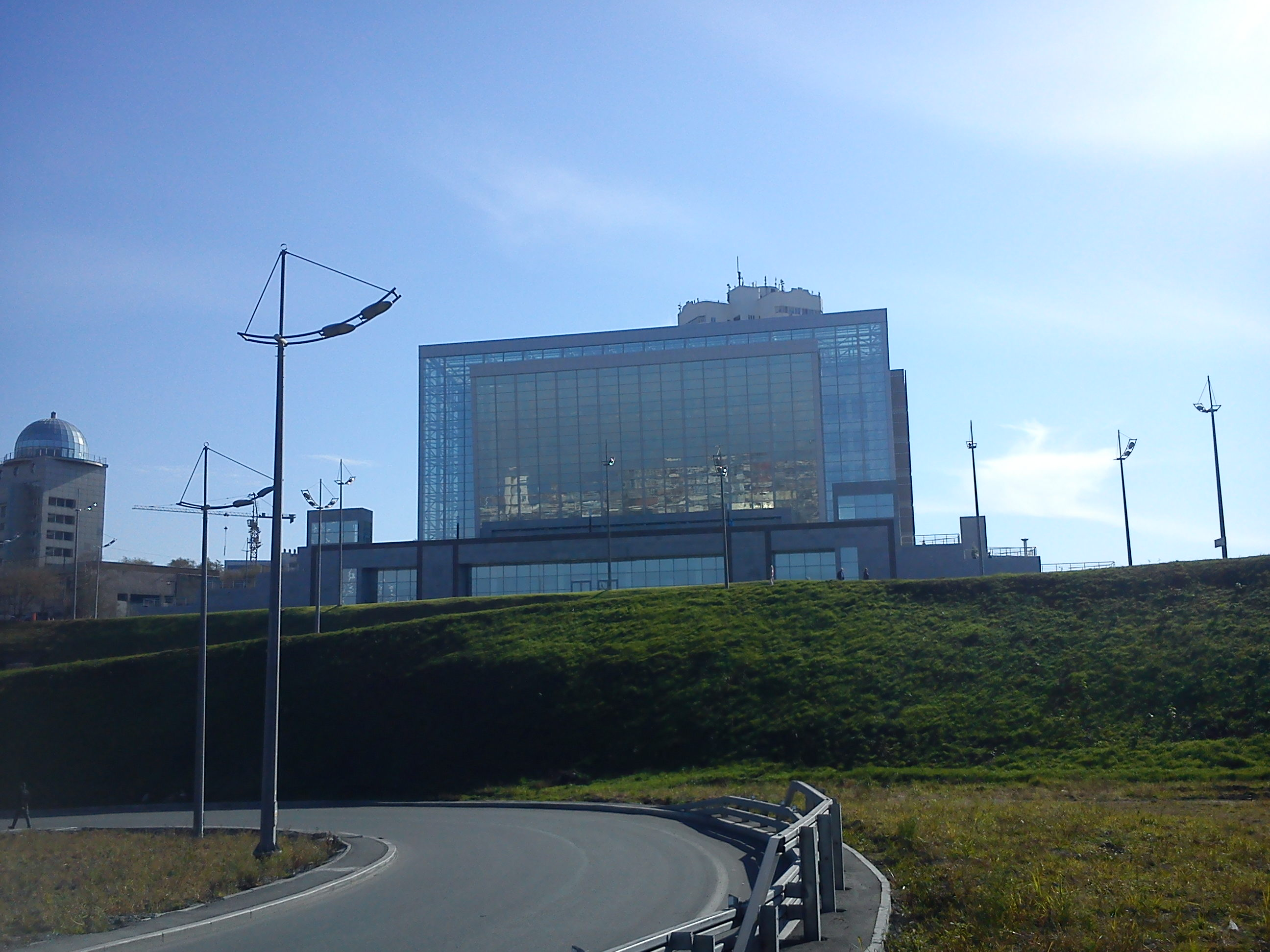
马林科夫剧院
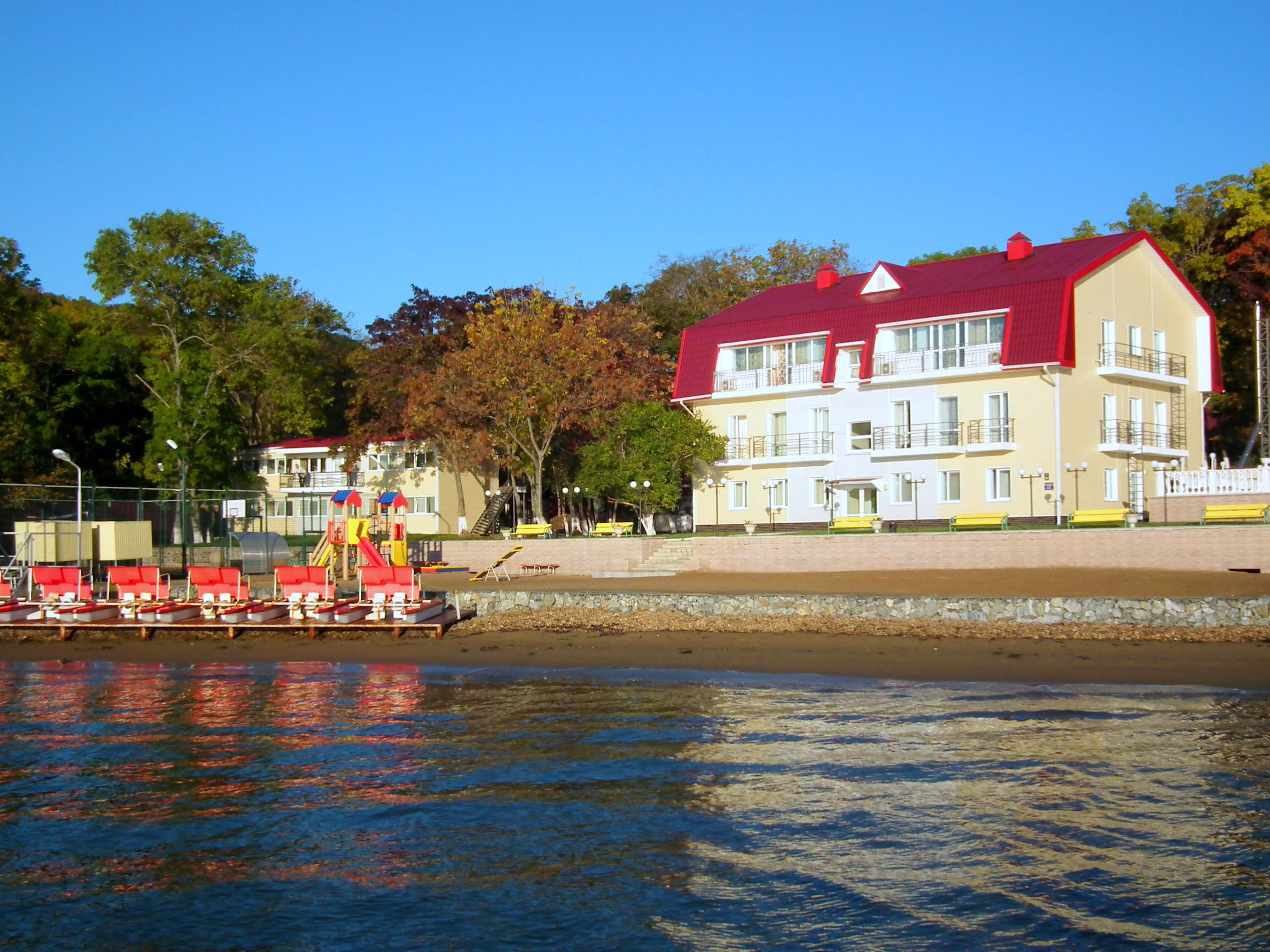
乌苏里湾岸边的疗养院

符拉迪沃斯托克地形複雜，建筑發展複雜，是一个天然的圆形开放区。第一批建築是金角灣岸邊的軍事哨所。市區擴大佔據了北部和西部海岸到阿穆爾灣的空间，並深入半島。城市的中央街道斯维特兰大街描绘海岸线的轮廓，垂直於它的其他街道向上沿丘陵山坡延伸。19世紀80年代至90年代，擴張佔領了山丘和偏遠的低窪地區库皮罗夫斯基盆地和一河的部分山谷。
俄羅斯帝國時期的發展速度有快有慢。第一次快速发展在19世紀70年代到80年代，當時太平洋上的主要港口被轉移到这里；第二次发展在鐵路建設開始时；第三次發生在日俄戰爭之後。1886年有68座建築物，到1914年已經有8484座，大多數是石楼。蘇聯第一個五年計劃中，1928年通過了「符拉迪沃斯托克市現有和預計位置的計劃」。建設計劃影響了城市的外觀，出現了更多的多層建築，第一批定居者時代單層木製建築消失了。成群的大型建築出現在城市的郊區，海洋全景的規模增加。20世紀60年代在決定加速城市發展后，符拉迪沃斯托克經歷了另一次建築熱潮。新的計劃被採納，目标是將符拉迪沃斯托克轉變為一個方便和舒適的城市，人民生活舒適，城市美麗而富有表現力，使符拉迪沃斯托克作為太平洋“社會主義前哨”的地位相符。
現代城市具有複雜的佈局和發展過程中形成的歷史。保留了街道的横纵和自由佈局，同時考慮到景觀。符拉迪沃斯托克陆地上分為六個規劃區。中部包括從一河谷到金角灣和奥布亞斯涅尼亞河谷的地區，是城市的歷史中心，佈局有垂直的街道系統，近年來建造一座跨越金角灣的橋樑使地區的面貌發生了很大變化。南部規劃區佔據了切尔卡夫斯基半島和奥布亞斯涅尼亞河谷北坡。西部規劃區包括什科塔半島的領土。半島西北海岸有帶海灘的休閒區。北部规划区佔據了從俄罗斯科学院 ДВО 学院到一河山谷。采取的規劃區包含了埃格尔谢尔德地區的療養院和度假區、花园城市度假區、烏蘇里灣沿岸休閒區的毗鄰蔚蓝海洋高速公路的土地和俄羅斯科學院遠東區。阿穆爾灣沿岸有發達的低層住宅和多層建築，黑河谷和地區北部有低層建築。

### 建筑
從歷史上看，符拉迪沃斯托克城市是根據歐洲建築傳統的規範發展起來的。迄今為止，該市擁有約500座建築古蹟和100多座符拉迪沃斯托克要塞的防禦工事。
市中心保留约十九世紀的歷史建築群，有当时的所有风格，從十九世紀後期的新古典主義和現代主義的各種方向，到1930年代至1950年代的新古典主義。亚历山大·格沃兹齐奥夫斯基、乔治·永亨德尔、德米特里·舍巴林、伊万·梅什科夫、谢尔盖·文森特、А·Н·布尔加科夫、尼古拉·科诺瓦洛夫、雅各布·沙夫拉特、Ю·Л·瓦格涅尔、弗拉基米尔·普兰森等著名的建築師在这里工作。
在城市中，有各種建築風格建築物。俄羅斯風格的凱旋門、郵局大樓和火車站，新哥特式的聖母瑪利亞天主教堂、聖保羅路德教會、第一行會米哈伊爾·伊萬諾維奇·蘇沃洛夫商人的豪宅和А·达坦的豪宅，新古典主義的玛丽亚·西比尔采娃女子體育館等，新藝術運動風格的古姆建築，半木結構風格的斯维特兰斯卡亚68号。從蘇聯時期開始建構主義風格的紀念碑、鐵路工人文化宮和海洋站，斯大林帝国的灰马建築群、阿留申大街的房子、达里利布夫图扎大樓和濱海邊疆區青年戲劇劇院，蘇聯功能主義的濱海邊疆區行政大樓以及典型的住宅建築。
現代城市發展混亂。偽歷史風格普遍，其中有紅色哥特式、俄羅斯風格、新商業巴洛克風格和新裝飾藝術。烏蘇里電影院，ОИАК 阿穆爾地區研究學會的建築和埃莉诺·普雷等是惨不忍睹的重建案例，已經失去了歷史面貌。近年來的重大建築项目有沙雷维奇路堤重建、遠東聯邦大學的建築群、馬林斯基劇院的濱海舞臺、符拉迪沃斯托克國際機場和黎明當代藝術中心。

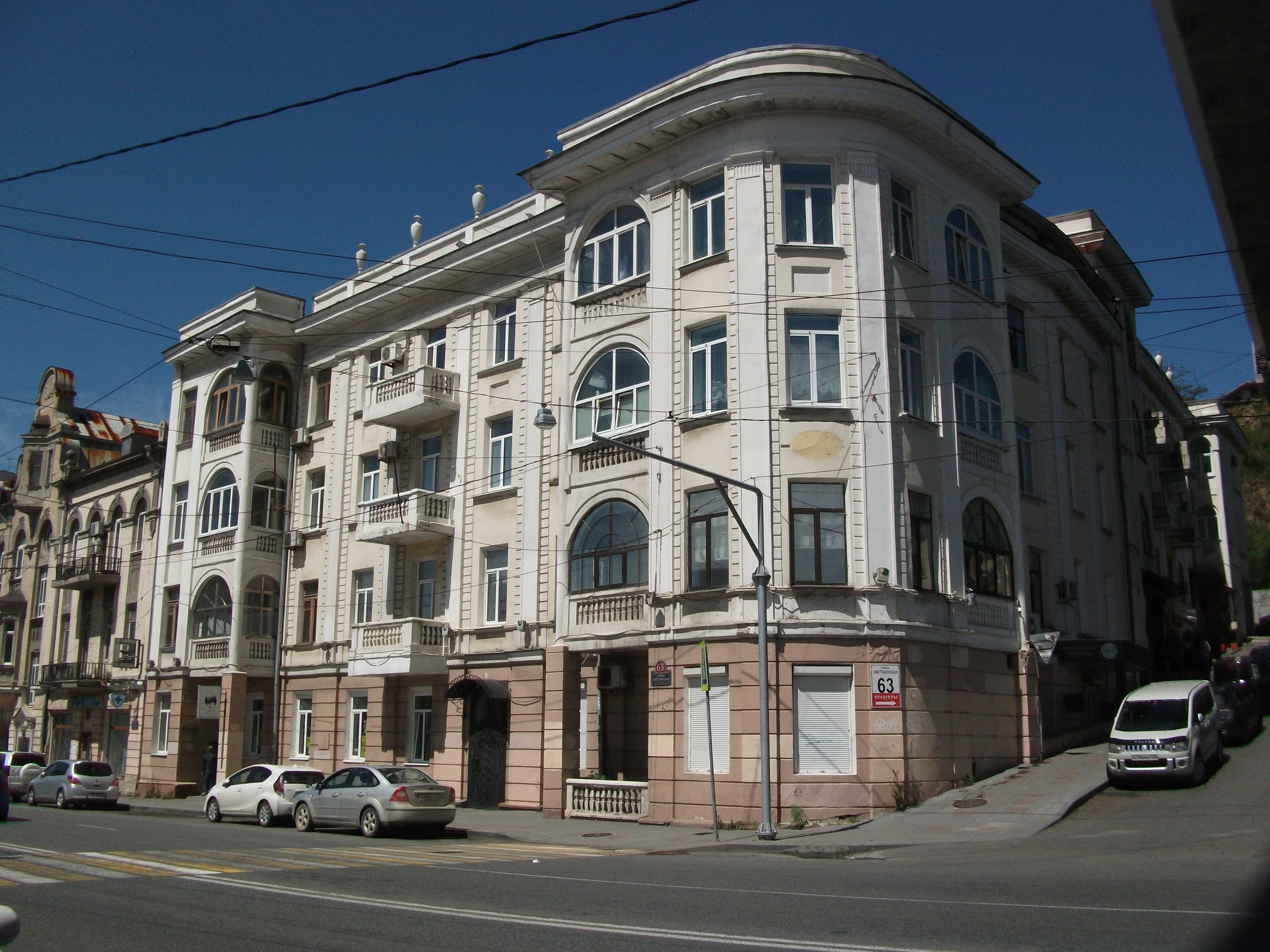
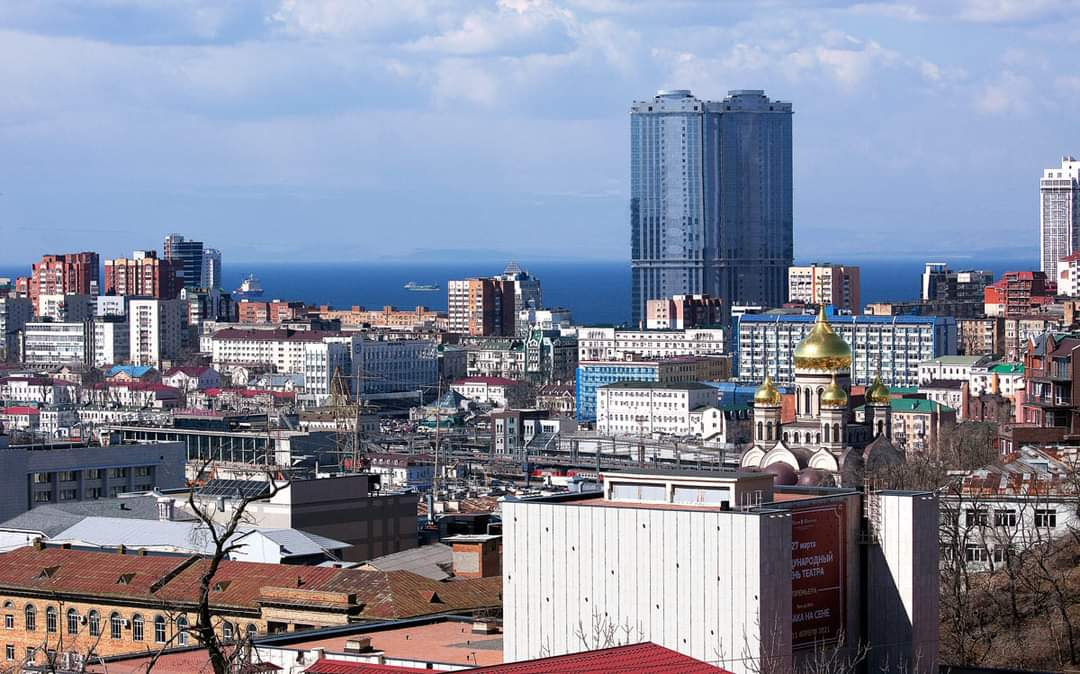
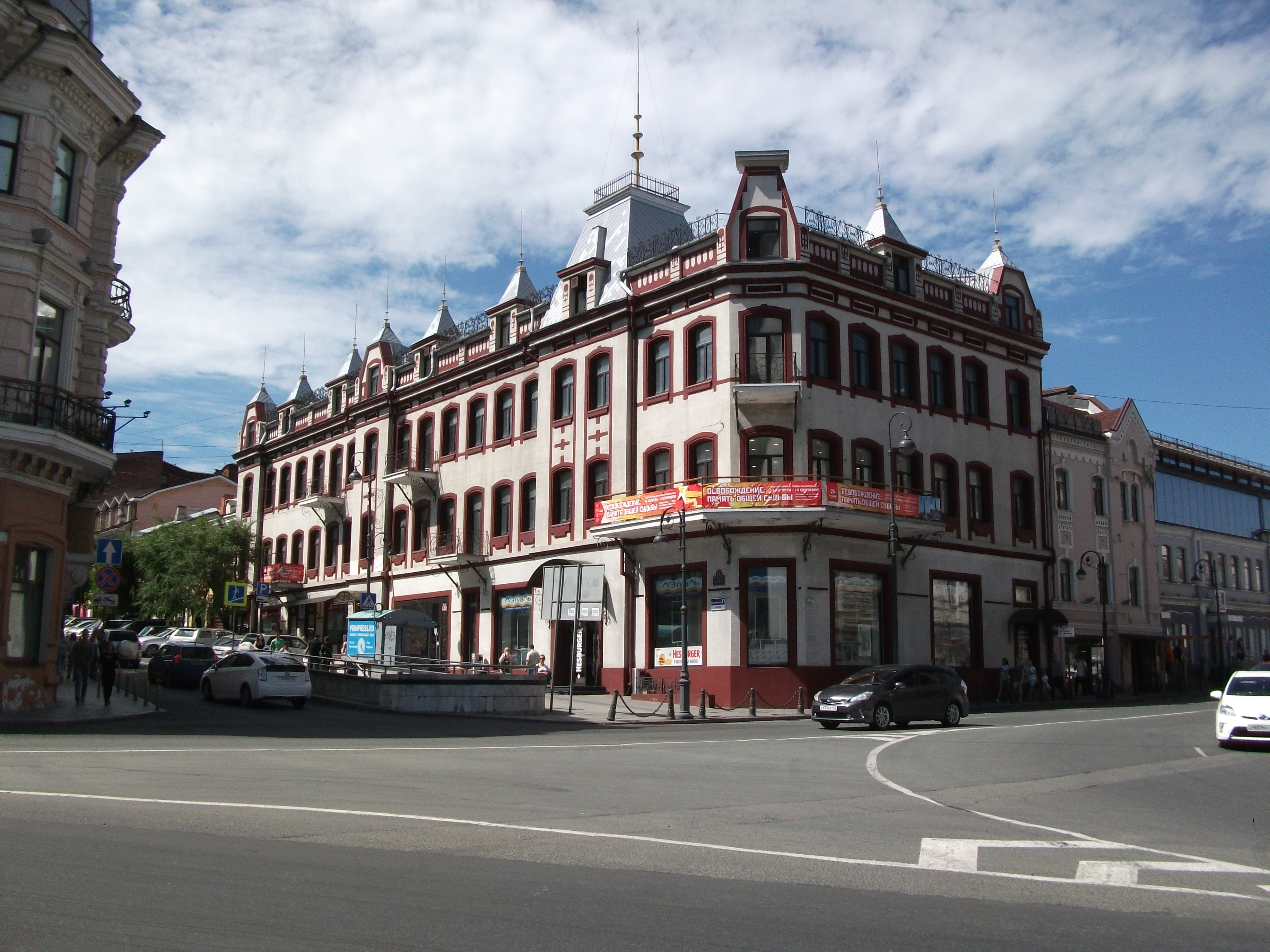

### 纪念碑和古迹
符拉迪沃斯托克有50多座受國家保護的紀念碑，包括蘇維埃力量戰士紀念碑，符拉迪沃斯托克100周年的羅斯塔爾柱，科拉貝爾納亞堤岸上的紀念建築群，紅旗船博物館和S-56潛艇等。
在城市內有符拉迪沃斯托克海上堡壘的防禦工事。到目前為止，有16座堡壘和100多個其他長期壘扎的物件被保存下來——要塞，火炮炮台，沿海彈藥，火藥庫。1995年，這座堡壘被賦予了歷史紀念碑和具有聯邦意義的軍事防禦建築的地位。組織了軍事歷史防禦工事博物館「符拉迪沃斯托克要塞」，擁有超過4萬個存儲單位的資金。
百萬街十九世紀末至二十世紀上半葉的唐人街，一個惡性社區，賣淫、走私、吸煙和賭博蓬勃發展，1936年拆除，当地華人被驅逐出境。今天的百万街是咖啡館、酒吧、畫廊和旅遊團的所在地，隨著時間的推移，“該地區的陰鬱魅力已經消失了”。
最古老的燈塔是斯克里普列瓦島上的一座燈塔，1877年3月1日开始运行。城市的海門的是巴萨尔金燈塔，位于军事区，平民無法進入，是符拉迪沃斯托克最知名的象徵之一，被描繪在明信片、磁鐵、郵票和電影院。托卡列夫燈塔也有一定知名度。
斯维特兰斯科伊8號有一件獻給施蒂利茨的藝術品。一塊實心金屬板，上面剪下了偵察兵的輪廓。

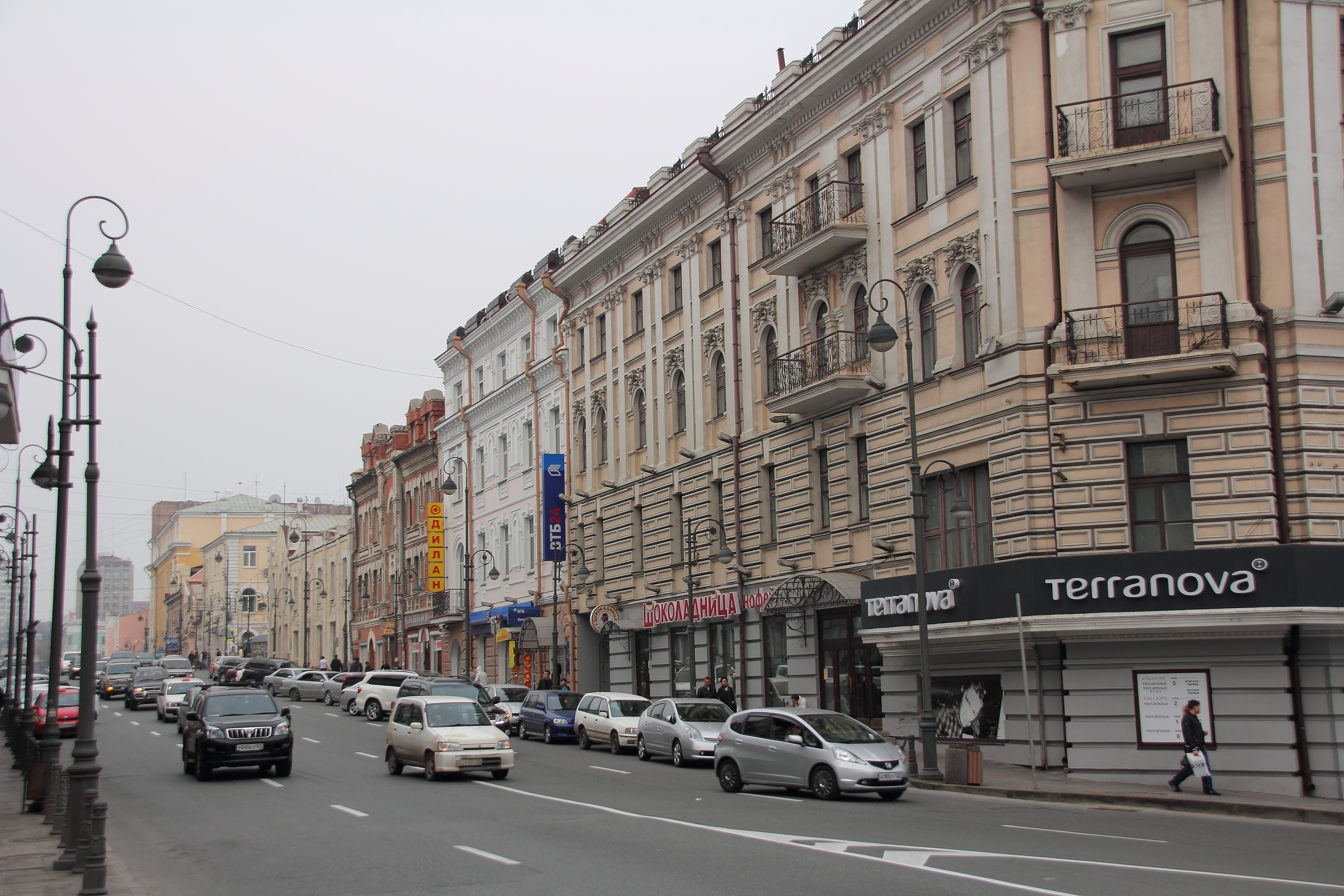
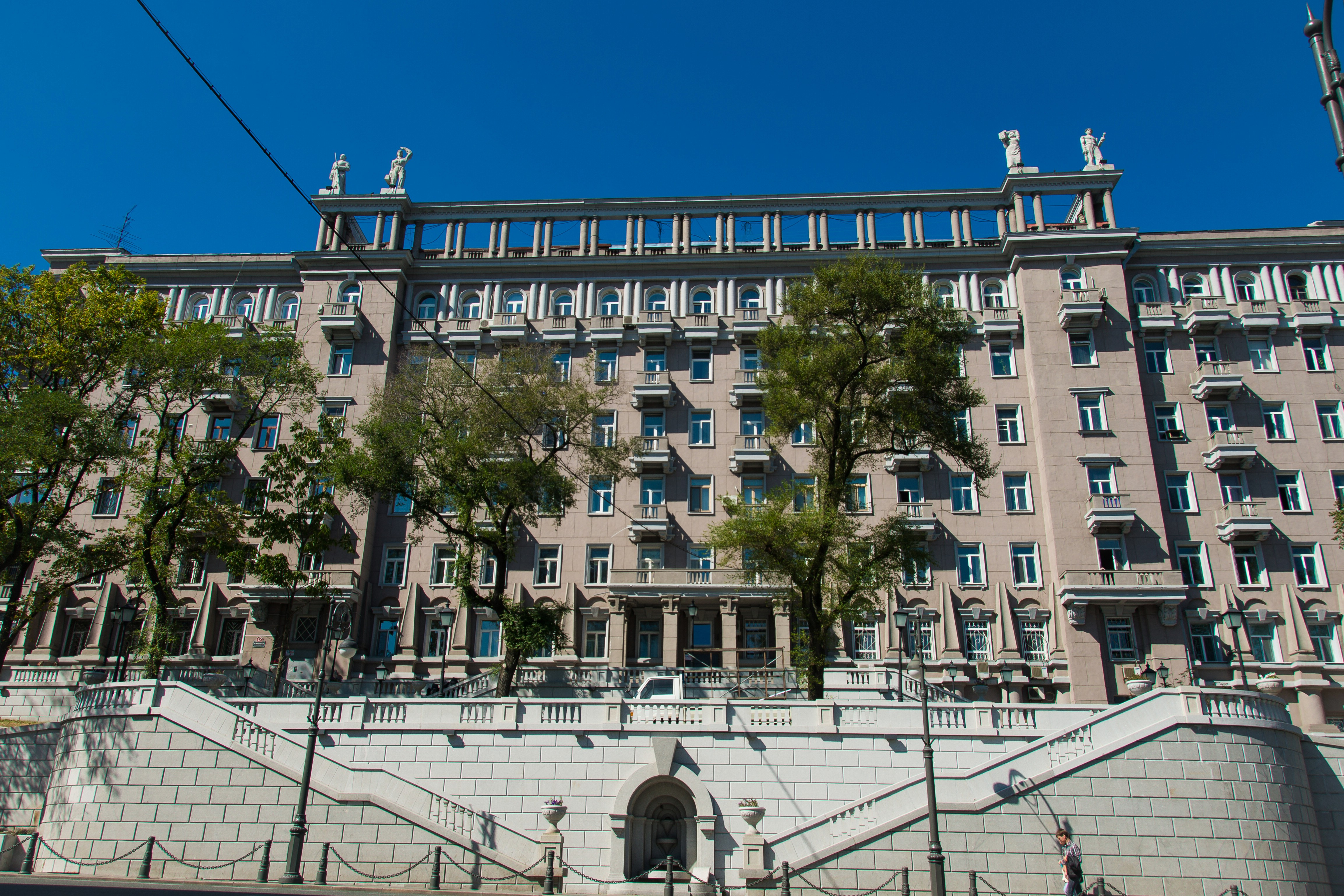
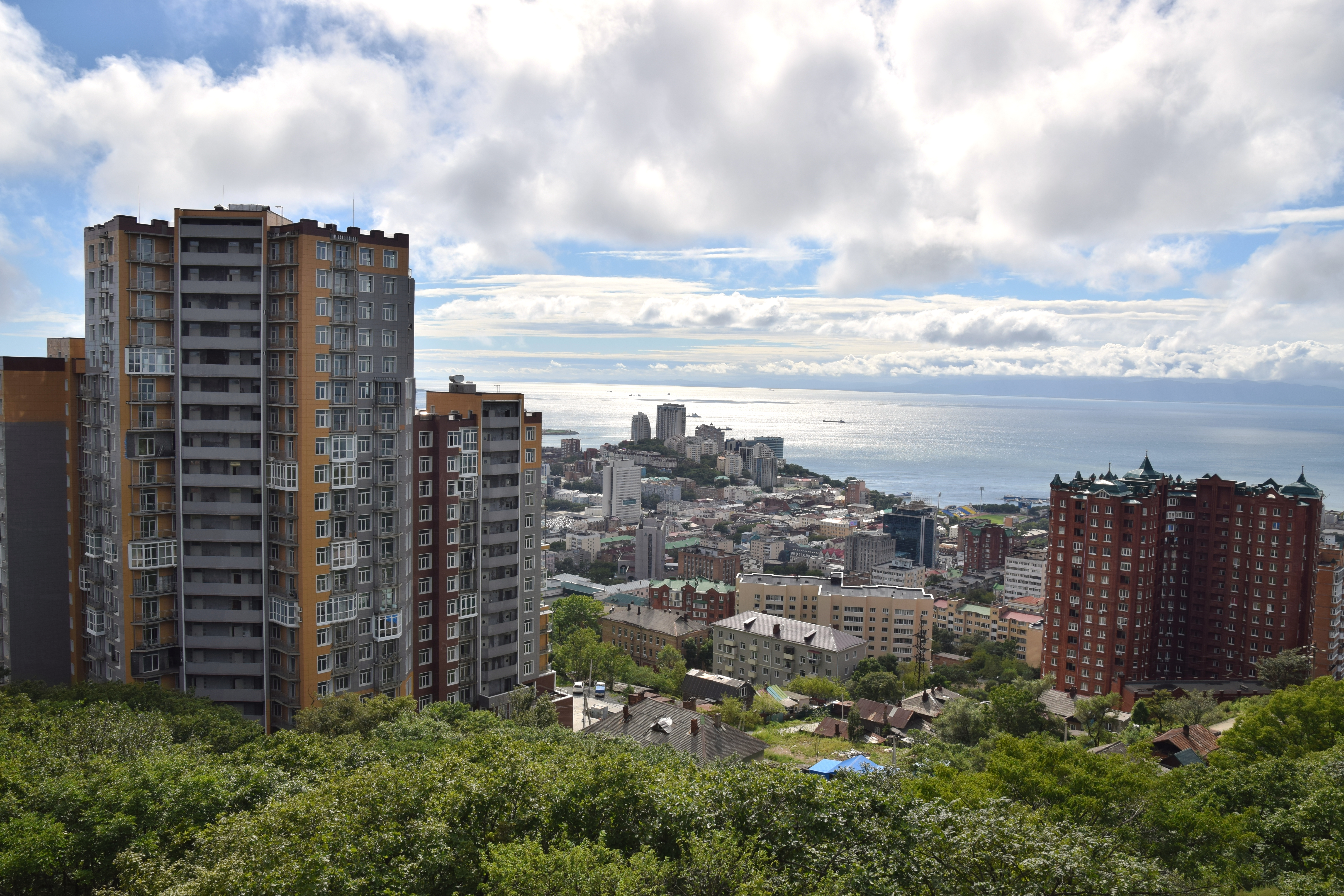

### 墓地
許多舊有墓地在現代城市区域內，有的在蘇聯時代被拆除。符拉迪沃斯托克的第一個墓地圣母升天教堂墓地19世紀60年代開放，1937年關閉，原址改为符拉迪沃斯托克藝術學校附近的广场。波克罗夫公墓在沙皇時代享有盛譽，1923年關閉，建起了中央文化和娛樂公園（現為波克罗夫斯科耶公園）。后来，蘇聯政府廢除了埃格谢尔德公墓和士兵墓地。截至2011年，已經確定15個墓地，其中13個需要改進。有6个活躍的墓地，莫尔墓地、森林墓地、中心墓地、阿雅克斯墓地、山坡墓地，還有一個未命名的墓地在波波夫島上。除了現有的墓地外，還有紀念墓地捷克軍團墓地。

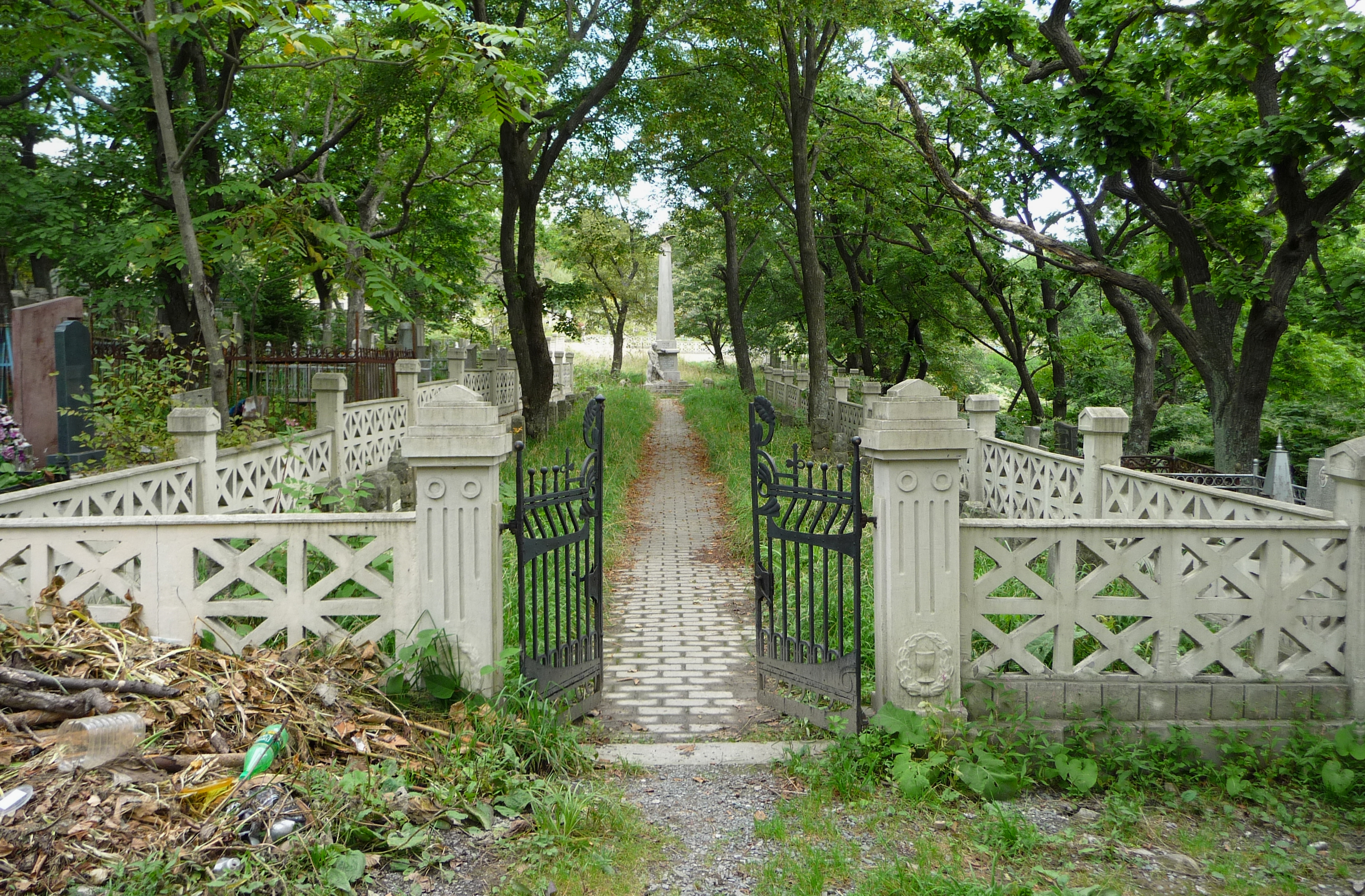
捷克军团公墓
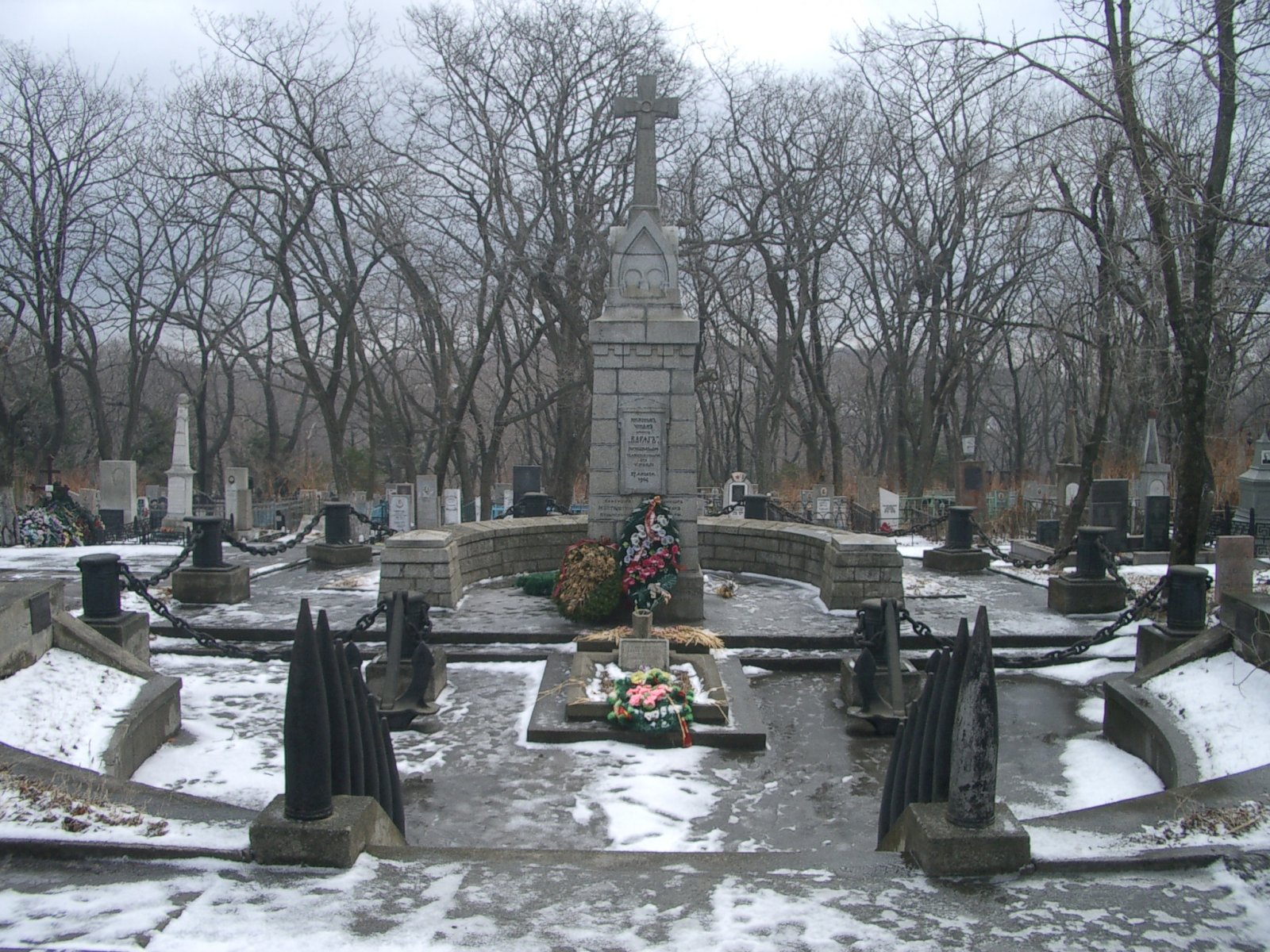
海洋公墓

## 友好城市
符拉迪沃斯托克与20座城市互结为友好城市：
- 日本秋田
- 韩国釜山
- 中国大连
- 日本函馆
- 中国哈尔滨
- 越南胡志明市
- 美国朱诺
- 韩国仁川
- 马来西亚亚庇
- 菲律賓馬卡蒂
- 厄瓜多尔曼塔
- 日本新潟
- 韩国浦项
- 美国圣迭戈
- 美国塔科马
- 格鲁吉亚茨欣瓦利
- 蒙古烏蘭巴托
- 俄罗斯弗拉季高加索
- 朝鲜元山
- 中国延边